# 1956
Portal Geschichte | Portal Biografien | Aktuelle Ereignisse | Jahreskalender | Tagesartikel

◄ |
19. Jahrhundert |
20. Jahrhundert
| 21. Jahrhundert

◄ |
1920er |
1930er |
1940er |
1950er
| 1960er | 1970er | 1980er | ►

◄◄ |
◄ |
1952 |
1953 |
1954 |
1955 |
1956
| 1957 | 1958 | 1959 | 1960 | ► | ►►
Staatsoberhäupter · Wahlen · Nekrolog  · Literaturjahr · Musikjahr · Filmjahr · Rundfunkjahr · Sportjahr
| Januar | Januar | Januar | Januar | Januar | Januar | Januar | Januar |
| Kw     | Mo     | Di     | Mi     | Do     | Fr     | Sa     | So     |
| ------ | ------ | ------ | ------ | ------ | ------ | ------ | ------ |
| 52     |        |        |        |        |        |        | 1      |
| 1      | 2      | 3      | 4      | 5      | 6      | 7      | 8      |
| 2      | 9      | 10     | 11     | 12     | 13     | 14     | 15     |
| 3      | 16     | 17     | 18     | 19     | 20     | 21     | 22     |
| 4      | 23     | 24     | 25     | 26     | 27     | 28     | 29     |
| 5      | 30     | 31     |        |        |        |        |        |

| Februar | Februar | Februar | Februar | Februar | Februar | Februar | Februar |
| Kw      | Mo      | Di      | Mi      | Do      | Fr      | Sa      | So      |
| ------- | ------- | ------- | ------- | ------- | ------- | ------- | ------- |
| 5       |         |         | 1       | 2       | 3       | 4       | 5       |
| 6       | 6       | 7       | 8       | 9       | 10      | 11      | 12      |
| 7       | 13      | 14      | 15      | 16      | 17      | 18      | 19      |
| 8       | 20      | 21      | 22      | 23      | 24      | 25      | 26      |
| 9       | 27      | 28      | 29      |         |         |         |         |

| März | März | März | März | März | März | März | März |
| Kw   | Mo   | Di   | Mi   | Do   | Fr   | Sa   | So   |
| ---- | ---- | ---- | ---- | ---- | ---- | ---- | ---- |
| 9    |      |      |      | 1    | 2    | 3    | 4    |
| 10   | 5    | 6    | 7    | 8    | 9    | 10   | 11   |
| 11   | 12   | 13   | 14   | 15   | 16   | 17   | 18   |
| 12   | 19   | 20   | 21   | 22   | 23   | 24   | 25   |
| 13   | 26   | 27   | 28   | 29   | 30   | 31   |      |

| April | April | April | April | April | April | April | April |
| Kw    | Mo    | Di    | Mi    | Do    | Fr    | Sa    | So    |
| ----- | ----- | ----- | ----- | ----- | ----- | ----- | ----- |
| 13    |       |       |       |       |       |       | 1     |
| 14    | 2     | 3     | 4     | 5     | 6     | 7     | 8     |
| 15    | 9     | 10    | 11    | 12    | 13    | 14    | 15    |
| 16    | 16    | 17    | 18    | 19    | 20    | 21    | 22    |
| 17    | 23    | 24    | 25    | 26    | 27    | 28    | 29    |
| 18    | 30    |       |       |       |       |       |       |

| Mai | Mai | Mai | Mai | Mai | Mai | Mai | Mai |
| Kw  | Mo  | Di  | Mi  | Do  | Fr  | Sa  | So  |
| --- | --- | --- | --- | --- | --- | --- | --- |
| 18  |     | 1   | 2   | 3   | 4   | 5   | 6   |
| 19  | 7   | 8   | 9   | 10  | 11  | 12  | 13  |
| 20  | 14  | 15  | 16  | 17  | 18  | 19  | 20  |
| 21  | 21  | 22  | 23  | 24  | 25  | 26  | 27  |
| 22  | 28  | 29  | 30  | 31  |     |     |     |

| Juni | Juni | Juni | Juni | Juni | Juni | Juni | Juni |
| Kw   | Mo   | Di   | Mi   | Do   | Fr   | Sa   | So   |
| ---- | ---- | ---- | ---- | ---- | ---- | ---- | ---- |
| 22   |      |      |      |      | 1    | 2    | 3    |
| 23   | 4    | 5    | 6    | 7    | 8    | 9    | 10   |
| 24   | 11   | 12   | 13   | 14   | 15   | 16   | 17   |
| 25   | 18   | 19   | 20   | 21   | 22   | 23   | 24   |
| 26   | 25   | 26   | 27   | 28   | 29   | 30   |      |

| Juli | Juli | Juli | Juli | Juli | Juli | Juli | Juli |
| Kw   | Mo   | Di   | Mi   | Do   | Fr   | Sa   | So   |
| ---- | ---- | ---- | ---- | ---- | ---- | ---- | ---- |
| 26   |      |      |      |      |      |      | 1    |
| 27   | 2    | 3    | 4    | 5    | 6    | 7    | 8    |
| 28   | 9    | 10   | 11   | 12   | 13   | 14   | 15   |
| 29   | 16   | 17   | 18   | 19   | 20   | 21   | 22   |
| 30   | 23   | 24   | 25   | 26   | 27   | 28   | 29   |
| 31   | 30   | 31   |      |      |      |      |      |

| August | August | August | August | August | August | August | August |
| Kw     | Mo     | Di     | Mi     | Do     | Fr     | Sa     | So     |
| ------ | ------ | ------ | ------ | ------ | ------ | ------ | ------ |
| 31     |        |        | 1      | 2      | 3      | 4      | 5      |
| 32     | 6      | 7      | 8      | 9      | 10     | 11     | 12     |
| 33     | 13     | 14     | 15     | 16     | 17     | 18     | 19     |
| 34     | 20     | 21     | 22     | 23     | 24     | 25     | 26     |
| 35     | 27     | 28     | 29     | 30     | 31     |        |        |

| September | September | September | September | September | September | September | September |
| Kw        | Mo        | Di        | Mi        | Do        | Fr        | Sa        | So        |
| --------- | --------- | --------- | --------- | --------- | --------- | --------- | --------- |
| 35        |           |           |           |           |           | 1         | 2         |
| 36        | 3         | 4         | 5         | 6         | 7         | 8         | 9         |
| 37        | 10        | 11        | 12        | 13        | 14        | 15        | 16        |
| 38        | 17        | 18        | 19        | 20        | 21        | 22        | 23        |
| 39        | 24        | 25        | 26        | 27        | 28        | 29        | 30        |

| Oktober | Oktober | Oktober | Oktober | Oktober | Oktober | Oktober | Oktober |
| Kw      | Mo      | Di      | Mi      | Do      | Fr      | Sa      | So      |
| ------- | ------- | ------- | ------- | ------- | ------- | ------- | ------- |
| 40      | 1       | 2       | 3       | 4       | 5       | 6       | 7       |
| 41      | 8       | 9       | 10      | 11      | 12      | 13      | 14      |
| 42      | 15      | 16      | 17      | 18      | 19      | 20      | 21      |
| 43      | 22      | 23      | 24      | 25      | 26      | 27      | 28      |
| 44      | 29      | 30      | 31      |         |         |         |         |

| November | November | November | November | November | November | November | November |
| Kw       | Mo       | Di       | Mi       | Do       | Fr       | Sa       | So       |
| -------- | -------- | -------- | -------- | -------- | -------- | -------- | -------- |
| 44       |          |          |          | 1        | 2        | 3        | 4        |
| 45       | 5        | 6        | 7        | 8        | 9        | 10       | 11       |
| 46       | 12       | 13       | 14       | 15       | 16       | 17       | 18       |
| 47       | 19       | 20       | 21       | 22       | 23       | 24       | 25       |
| 48       | 26       | 27       | 28       | 29       | 30       |          |          |

| Dezember | Dezember | Dezember | Dezember | Dezember | Dezember | Dezember | Dezember |
| Kw       | Mo       | Di       | Mi       | Do       | Fr       | Sa       | So       |
| -------- | -------- | -------- | -------- | -------- | -------- | -------- | -------- |
| 48       |          |          |          |          |          | 1        | 2        |
| 49       | 3        | 4        | 5        | 6        | 7        | 8        | 9        |
| 50       | 10       | 11       | 12       | 13       | 14       | 15       | 16       |
| 51       | 17       | 18       | 19       | 20       | 21       | 22       | 23       |
| 52       | 24       | 25       | 26       | 27       | 28       | 29       | 30       |
| 1        | 31       |          |          |          |          |          |          |

| Januar | Januar | Januar | Januar | Januar | Januar | Januar | Januar |
| Kw     | Mo     | Di     | Mi     | Do     | Fr     | Sa     | So     |
| ------ | ------ | ------ | ------ | ------ | ------ | ------ | ------ |
| 52     |        |        |        |        |        |        | 1      |
| 1      | 2      | 3      | 4      | 5      | 6      | 7      | 8      |
| 2      | 9      | 10     | 11     | 12     | 13     | 14     | 15     |
| 3      | 16     | 17     | 18     | 19     | 20     | 21     | 22     |
| 4      | 23     | 24     | 25     | 26     | 27     | 28     | 29     |
| 5      | 30     | 31     |        |        |        |        |        |

| Februar | Februar | Februar | Februar | Februar | Februar | Februar | Februar |
| Kw      | Mo      | Di      | Mi      | Do      | Fr      | Sa      | So      |
| ------- | ------- | ------- | ------- | ------- | ------- | ------- | ------- |
| 5       |         |         | 1       | 2       | 3       | 4       | 5       |
| 6       | 6       | 7       | 8       | 9       | 10      | 11      | 12      |
| 7       | 13      | 14      | 15      | 16      | 17      | 18      | 19      |
| 8       | 20      | 21      | 22      | 23      | 24      | 25      | 26      |
| 9       | 27      | 28      | 29      |         |         |         |         |

| März | März | März | März | März | März | März | März |
| Kw   | Mo   | Di   | Mi   | Do   | Fr   | Sa   | So   |
| ---- | ---- | ---- | ---- | ---- | ---- | ---- | ---- |
| 9    |      |      |      | 1    | 2    | 3    | 4    |
| 10   | 5    | 6    | 7    | 8    | 9    | 10   | 11   |
| 11   | 12   | 13   | 14   | 15   | 16   | 17   | 18   |
| 12   | 19   | 20   | 21   | 22   | 23   | 24   | 25   |
| 13   | 26   | 27   | 28   | 29   | 30   | 31   |      |

| April | April | April | April | April | April | April | April |
| Kw    | Mo    | Di    | Mi    | Do    | Fr    | Sa    | So    |
| ----- | ----- | ----- | ----- | ----- | ----- | ----- | ----- |
| 13    |       |       |       |       |       |       | 1     |
| 14    | 2     | 3     | 4     | 5     | 6     | 7     | 8     |
| 15    | 9     | 10    | 11    | 12    | 13    | 14    | 15    |
| 16    | 16    | 17    | 18    | 19    | 20    | 21    | 22    |
| 17    | 23    | 24    | 25    | 26    | 27    | 28    | 29    |
| 18    | 30    |       |       |       |       |       |       |

| Mai | Mai | Mai | Mai | Mai | Mai | Mai | Mai |
| Kw  | Mo  | Di  | Mi  | Do  | Fr  | Sa  | So  |
| --- | --- | --- | --- | --- | --- | --- | --- |
| 18  |     | 1   | 2   | 3   | 4   | 5   | 6   |
| 19  | 7   | 8   | 9   | 10  | 11  | 12  | 13  |
| 20  | 14  | 15  | 16  | 17  | 18  | 19  | 20  |
| 21  | 21  | 22  | 23  | 24  | 25  | 26  | 27  |
| 22  | 28  | 29  | 30  | 31  |     |     |     |

| Juni | Juni | Juni | Juni | Juni | Juni | Juni | Juni |
| Kw   | Mo   | Di   | Mi   | Do   | Fr   | Sa   | So   |
| ---- | ---- | ---- | ---- | ---- | ---- | ---- | ---- |
| 22   |      |      |      |      | 1    | 2    | 3    |
| 23   | 4    | 5    | 6    | 7    | 8    | 9    | 10   |
| 24   | 11   | 12   | 13   | 14   | 15   | 16   | 17   |
| 25   | 18   | 19   | 20   | 21   | 22   | 23   | 24   |
| 26   | 25   | 26   | 27   | 28   | 29   | 30   |      |

| Juli | Juli | Juli | Juli | Juli | Juli | Juli | Juli |
| Kw   | Mo   | Di   | Mi   | Do   | Fr   | Sa   | So   |
| ---- | ---- | ---- | ---- | ---- | ---- | ---- | ---- |
| 26   |      |      |      |      |      |      | 1    |
| 27   | 2    | 3    | 4    | 5    | 6    | 7    | 8    |
| 28   | 9    | 10   | 11   | 12   | 13   | 14   | 15   |
| 29   | 16   | 17   | 18   | 19   | 20   | 21   | 22   |
| 30   | 23   | 24   | 25   | 26   | 27   | 28   | 29   |
| 31   | 30   | 31   |      |      |      |      |      |

| August | August | August | August | August | August | August | August |
| Kw     | Mo     | Di     | Mi     | Do     | Fr     | Sa     | So     |
| ------ | ------ | ------ | ------ | ------ | ------ | ------ | ------ |
| 31     |        |        | 1      | 2      | 3      | 4      | 5      |
| 32     | 6      | 7      | 8      | 9      | 10     | 11     | 12     |
| 33     | 13     | 14     | 15     | 16     | 17     | 18     | 19     |
| 34     | 20     | 21     | 22     | 23     | 24     | 25     | 26     |
| 35     | 27     | 28     | 29     | 30     | 31     |        |        |

| September | September | September | September | September | September | September | September |
| Kw        | Mo        | Di        | Mi        | Do        | Fr        | Sa        | So        |
| --------- | --------- | --------- | --------- | --------- | --------- | --------- | --------- |
| 35        |           |           |           |           |           | 1         | 2         |
| 36        | 3         | 4         | 5         | 6         | 7         | 8         | 9         |
| 37        | 10        | 11        | 12        | 13        | 14        | 15        | 16        |
| 38        | 17        | 18        | 19        | 20        | 21        | 22        | 23        |
| 39        | 24        | 25        | 26        | 27        | 28        | 29        | 30        |

| Oktober | Oktober | Oktober | Oktober | Oktober | Oktober | Oktober | Oktober |
| Kw      | Mo      | Di      | Mi      | Do      | Fr      | Sa      | So      |
| ------- | ------- | ------- | ------- | ------- | ------- | ------- | ------- |
| 40      | 1       | 2       | 3       | 4       | 5       | 6       | 7       |
| 41      | 8       | 9       | 10      | 11      | 12      | 13      | 14      |
| 42      | 15      | 16      | 17      | 18      | 19      | 20      | 21      |
| 43      | 22      | 23      | 24      | 25      | 26      | 27      | 28      |
| 44      | 29      | 30      | 31      |         |         |         |         |

| November | November | November | November | November | November | November | November |
| Kw       | Mo       | Di       | Mi       | Do       | Fr       | Sa       | So       |
| -------- | -------- | -------- | -------- | -------- | -------- | -------- | -------- |
| 44       |          |          |          | 1        | 2        | 3        | 4        |
| 45       | 5        | 6        | 7        | 8        | 9        | 10       | 11       |
| 46       | 12       | 13       | 14       | 15       | 16       | 17       | 18       |
| 47       | 19       | 20       | 21       | 22       | 23       | 24       | 25       |
| 48       | 26       | 27       | 28       | 29       | 30       |          |          |

| Dezember | Dezember | Dezember | Dezember | Dezember | Dezember | Dezember | Dezember |
| Kw       | Mo       | Di       | Mi       | Do       | Fr       | Sa       | So       |
| -------- | -------- | -------- | -------- | -------- | -------- | -------- | -------- |
| 48       |          |          |          |          |          | 1        | 2        |
| 49       | 3        | 4        | 5        | 6        | 7        | 8        | 9        |
| 50       | 10       | 11       | 12       | 13       | 14       | 15       | 16       |
| 51       | 17       | 18       | 19       | 20       | 21       | 22       | 23       |
| 52       | 24       | 25       | 26       | 27       | 28       | 29       | 30       |
| 1        | 31       |          |          |          |          |          |          |

Im Jahr 1956 leitet Nikita Chruschtschow in der Sowjetunion die Entstalinisierung ein. Die Demonstrationen in Tiflis, der Posener Aufstand und der Ungarnaufstand werden infolge der sowjetischen Kontrolle des Ostblocks allesamt blutig niedergeschlagen.
Die drei nordafrikanischen Staaten Marokko, Tunesien und Sudan erhalten ihre Unabhängigkeit.
Mit dem Aufbau der Bundeswehr und der NVA beginnt die Wiederaufrüstung der beiden deutschen Staaten.

## Ereignisse

### Politik und Weltgeschehen
- 1. Januar: Markus Feldmann wird Bundespräsident der Schweiz
- 1. Januar: In Ottawa, Kanada, wird das Gebäude der sowjetischen Botschaft durch einen Brand völlig zerstört.
- 1. Januar: Der freie Verkauf von Kirchenzeitungen in der DDR wird verboten.
- 1. Januar: Der Sudan erlangt seine Unabhängigkeit von Großbritannien und Ägypten
- 2. Januar: Mit dem Einrücken von ca. 1500 Freiwilligen beginnt der Aufbau der Bundeswehr als westdeutsche Nachkriegs-Streitkraft.
- 15. Januar: In Nigeria wird beim Dorf Oloibiri das erste Ölfeld entdeckt.
- Februar: Kältewelle unter anderem in Deutschland, Eisgang und Packeis auf vielen Flüssen.[1]
- 5. Februar: Eröffnung des Stuttgarter Fernsehturms
- 8. Februar: Kulturabkommen zwischen der Bundesrepublik Deutschland und Italien, in Kraft seit dem 9. Dezember 1957.
- 18. Februar: Afghanistan unterzeichnet ein neues Wirtschaftshilfeabkommen mit den USA.
- 24. Februar: In der Sowjetunion billigt der XX. Parteitag der KPdSU die von Parteichef Nikita Chruschtschow verfolgte außenpolitische Linie, durch friedliche Koexistenz der Systeme die Entscheidung zwischen Kapitalismus und Sozialismus zu suchen. Am folgenden Tag kritisiert Chruschtschow in seiner Geheimrede offen die Verbrechen der Stalinära und leitet damit die Entstalinisierung ein.
- 1. März: Gründung der Nationalen Volksarmee der DDR (NVA)
- 2. März: Marokko erlangt seine Unabhängigkeit von Frankreich.
- 9. März: Niederschlagung antisowjetischer Demonstrationen in Tiflis durch die sowjetische Armee.
- 20. März: Tunesien erlangt seine Unabhängigkeit von Frankreich.
- 23. März: Pakistan erklärt sich zur Islamischen Republik.
- 13. Mai: Nationalratswahl in Österreich: ÖVP mit Bundeskanzler Raab stimmenstärkste Partei.
- 16. April: Österreich tritt dem Europarat bei.
- 16. April: In der Bundesrepublik Deutschland wird die Arbeitslosenhilfe eingeführt.
- 17. April: In ihrer Zeitung teilt die Kominform in Bukarest die Auflösung ihrer von kommunistischen Parteien getragenen Organisation mit.
- 17. Mai: Kulturabkommen zwischen der Bundesrepublik Deutschland und Griechenland, in Kraft seit dem 16. Juni 1957
- 17. Mai: Bulgarien wird Mitglied in der UNESCO
- 29. Mai: Kulturabkommen zwischen der Bundesrepublik Deutschland und Norwegen. In Kraft seit dem 9. März 1957
- 9. Juni: Das Wehrpflichtgesetz wird vom Deutschen Bundestag verabschiedet.
- 28. Juni: Posener Aufstand in Polen
- 7. Juli: Der Deutsche Bundestag beschließt die Einführung der Wehrpflicht.
- 26. Juli: Ägypten verstaatlicht den Sueskanal und löst damit die Sueskrise aus.
- 27. Juli: Rumänien wird Mitglied in der UNESCO.
- 1. August: Belgien führt – als letztes europäisches Land – die Führerschein-Pflicht ein.
- 9. August: In Südafrika demonstrieren 20.000 Frauen verschiedener ethnischer Herkunft und aus allen Landesteilen gegen den Native Urban Areas Act vor dem Regierungssitz in Pretoria.
- 17. August: In der Bundesrepublik Deutschland wird die KPD als verfassungsfeindliche Partei eingestuft und verboten.
- 24. September: Kulturabkommen zwischen der Bundesrepublik Deutschland und Belgien, in Kraft seit dem 22. März 1957.
- 10. Oktober: Finnland wird Mitglied in der UNESCO.
- 23. Oktober: In Ungarn beginnt der Volksaufstand.
- 25. Oktober: Adolf Hitler wird vom Amtsgericht Berchtesgaden amtlich für tot erklärt.
- 27. Oktober: Abschluss des Luxemburger Vertrages, der die Angliederung des Saarlandes an die Bundesrepublik Deutschland zum 1. Januar 1957 zum Inhalt hat sowie die Moselkanalisierung
- 30. Oktober: Ministerpräsident Imre Nagy gibt während des Ungarischen Volksaufstands das Ende des Einparteiensystems und die Auflösung der bisher machthabenden kommunistischen Partei der Ungarischen Werktätigen bekannt.
- 31. Oktober – 6. November: Britisch-französische Luftoffensive gegen Ägypten, gleichzeitig rücken israelische Truppen auf die Sinai-Halbinsel vor.
- 1. November: Ungarn erklärt unter der revolutionären Regierung Imre Nagys seinen Austritt aus dem Warschauer Pakt.
- 1. November: Mit dem States Reorganisation Act tritt die Neugliederung der indischen Bundesstaaten in Kraft.
- 4. November: Sowjetische Panzer rücken in Ungarn ein und beginnen mit der gewaltsamen Niederschlagung des Ungarischen Volksaufstands.
- 6. November: US-Präsident Dwight D. Eisenhower wird mit über 57 % der Stimmen gegen seinen demokratischen Herausforderer Adlai Ewing Stevenson im Amt bestätigt.
- 12. November: Tunesien, Marokko und Sudan werden Mitglieder der Vereinten Nationen.
- 20. November: Kulturabkommen zwischen der Bundesrepublik Deutschland und Chile, in Kraft seit dem 24. Mai 1959.
- 21. November: Per Jacobsson aus Schweden wird Direktor des Internationalen Währungsfonds (IWF).
- 22. November: Ungarns früherer Ministerpräsident Imre Nagy wird beim Verlassen der jugoslawischen Botschaft, in die er nach dem Scheitern des Volksaufstands geflüchtet war, mit seinen Begleitern – trotz Zusicherung von Straffreiheit durch seinen Nachfolger János Kádár – vom sowjetischen KGB verhaftet und nach Rumänien verschleppt.
- 2. Dezember: Fidel Castro landet im Osten der Insel Kuba und beginnt seinen Guerillakrieg gegen den Diktator Fulgencio Batista.
- 5. Dezember: Das Bundesverfassungsgericht bestätigt im Lübeck-Urteil den ablehnenden Bescheid des Bundesministerium des Innern zu einem beantragten Volksbegehren über die Bildung eines deutschen Bundeslandes Freie und Hansestadt Lübeck.
- 18. Dezember: Japan wird Mitglied der Vereinten Nationen.
- 31. Dezember: Südafrika tritt aus der UNESCO aus.

### Wirtschaft
- 4. Februar: Die DDR-Fluggesellschaft Deutsche Lufthansa nimmt ihren ersten Linienverkehr auf der Flugroute Berlin–Warschau auf.
- 31. März: Letztmals müssen in der Bundesrepublik Deutschland Steuermarken für das Notopfer Berlin auf Postsendungen geklebt werden. Das Aufkommen aus der nach der Berlin-Blockade eingeführten Notopfermarke sollte die wirtschaftliche Not West-Berlins verringern helfen.
- 29. April: Der Verlag Axel Springer AG gibt die erste Ausgabe der Sonntagszeitung Bild am Sonntag heraus.
- 17. Oktober: Das englische Kernkraftwerk Calder Hall wird als erste kommerziell genutzte Anlage von Königin Elisabeth II. feierlich eröffnet.
- 24. Oktober: Der Streik um Lohnfortzahlung bei Krankheit beginnt in Schleswig-Holstein und entwickelt sich zum längsten Arbeitskampf in Deutschland seit 1905 über insgesamt 114 Tage.
- 3. November: Der Bayerische Rundfunk strahlt den ersten Werbespot im deutschen Fernsehen aus. Für Persil werben die Schauspieler Beppo Brem und Liesl Karlstadt.
- 6. November: Am Sambesi wird mit dem Bau der Bogenstaumauer für die Kariba-Talsperre begonnen.
- 16. November: Beschluss des Schweizer Bundesrates zu sofortigem Sonntagsfahrverbot in der Schweiz 1956.
- 24. November: Mit der Jungfernfahrt eines in den Trumpf-Werken gebauten Prallluftschiffes setzt der Schokoladenhersteller seine Luftwerbung für Trumpf Schokolade in der Nachkriegszeit fort.
- 20. Dezember: Auf Anordnung der DDR-Regierung wird die Genex gegründet. Bürger der Bundesrepublik Deutschland können ihren Verwandten im anderen deutschen Teil Waren aus einem Geschenkkatalog zukommen lassen, die sie in D-Mark bezahlen. Die DDR eröffnet sich eine Devisenquelle.
- Die Nepal Rastra Bank, Zentralbank Nepals, wurde gegründet.

### Wissenschaft und Technik
- 3. Januar: Das Fernsehen der DDR nimmt seinen regulären Sendebetrieb auf.
- 29. März: Die heute üblichen Sondersignalanlagen aus blauem Blinklicht und Martinshorn werden eingeführt.
- 3. Juni: Europaweit führen die Bahnverwaltungen das Zwei-Klassen-System ein. Die bisherige 1. Wagenklasse wird abgeschafft, aus der bisherigen 2. wird die 1. und aus der 3. die 2. Klasse.
- 14. Juni: Die US-amerikanischen Forscher Clyde L. Cowan und Frederick Reines informieren telegrafisch den Schweizer Physiker Wolfgang Pauli über den ihnen gelungenen Nachweis des Neutrinos, das Pauli als Elementarteilchen mehr als zwei Jahrzehnte zuvor hypothetisch aufgezeigt hatte.
- 15. Juni: Die Technische Universität Eindhoven entsteht als zweite Technische Hochschule in den Niederlanden.
- 13. Juli: Die erste Dartmouth-Konferenz beginnt. Auf ihr prägte John McCarthy den Begriff „artificial intelligence“ („Künstliche Intelligenz“).
- 17. September: Das erste Radioteleskop Deutschlands (Astropeiler Stockert) auf dem Stockert bei Münstereifel wird eingeweiht.
- 27. September: Der Testpilot Milburn G. Apt fliegt als Erster im Experimentalflugzeug Bell X-2 mit einer Geschwindigkeit von Mach 3,2. Kurze Zeit danach stürzt er nach einem Lenkmanöver mit der Maschine ab und kommt zu Tode.
- 31. Oktober: Das erste Flugzeug landet am Südpol. Die Expeditionsgruppe der US Navy um Konteradmiral George J. Dufek hat den Auftrag, den Bau der Amundsen-Scott-Südpolstation vorzubereiten.
- 11. November: Major R. L. Anderson und Robert S. Decker erreichen mit einem Hubschrauber Sikorsky HR-2 S den Geschwindigkeitsweltrekord von 261,9 km/h.
- Gründung der Amundsen-Scott-Südpolstation

### Kultur
- 28. Januar: Uraufführung des Theaterstücks Oper von der Kirmes von Emil František Burian in Prag
- 29. Januar: Uraufführung des Theaterstücks Der Besuch der alten Dame von Friedrich Dürrenmatt im Schauspielhaus Zürich
- Januar: Gründung des Tölzer Knabenchores durch Gerhard Schmidt-Gaden in Bad Tölz
- 1. März: Uraufführung der Operette Pfälzer Musikanten von Hans Striehl am Landestheater Linz
- 15. März: Uraufführung des Musicals My Fair Lady am Mark Hellinger Theatre in New York
- 6. April: Das North Carolina Museum of Art wird eröffnet
- 13. April: Die Schauspielerin Käthe Dorsch ohrfeigt den Kritiker Hans Weigel in Wien. Am darauffolgenden Prozess nimmt die österreichische Kulturszene regen Anteil.
- 8. Mai: Das Schauspiel Blick zurück im Zorn (Look Back in Anger) des britischen Dramatikers John Osborne wird in London uraufgeführt.
- 24. Mai: In Lugano findet die erste Ausgabe des Eurovision Song Contest unter dem Titel Gran Premio Eurovisione della Canzone Europea statt.
- 5. Juni: Medienaufruhr um die Hüftbewegungen von Elvis Presley beim Auftritt Hound Dog
- 17. Juni: Uraufführung der Oper Der Sturm von Frank Martin an der Staatsoper in Wien
- 27. Juni: Uraufführung des Films Moby Dick (Regie: John Huston) in den USA
- 17. Juli: Der Film High Society (deutscher Titel Die oberen Zehntausend) wird in den USA uraufgeführt. Grace Kelly und Bing Crosby besingen darin True Love.
- 16. August: Die Verfilmung von Carl Zuckmayers Drama Der Hauptmann von Köpenick mit Heinz Rühmann in der Titelrolle wird uraufgeführt.
- 23. September: Uraufführung der Oper König Hirsch von Hans Werner Henze an der Städtischen Oper in Berlin
- 15. Oktober: Uraufführung des Stücks Histoire de Vasco von Georges Schehadé im Schauspielhaus Zürich
- 10. November: Im Théâtre Gramont in Paris wird das Musical Irma la Douce von Marguerite Monnot uraufgeführt.
- 15. November: In den USA hat der erste Spielfilm Elvis Presleys unter dem Titel Love me Tender Premiere.
- 1. Dezember: Uraufführung der Operette Candide von Leonard Bernstein am Martin Beck Theatre in New York City
- Philip K. Dick veröffentlicht seine Kurzgeschichte Minority Report.

### Religion
- 8. August: In Frankfurt am Main wird der 7. Deutsche Evangelische Kirchentag eröffnet. Er steht unter dem Motto „Lasset Euch versöhnen mit Gott“ (2. Kor. 5,20 LUT)
- 7. Oktober: Papst Innozenz XI. wird seliggesprochen
- 14. Oktober: Bhimrao Ramji Ambedkar, der anerkannte Führer der Dalits, tritt zusammen mit hunderttausenden „Unberührbaren“ in einer Zeremonie zum Buddhismus über, was in der Folge weitere Konvertiten zum Glaubenswechsel motiviert.

### Gesellschaft
- 9. Februar: Erstmals nach dem Zweiten Weltkrieg wird in Wien wieder der Opernball veranstaltet.
- 14. März: Westdeutsche KFZ-Kennzeichen mit schwarzer Schrift auf weißem Grund werden per Verordnung eingeführt.
- 18. April: In Monaco heiraten Fürst Rainier III. und die US-amerikanische Schauspielerin Grace Kelly standesamtlich, am nächsten Tag kirchlich.
- 17. Juni: Die deutsche Lotterie führt die Zusatzzahl ein.
- 29. Juni: Die Filmschauspielerin Marilyn Monroe und der Dramatiker Arthur Miller heiraten.
- 19. Dezember: Die britische Polizei nimmt den Arzt John Bodkin Adams unter dem Verdacht fest, ein Serienmörder zu sein. Er wird später freigesprochen.

### Sport
Einträge von Leichtathletik-Weltrekorden siehe unter der jeweiligen Disziplin unter Leichtathletik.
- 22. Januar bis 2. September: Austragung der 7. Formel-1-Weltmeisterschaft
- 26. Januar bis 5. Februar: VII. Olympische Winterspiele in Cortina d’Ampezzo, Italien
- 5. Februar: Harry Glaß gewinnt mit Bronze im Skispringen als erster Deutscher eine olympische Medaille im nordischen Skisport und die erste Olympiamedaille der DDR
- 30. April: Die Boston Celtics verpflichten Bill Russell und legen damit den Grundstein für den Gewinn von elf NBA-Meisterschaften in den folgenden 13 Jahren.
- 11. Mai: Erstbesteigung des Manaslu, des achthöchsten Berges der Erde

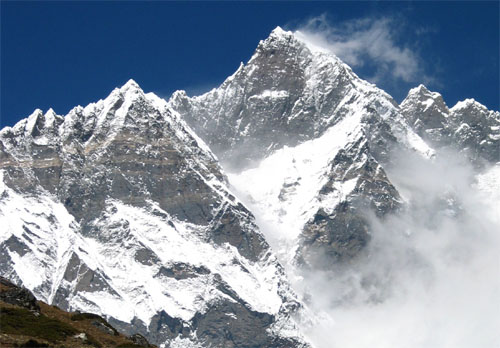
18. Mai: Erstbesteigung des Lhotse

- 18. Mai: Den Schweizern Fritz Luchsinger und Ernst Reiss gelingt die Erstbesteigung des Lhotse, des vierthöchsten Berges der Erde.
- 17. Juni: Die Hessenstute Halla trägt den schwerverletzten Hans Günter Winkler, der bei jedem Sprung vor Schmerzen schrie, in Stockholm über den Parcours und sicherte den deutschen Olympiareitern Mannschaftsgold und Winkler Gold in der Einzelwertung. Seit diesem Tag wird sie auch „Wunderstute“ genannt.
- 24. Juni: Der Fußball-Traditionsverein Borussia Dortmund wird zum ersten Mal Deutscher Meister
- 25. Juli: Erstbesteigung des Gasherbrum II, des vierzehnthöchsten Berges der Erde
- 2. September: Der Argentinier Juan Manuel Fangio gewinnt zum dritten Mal in Folge die Weltmeisterschaft der Formel 1.
- 22. November bis 8. Dezember: XVI. Olympische Sommerspiele in Melbourne, Australien
- 30. November: Mit 21 Jahren wird der US-Amerikaner Floyd Patterson durch einen K.-o.-Sieg über seinen Landsmann Archie Moore Boxweltmeister im Schwergewicht. Er ist der bis dahin jüngste Titelinhaber.
- 6. Dezember: Im Blutspiel von Melbourne gewinnen die Wasserballspieler aus Ungarn bei den Olympischen Spielen gegen die sowjetische Mannschaft mit 4:0 das abgebrochene Spiel. Die Begegnung ist nach der Niederschlagung des Ungarischen Volksaufstands durch sowjetische Truppen stark emotionsgeladen.
- 18. Dezember: Sportler des Jahres werden in Stuttgart Hans Günter Winkler und Ursula Happe.
- Wahrscheinliche Erstbesteigung des Dschengisch Tschokusu

### Katastrophen
- 30. Juni: Flugzeugkollision über dem Grand Canyon. Eine Super Constellation der TWA kollidiert mit einer DC-7 in nicht überwachtem Luftraum. Alle 128 an Bord beider Flugzeuge befindlichen Personen sterben.
- 25. Juli: Atlantik, nähe Nantucket. Das italienische Passagierschiff Andrea Doria wird von dem Passagierschiff Stockholm gerammt und sinkt elf Stunden später am 26. Juli. 51 Personen sterben.
- 8. August: In der Kohlenmine Bois du Cazier ereignet sich nach einem Kurzschluss das schlimmste Bergwerksunglück Belgiens. 262 Bergleute aus verschiedenen Nationen, darunter 136 Italiener, kommen ums Leben.

Kleinere Unglücksfälle sind in den Unterartikeln von Katastrophe und in der Liste von Katastrophen aufgeführt.

## Geboren

### Januar
- 01. Januar: Christine Lagarde, französische Politikerin
- 01. Januar: Ziad Rahbani, libanesischer Komponist, Pianist, Songwriter und Theaterautor († 2025)
- 01. Januar: Sergei Starostin, russischer Jazz- und Worldklarinettist und -sänger
- 02. Januar: Kevin Siembieda, US-amerikanischer Entwickler von Rollenspielen

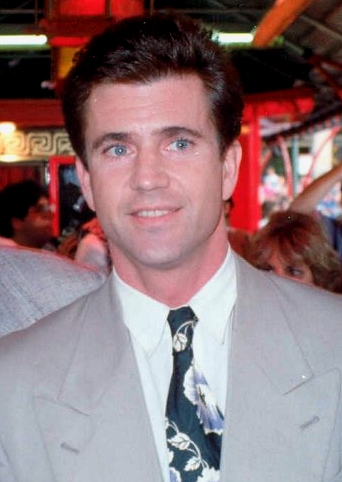
Mel Gibson, 1990

- 03. Januar: Mel Gibson, australisch-US-amerikanischer Schauspieler, Regisseur und Produzent
- 03. Januar: Willy T. Ribbs, US-amerikanischer Automobilrennfahrer
- 03. Januar: Guy Ryder, britischer Vorsitzender des Internationalen Gewerkschaftsbundes (IGB)
- 04. Januar: Francine-Dominique Liechtenhan, Schweizer Kunsthistorikerin und Dozentin
- 04. Januar: Rajvinder Singh, indisch-deutscher Autor († 2021)
- 04. Januar: Paul Linz, deutscher Fußballspieler und -trainer
- 04. Januar: Bernard Sumner, britischer Gitarrist und Keyboarder
- 05. Januar: James Lofton, US-amerikanischer American-Football-Spieler

- Frank-Walter Steinmeier, deutscher Bundespräsident, 202405. Januar: Frank-Walter Steinmeier, deutscher Politiker; 12. Bundespräsident

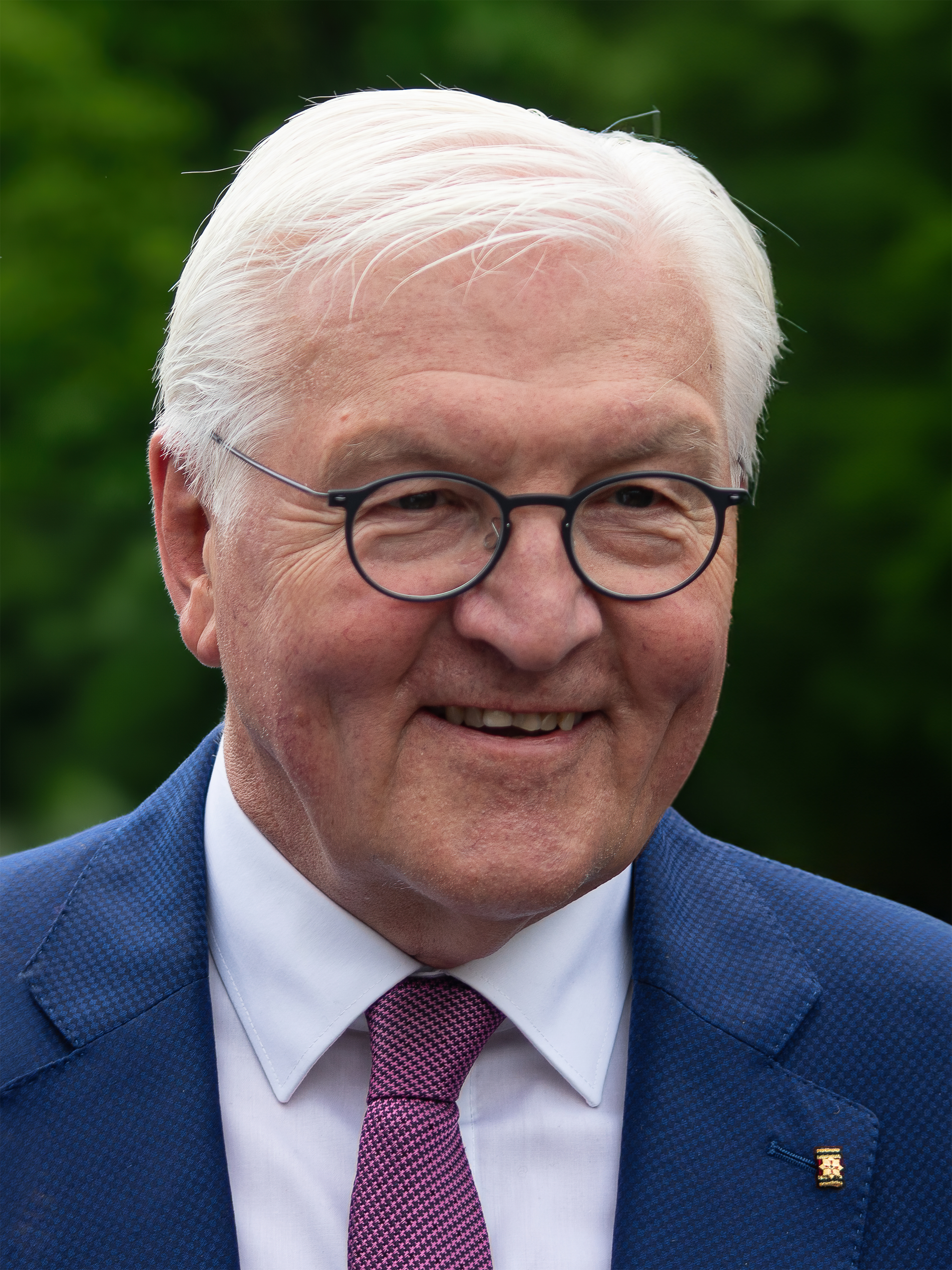
Frank-Walter Steinmeier, deutscher Bundespräsident, 2024

- 06. Januar: Alexander Baillie, britischer Cellist
- 06. Januar: Hani Mahmassani, libanesisch-US-amerikanischer Verkehrswissenschaftler († 2025)
- 07. Januar: David Caruso, US-amerikanischer Schauspieler
- 07. Januar: Judit Kovács, ungarische Bogenschützin
- 07. Januar: Leonard Lansink, deutscher Schauspieler

- 07. Januar: Uwe Ochsenknecht, deutscher Schauspieler
- 07. Januar: Herbert Willi, österreichischer Komponist
- 07. Januar: August Zirner, deutscher Schauspieler
- 08. Januar: Stefan Bernhard Eck, deutscher Politiker
- 08. Januar: Heinrich Leonhard Kolb, deutscher Politiker
- 09. Januar: Waltraud Meier, deutscher Mezzosopran und Sopran
- 09. Januar: Imelda Staunton, britische Theater- und Filmschauspielerin
- 09. Januar: Thorhild Widvey, norwegische konservative Politikerin
- 09. Januar: Lucyna Langer, polnische Leichtathletin und Olympionikin
- 10. Januar: Shawn Colvin, US-amerikanische Folk- und Popsängerin
- 10. Januar: Siegfried Müller junior, deutscher Automobilrennfahrer
- 11. Januar: Ernst Baltrusch, deutscher Althistoriker

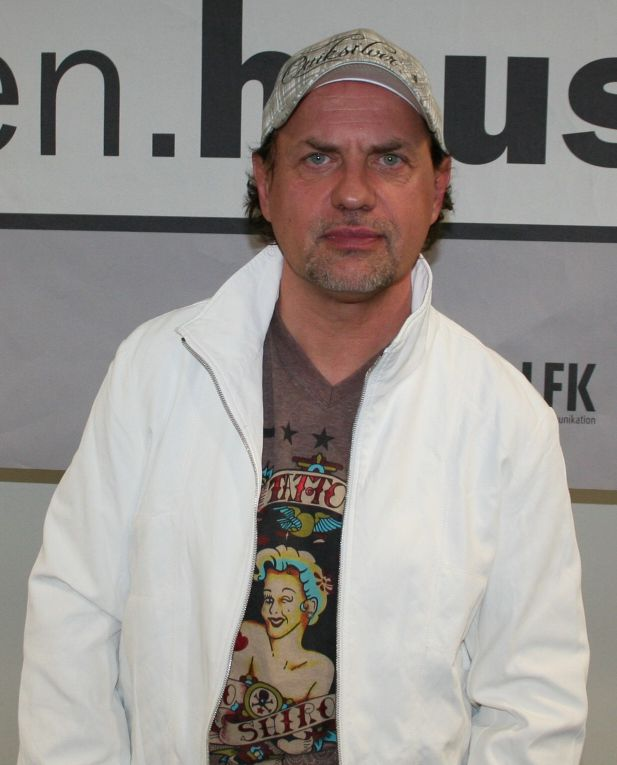
Uwe Ochsenknecht, 2009

- Uwe Ochsenknecht, 200911. Januar: Wayne Cegielski, walisischer Fußballspieler
- 11. Januar: Heiko Heßenkemper, deutscher Physiker und Politiker
- 11. Januar: Bert Papenfuß-Gorek, deutscher Schriftsteller († 2023)
- 12. Januar: Ute Freudenberg, deutsche Schlagersängerin
- 12. Januar: Nikolai Noskow, russischer Rocksänger, Komponist und Musiker
- 13. Januar: Ruth Genner, Schweizer Politikerin
- 13. Januar: Inga Humpe, deutsche Popmusikerin
- 13. Januar: Johannes Selle, deutscher Politiker und MdB
- 14. Januar: Étienne Daho, französischer Pop-Sänger
- 15. Januar: Matthias Eisenberg, deutscher Organist, Konzertcembalist und Kirchenmusiker
- 15. Januar: Jorge Fandermole, argentinischer Cantautor
- 15. Januar: Lee Hee-wan, südkoreanischer Trainer der Deutschen Volleyball-Nationalmannschaft der Frauen († 2011)
- 17. Januar: Hubertus Czernin, österreichischer Journalist und Verleger († 2006)
- 17. Januar: Mitch Vogel, US-amerikanischer Schauspieler

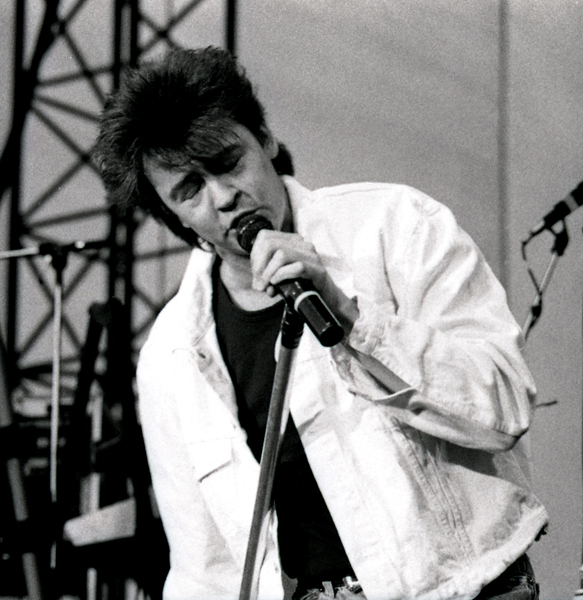
Paul Young, 1987

- 17. Januar: Paul Young, britischer Sänger und Songschreiber
- 18. Januar: Ralf Bursy, deutscher Sänger († 2022)
- 18. Januar: Mark Collie, US-amerikanischer Country-Musiker und Filmschauspieler
- 18. Januar: Christoph Prégardien, deutscher Tenor
- 20. Januar: Axel Hacke, deutscher Journalist und Schriftsteller
- 20. Januar: John Naber, US-amerikanischer Schwimmer
- 20. Januar: Franz Tost, österreichischer Automobilrennfahrer und Motorsportchef
- 20. Januar: Georg Veit, deutscher Schriftsteller
- 21. Januar: Friðriksson Ásmundur, isländischer Politiker

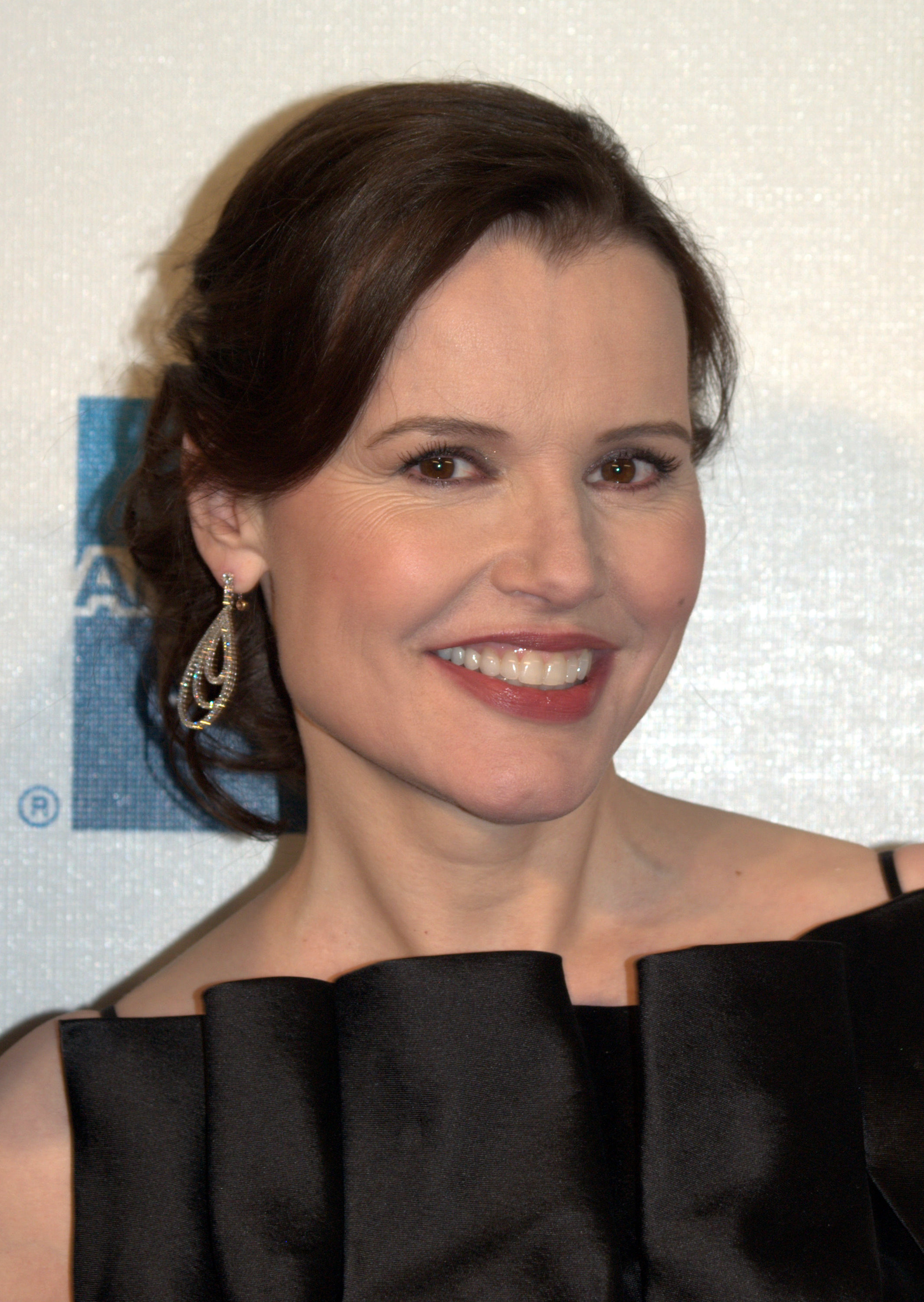
Geena Davis, 2009

- 21. Januar: Geena Davis, US-amerikanische Schauspielerin
- 21. Januar: Jürgen Kehrer, deutscher Journalist und Schriftsteller
- 22. Januar: Yves Angelo, französischer Kameramann, Regisseur und Drehbuchautor
- 22. Januar: Christoph Dieckmann, deutscher Schriftsteller
- 22. Januar: Steve Riley, US-amerikanischer Musiker († 2023)
- 22. Januar: Marianne Weber, deutsche Ruderin
- 23. Januar: Gerald Jatzek, österreichischer Autor und Musiker
- 23. Januar: Larysa Kuzmenko, kanadische Komponistin und Pianistin
- 23. Januar: Eva Lohse, deutsche Politikerin (CDU), Oberbürgermeisterin von Ludwigshafen
- 23. Januar: Kazufumi Matsunaga, japanischer Gitarrist
- 24. Januar: Thierry Arbogast, französischer Kameramann
- 24. Januar: Peter Dicke, deutscher Organist und Musikpädagoge
- 24. Januar: Bernd Thiele, deutscher Fußballspieler († 2017)
- 24. Januar: Thomas Voelzke, deutscher Jurist und Richter am Bundessozialgericht
- 25. Januar: Johnny Cecotto, venezolanischer Motorrad- und Automobilrennfahrer
- 25. Januar: Piergiuseppe Perazzini, italienischer Automobilrennfahrer
- 26. Januar: Steve Dobrogosz, US-amerikanischer Komponist
- 27. Januar: Gerhard Hanke, deutscher Politiker
- 28. Januar: Tim Flannery, australischer Biologe und Zoologe
- 28. Januar: Ulrich Gebauer, deutscher Schauspieler

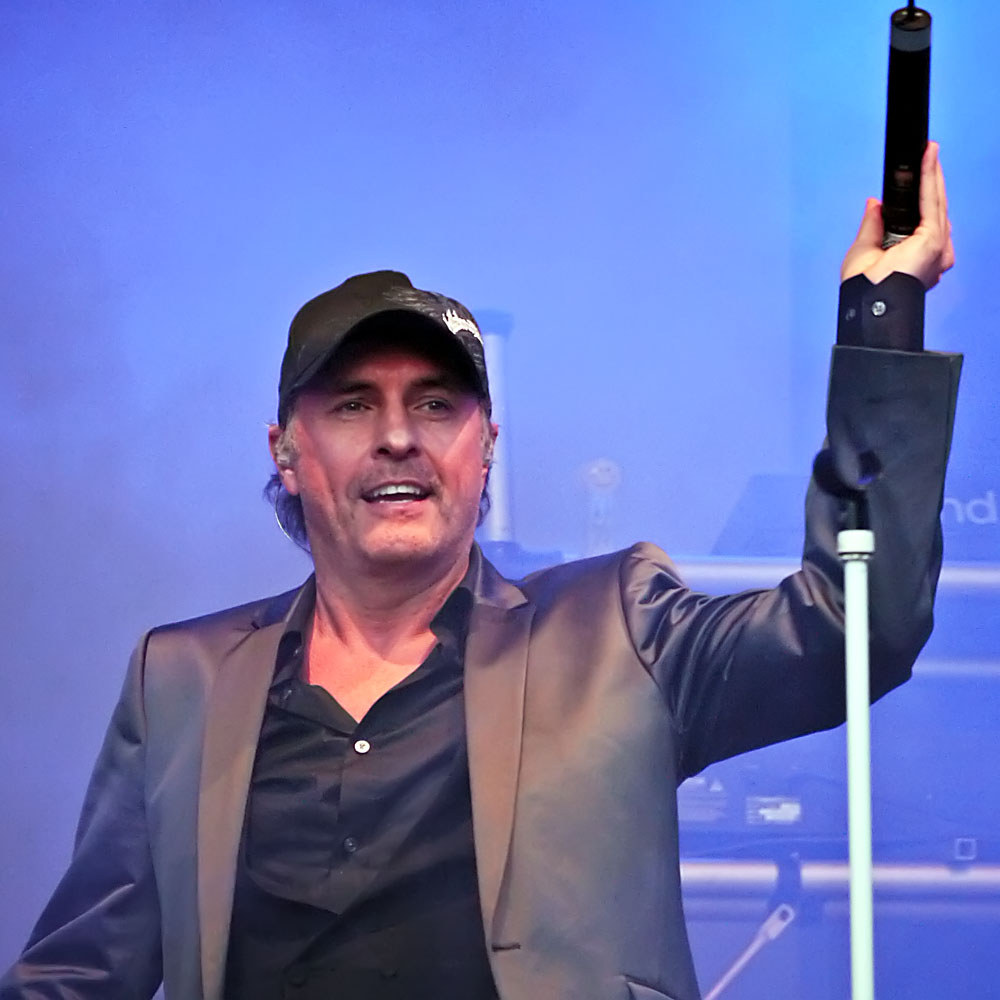
Peter Schilling, 2010

- 28. Januar: Peter Schilling, deutscher Sänger
- 30. Januar: Thomas Albeck, deutscher Fußballspieler und -funktionär († 2017)

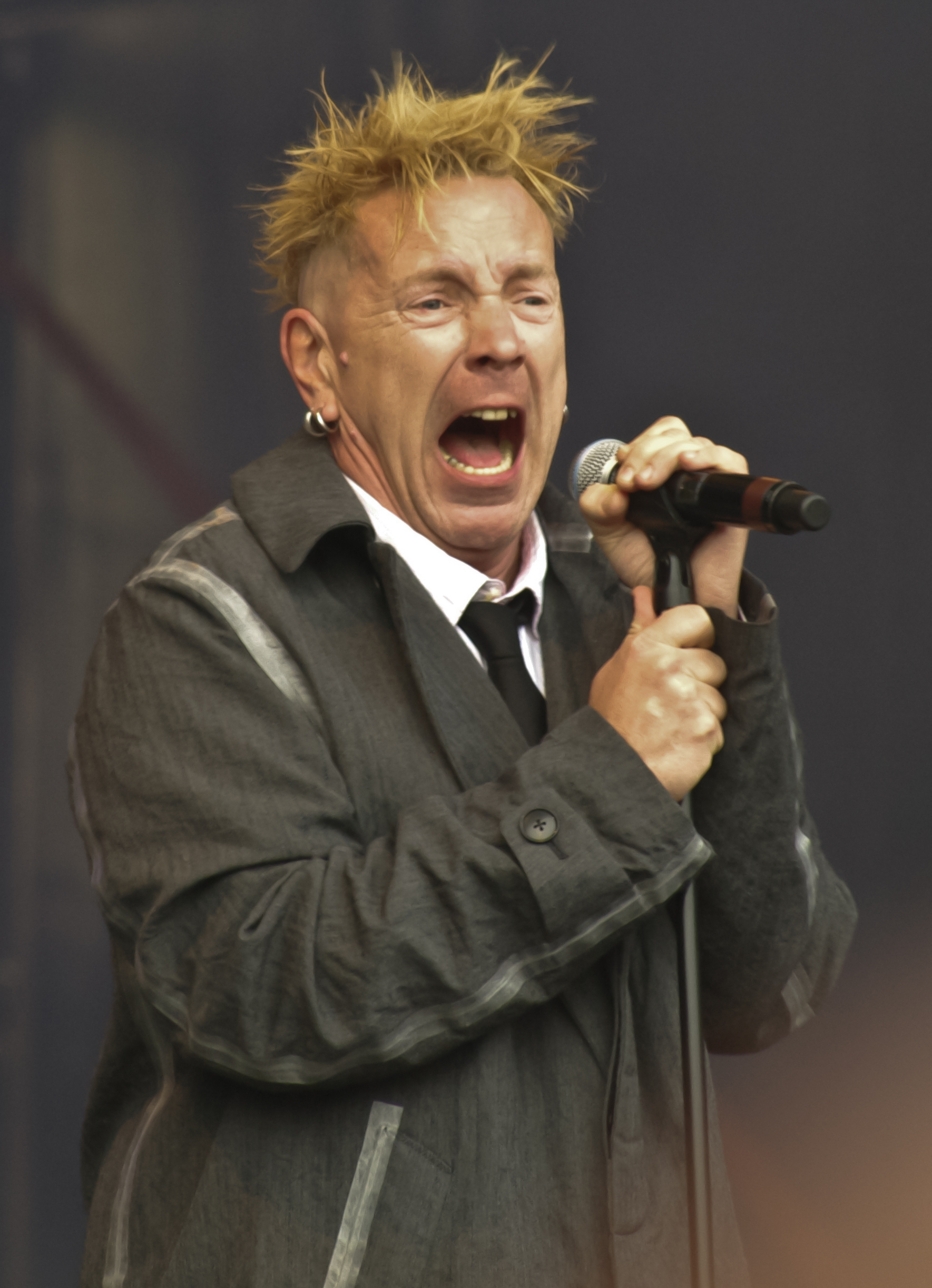
John Lydon, 2010

- 31. Januar: John Lydon, britischer Musiker und ehemaliger Sänger der „Sex Pistols“
- 31. Januar: Artur Mas, katalanischer Politiker
- 31. Januar: Klaus Ploghaus, deutscher Leichtathlet († 2022)

### Februar
- 01. Februar: Guo Wenjing, chinesischer Komponist
- 03. Februar: Nathan Lane, US-amerikanischer Musical- und Filmschauspieler
- 03. Februar: Lee Ranaldo, US-amerikanischer Gitarrist und Sänger
- 04. Februar: Dylan Fowler, walisischer Gitarrist, Komponist und Arrangeur
- 04. Februar: Eckhard Friauf, deutscher Biologe
- 05. Februar: Vytautas Andriulaitis, litauischer Fernschachspieler
- 05. Februar: Vinnie Colaiuta, US-amerikanischer Schlagzeuger
- 05. Februar: Hans Forster, deutscher Politiker
- 05. Februar: Elke Martens, deutsche Schlagersängerin, Texterin, Schauspielerin und Moderatorin
- 05. Februar: Héctor Rebaque, mexikanischer Automobilrennfahrer
- 06. Februar: Peter Gailer, deutscher Eishockeyspieler und -trainer
- 06. Februar: Natalja Wladimirowna Linitschuk, russische Eiskunstläuferin
- 06. Februar: Jon Walmsley, britischer Schauspieler und Synchronsprecher
- 07. Februar: John Nielsen, dänischer Automobilrennfahrer
- 07. Februar: Mark St. John, US-amerikanischer Gitarrist († 2007)
- 09. Februar: Bejoy Nicephorus D’Cruze, bangladeschischer Ordensgeistlicher, Erzbischof von Dhaka
- 10. Februar: Maroun Ammar, libanesischer Weihbischof
- 11. Februar: Didier Lockwood, französischer Jazz-Geiger und Komponist († 2018)
- 11. Februar: Gianpietro Zappa, Schweizer Fußballspieler († 2005)
- 12. Februar: Regine Dobberschütz, deutsche Jazzsängerin
- 12. Februar: Arsenio Hall, US-amerikanischer Schauspieler und Komiker
- 12. Februar: Stanislav Moša, tschechischer Regisseur, Librettist und Theaterleiter
- 13. Februar: Liam Brady, irischer Fußballspieler und -trainer
- 13. Februar: Peter Hook, englischer Bassist
- 14. Februar: John Anderson, US-amerikanischer American-Football-Spieler
- 14. Februar: Katharina Fritsch, deutsche Bildhauerin
- 14. Februar: Geoff Goodman, US-amerikanischer Jazzgitarrist
- 14. Februar: Rainer Guldener, Schweizer Schauspieler
- 14. Februar: Anders Stenmo, schwedisch-österreichischer Musiker und Drehbuchautor († 2023)
- 15. Februar: Christian Franke, deutscher Schlagersänger
- 15. Februar: Nils Landgren, schwedischer Jazzmusiker, Posaunist
- 15. Februar: Hitoshi Ogawa, japanischer Automobilrennfahrer († 1992)
- 15. Februar: Zwetan Jontschew, bulgarischer Fußballspieler
- 16. Februar: Angela Hampel, deutsche Malerin
- 16. Februar: Gerhard Kroschewski, deutscher Ruderer
- 16. Februar: Sibylle Pomorin, deutsche Jazzmusikerin und Komponistin

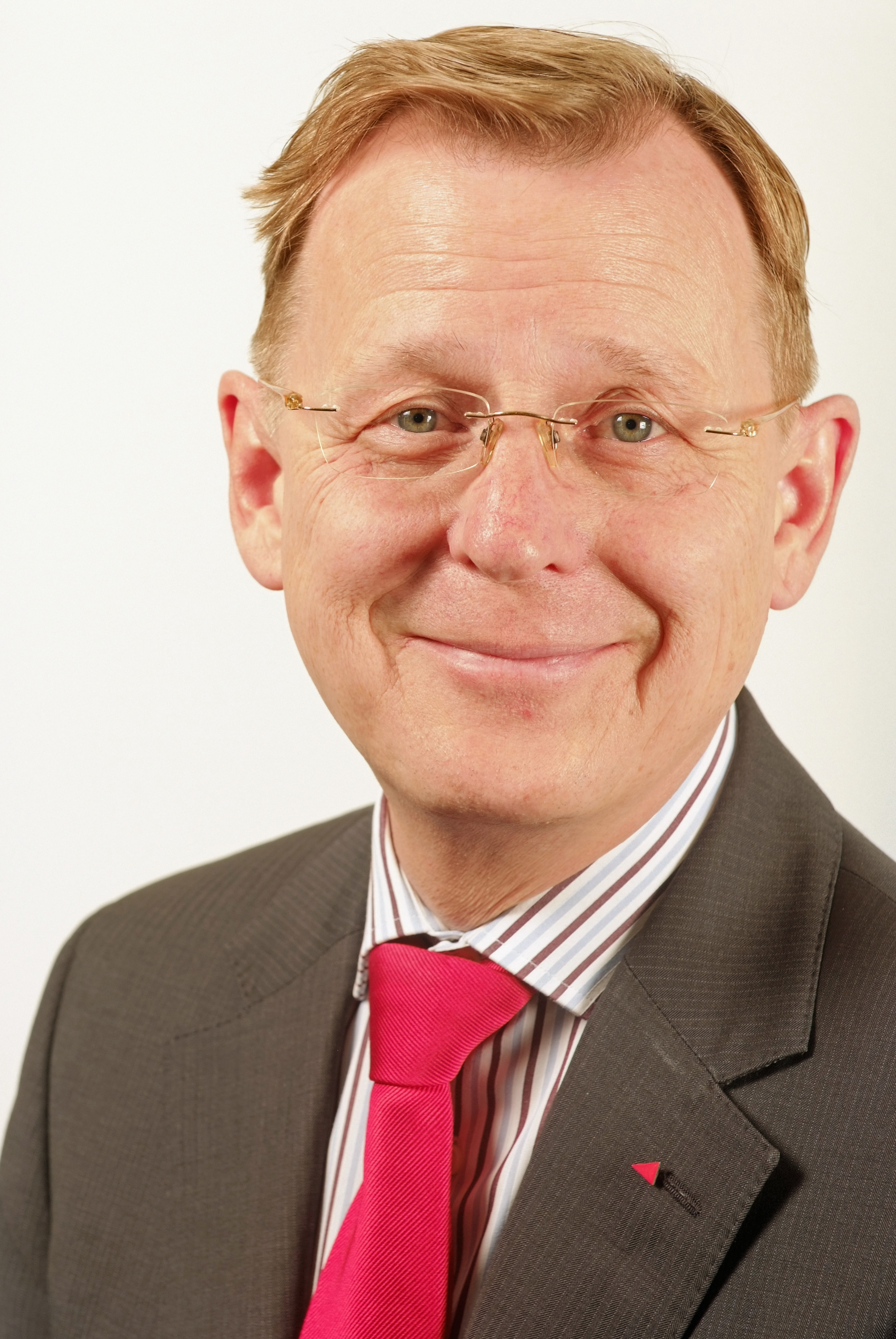
Bodo Ramelow, 2011

- 16. Februar: Bodo Ramelow, deutscher Politiker
- 16. Februar: Zbigniew Tłuczyński, polnischer Handballspieler und -trainer
- 16. Februar: Claudia Wunderlich, deutsche Handballspielerin
- 17. Februar: Norberto do Amaral, osttimorischer Bischof von Maliana
- 17. Februar: Stephan Hilsberg, deutscher Politiker, MdV
- 17. Februar: Malcolm Wilson, britischer Rallyefahrer und -teameigner
- 18. Februar: Bidsina Iwanischwili, georgischer Unternehmer und Politiker
- 18. Februar: Horst Ludwig Meyer, deutscher Terrorist der RAF († 1999)
- 18. Februar: Bruce Rauner, US-amerikanischer Politiker und Unternehmer
- 18. Februar: Rüdiger Abramczik, deutscher Fußballspieler und Trainer
- 19. Februar: Fiordaliso, italienische Sängerin
- 19. Februar: Koharu Kisaragi, japanische Dramatikerin und Theaterleiterin († 2000)
- 19. Februar: Hansgeorg Schmidt-Bergmann, deutscher Literatur- und Kulturwissenschaftler und Hochschullehrer
- 19. Februar: Lawrie Smith, britischer Segler
- 19. Februar: Rolf Wilhelm, deutscher Politiker
- 20. Februar: Riccardo Del Fra, italienischer Jazz-Bassist, Komponist und Arrangeur
- 20. Februar: Miss.Tic, französische Lyrikerin, Streetart- und Performancekünstlerin († 2022)
- 21. Februar: Stefan Stoppok, deutscher Musiker
- 22. Februar: Eva Bulling-Schröter, deutsche Politikerin, MdB
- 23. Februar: Sam Auinger, österreichischer Komponist und Klangkünstler

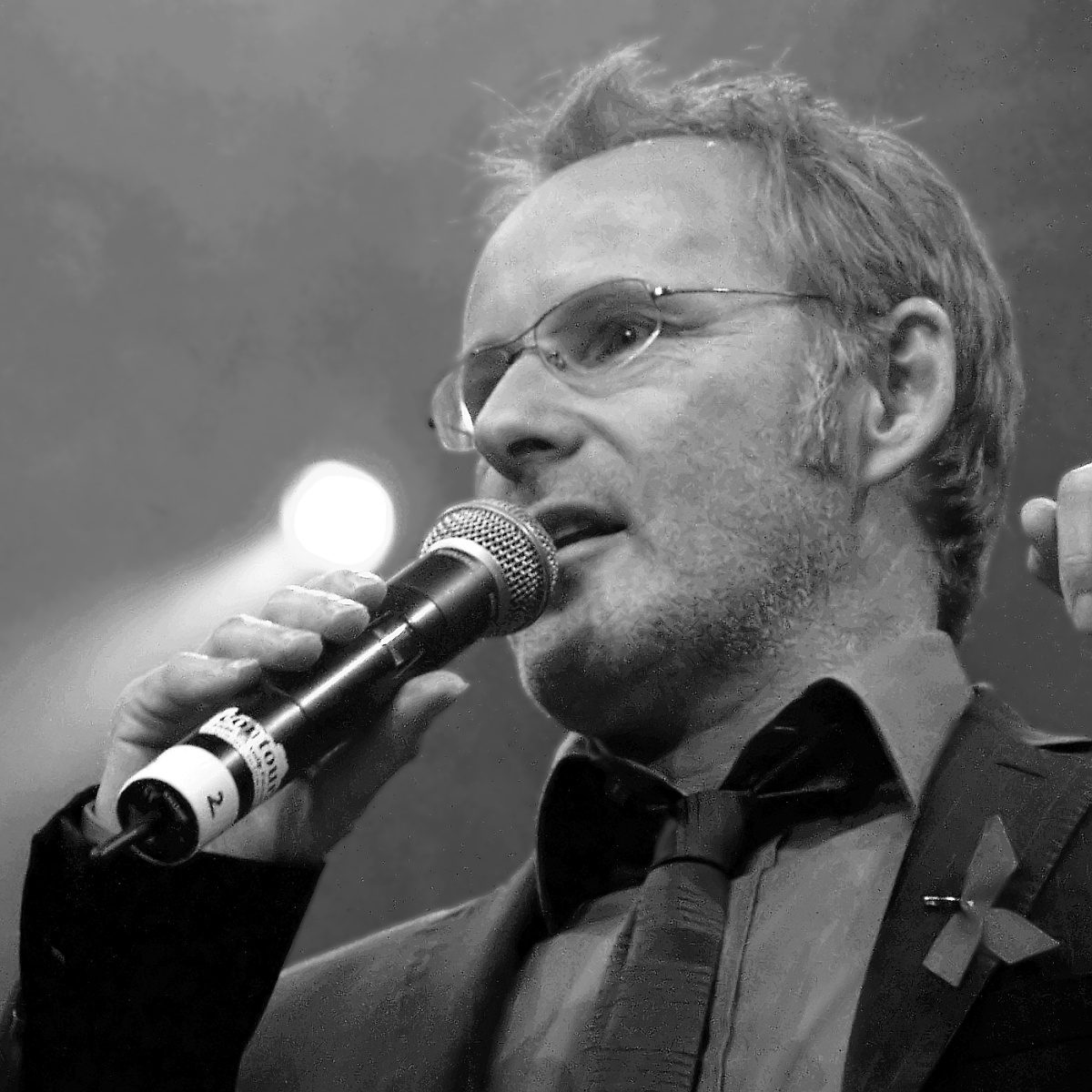
Reinhold Beckmann, 2007

- 23. Februar: Reinhold Beckmann, deutscher Fernsehmoderator und Fußballkommentator
- 24. Februar: Judith Butler, US-amerikanische Philosophin, Professorin für Rhetorik
- 25. Februar: Michel Friedman, deutscher Rechtsanwalt, Politiker und Fernsehmoderator
- 26. Februar: Milan Babić, serbischer Kriegsverbrecher († 2006)
- 27. Februar: Brigitte Ederer, österreichische Politikerin
- 28. Februar: Pia Findeiß, deutsche Lokalpolitikerin
- 28. Februar: Yehuda Grünfeld, israelischer Schachspieler
- 28. Februar: Knut Hoffmeister, deutscher Experimentalfilmer
- 28. Februar: Guy Maddin, kanadischer Filmregisseur
- 28. Februar: Tommy Remengesau, palauischer Politiker, Präsident von Palau
- 29. Februar: Johannes Thimme, deutsches RAF-Mitglied († 1985)
- 29. Februar: Rudolf Volz, deutscher Autor für Musiktheater
- 29. Februar: Aileen Wuornos, US-amerikanische Serienmörderin († 2002)
- 00. Februar: Lydie Auvray, französische Akkordeonistin und Sängerin

### März
- 01. März: Tim Daly, US-amerikanischer Schauspieler

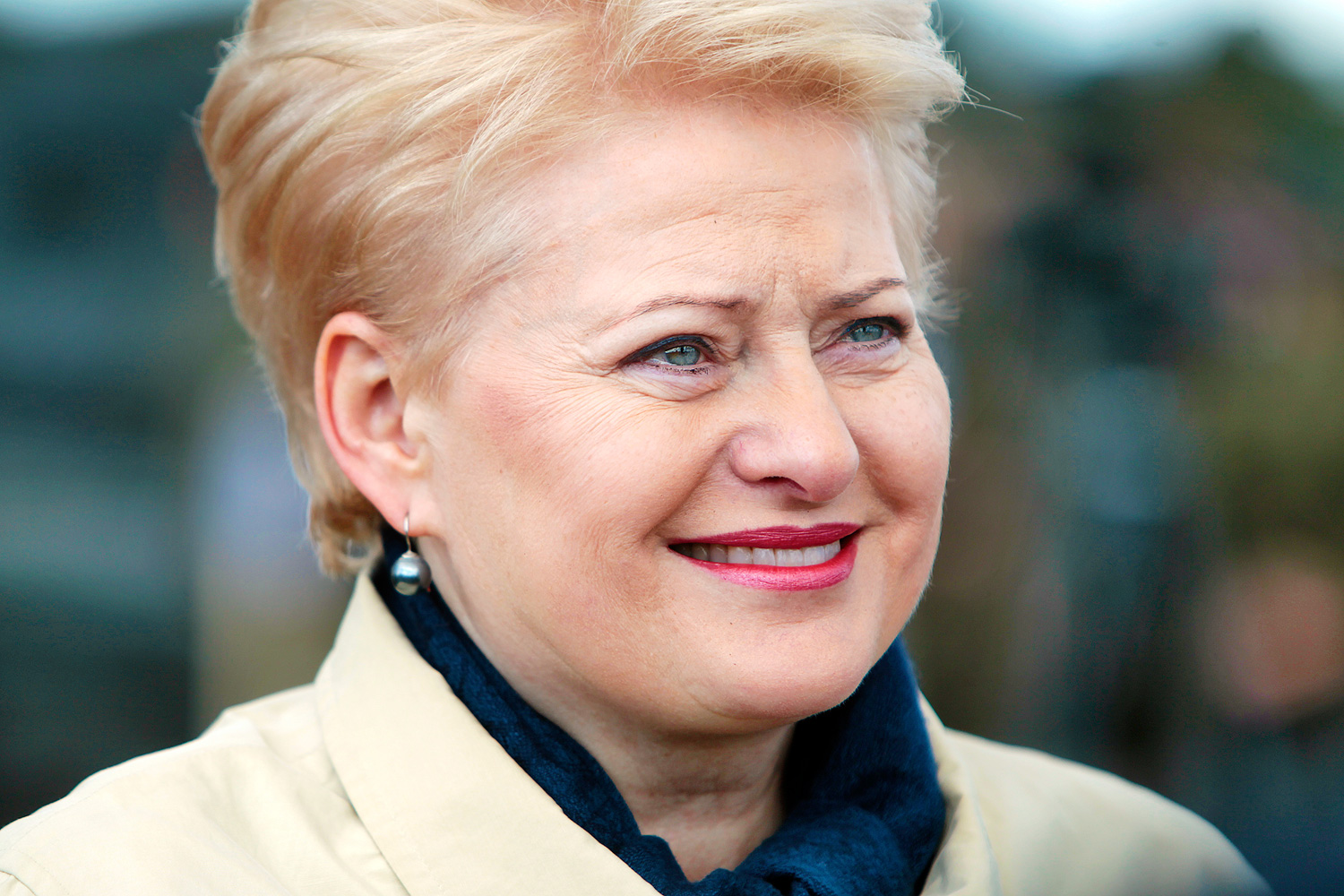
Dalia Grybauskaitė, 2014

- 01. März: Dalia Grybauskaitė, litauische Politikerin und EU-Kommissarin
- 01. März: Richard Wester, deutscher Saxophonist und Komponist
- 02. März: Mark Evans, australischer Bassist
- 02. März: Karl Freller, deutscher Politiker
- 02. März: Eduardo Rodríguez, bolivianischer Übergangspräsident
- 02. März: Hans-Joachim Vatter, deutscher Schachmeister
- 03. März: Zbigniew Boniek, polnischer Fußballspieler
- 04. März: Kermit Driscoll, US-amerikanischer Jazzbassist
- 05. März: Steve Arrington, US-amerikanischer Sänger, Songwriter und Schlagzeuger
- 05. März: Adriana Barraza, mexikanische Schauspielerin
- 05. März: Ruedi Baur, Schweizer Stardesigner
- 05. März: Teena Marie, US-amerikanische R&B- und Soul-Sängerin († 2010)
- 07. März: Bryan Cranston, US-amerikanischer Schauspieler
- 07. März: Daniel Dorff, US-amerikanischer Komponist
- 07. März: Christian Feichtinger, österreichischer Bühnenbildner († 2025)
- 07. März: Carol Guzy, US-amerikanische Pressefotografin
- 08. März: Bertrand Balas, französischer Automobilrennfahrer
- 08. März: John Haywood, britischer Historiker und Kartenautor
- 08. März: David Malpass, US-amerikanischer Ökonom
- 08. März: Erwin Martens, kanadischer Eishockeyspieler
- 10. März: Helmut Lang, österreichischer Modedesigner
- 11. März: Carla Estrada, mexikanische Fernsehproduzentin
- 11. März: Ozzie Newsome, US-amerikanischer American-Football-Spieler
- 12. März: Ove Aunli, norwegischer Skilangläufer
- 12. März: Andrea Jäger, deutsche Germanistin
- 12. März: Peter Weiß, deutscher Politiker und MdB
- 12. März: Steve Harris, britischer Musiker
- 12. März: Friedrich Kröhnke, deutscher Schriftsteller
- 12. März: Pim Verbeek, niederländischer Fußballtrainer († 2019)
- 13. März: Dana Delany, US-amerikanische Schauspielerin und Synchronsprecherin
- 14. März: Peter Fischer, deutscher Sportfunktionär
- 14. März: Tessa Sanderson, britische Speerwerferin und Olympiasiegerin
- 15. März: Frank-Peter Hansen, deutscher Schriftsteller
- 15. März: Marcus Kuhl, deutscher Eishockey-Spieler und -Manager
- 15. März: Marco Serafini, luxemburgischer Regisseur
- 15. März: Waltraud Wolff, deutsche Politikerin
- 15. März: Paramanga Ernest Yonli, Premierminister von Burkina Faso
- 15. März: Kurt Drawert, deutscher Schriftsteller
- 16. März: Silvia Bächli, Schweizer Künstlerin
- 16. März: Enrique P. Lessa, uruguayischer Biologe
- 16. März: Yoriko Shōno, japanische Schriftstellerin
- 16. März: Martin Umbach, deutscher Schauspieler
- 16. März: Eveline Widmer-Schlumpf, Schweizer Politikerin
- 17. März: Brigitte Aubert, französische Schriftstellerin
- 17. März: Jürgen Pahl, deutscher Fußballspieler
- 17. März: Paul van der Sterren, niederländischer Schachgroßmeister
- 18. März: Eduardo Alonso-Crespo, argentinischer Komponist und Dirigent
- 18. März: Alfredo Antoniozzi, italienischer Politiker
- 18. März: Ingemar Stenmark, schwedischer Ski-Sportler, Olympiasieger
- 19. März: Chris O’Neil, australische Tennisspielerin
- 19. März: Peter Steppuhn, deutscher Prähistoriker († 2018)
- 20. März: Sabiamad Abdul Ahad, malaysischer Sportschütze († 2021)
- 20. März: Maria Olandina Isabel Caeiro Alves, osttimoresische Diplomatin († 2025)
- 20. März: Catherine Ashton, britische Politikerin
- 20. März: Timothy Mahr, US-amerikanischer Komponist und Musikpädagoge
- 21. März: Christina Baum, deutsche Zahnärztin und Politikerin
- 21. März: Denise Di Novi, US-amerikanische Filmproduzentin und Regisseurin
- 21. März: Ingrid Kristiansen, norwegische Leichtathletin
- 21. März: Dick Beardsley, US-amerikanischer Marathonläufer
- 22. März: Maria Teresa, Großherzogin von Luxemburg
- 23. März: Rita Ernst, Schweizer Künstlerin

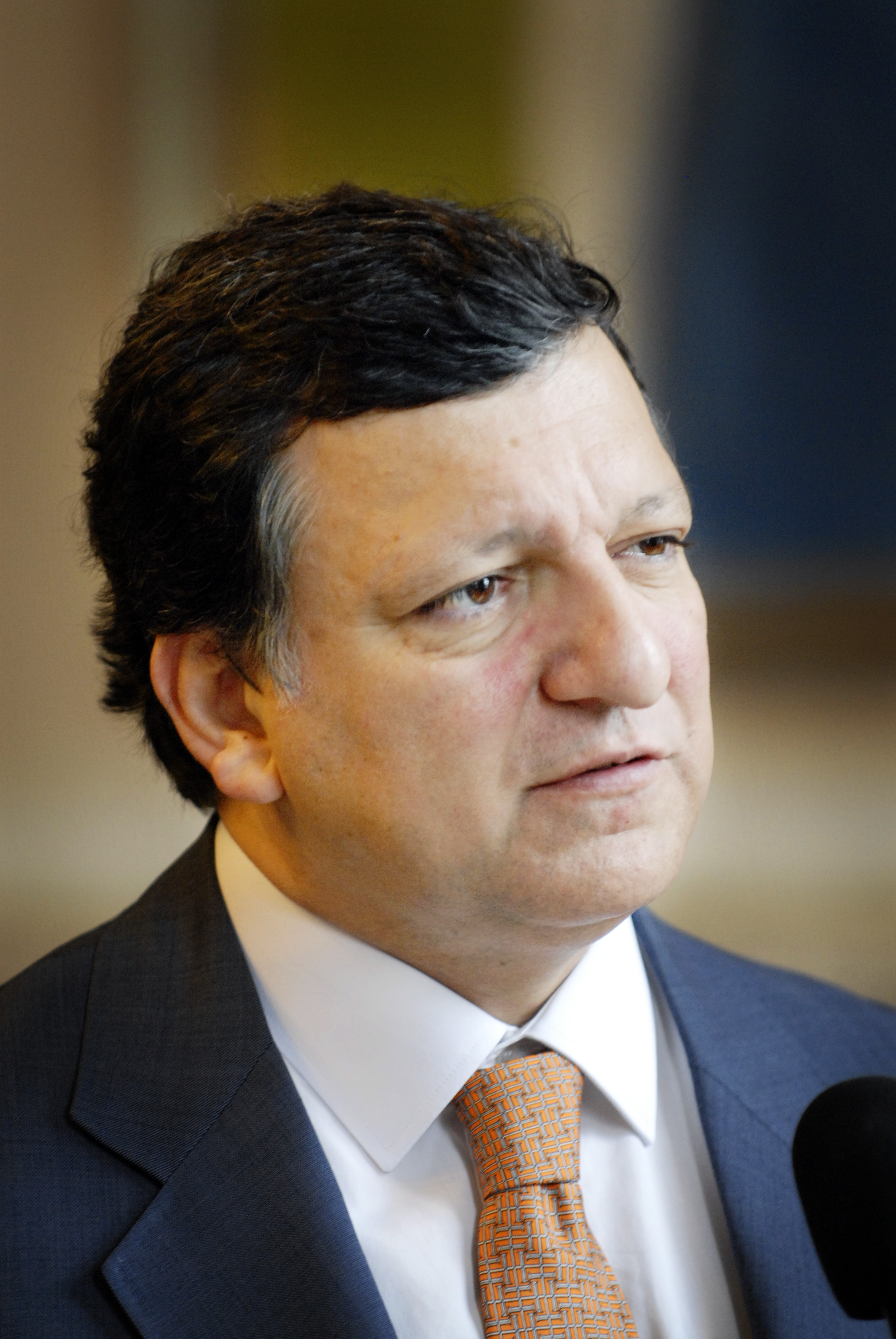
José Manuel Barroso, 2006

- 23. März: José Manuel Barroso, portugiesischer Ministerpräsident und Präsident der Europäischen Kommission
- 23. März: Edgar Madi, libanesischer Bischof in Brasilien
- 23. März: Herbert Knaup, deutscher Schauspieler
- 23. März: Steven Saylor, US-amerikanischer Schriftsteller
- 24. März: Josef Auer, österreichischer Politiker
- 24. März: Steve Ballmer, US-amerikanischer Manager
- 24. März: Peter Waterhouse, österreichischer Schriftsteller
- 25. März: Jock McDonald, britischer Musiker († 2025)
- 26. März: Charly McClain, US-amerikanische Country-Sängerin
- 27. März: Axel Richter, deutscher Eishockey-Torhüter
- 27. März: Klaus Vogel, deutscher Kulturwissenschaftler und Museumsleiter
- 27. März: Thomas Wassberg, schwedischer Skilangläufer
- 28. März: Amanda Aizpuriete, lettische Lyrikerin und Übersetzerin († 2023)
- 28. März: Evelin Jahl, deutsche Leichtathletin
- 29. März: Kuno Hämisegger, schweizerischer Ökonom und Bankier († 2018)
- 29. März: Kurt Thomas, US-amerikanischer Gerätturner, Weltmeister († 2020)
- 30. März: Theo Breuer, deutscher Schriftsteller und Herausgeber
- 30. März: Gloria Montenegro, peruanische Politikerin († 2025)
- 31. März: Claus Fabian, deutscher Musikproduzent, Schlagzeuger und Sänger

### April
- 01. April: Lara Andriessen, deutsche Schriftstellerin († 2011)
- 01. April: Louis Caldera, US-amerikanischer Politiker
- 01. April: Wolfgang Scherf, deutscher Volkswirtschaftler
- 02. April: Heidi Lippmann, deutsche Politikerin (Die Linke)
- 03. April: Christoph Adt, deutscher Dirigent und Orchesterpädagoge
- 03. April: Rainer Höft, deutscher Handballspieler
- 03. April: Hans-Jakob Mosimann, Schweizer Rechtswissenschaftler
- 03. April: Judie Tzuke, britische Musikerin
- 04. April: David E. Kelley, US-amerikanischer Filmproduzent
- 04. April: Ursula Schneider, deutsche Juristin
- 05. April: Dagmar Enkelmann, deutsche Politikerin
- 06. April: Michele Bachmann, US-amerikanische Politikerin
- 06. April: Thomas Koschwitz, deutscher Entertainer, Schauspieler und Radiomoderator
- 07. April: Siegfried Schneider, deutscher Politiker
- 08. April: Justin Sullivan, britischer Musiker
- 10. April: Carol V. Robinson, britische Chemikerin
- 11. April: Liliana Komorowska, polnisch-kanadische Schauspielerin
- 11. April: Reidar Sørensen, norwegischer Theater- und Filmschauspieler
- 12. April: Walter Salles, brasilianischer Film-Regisseur

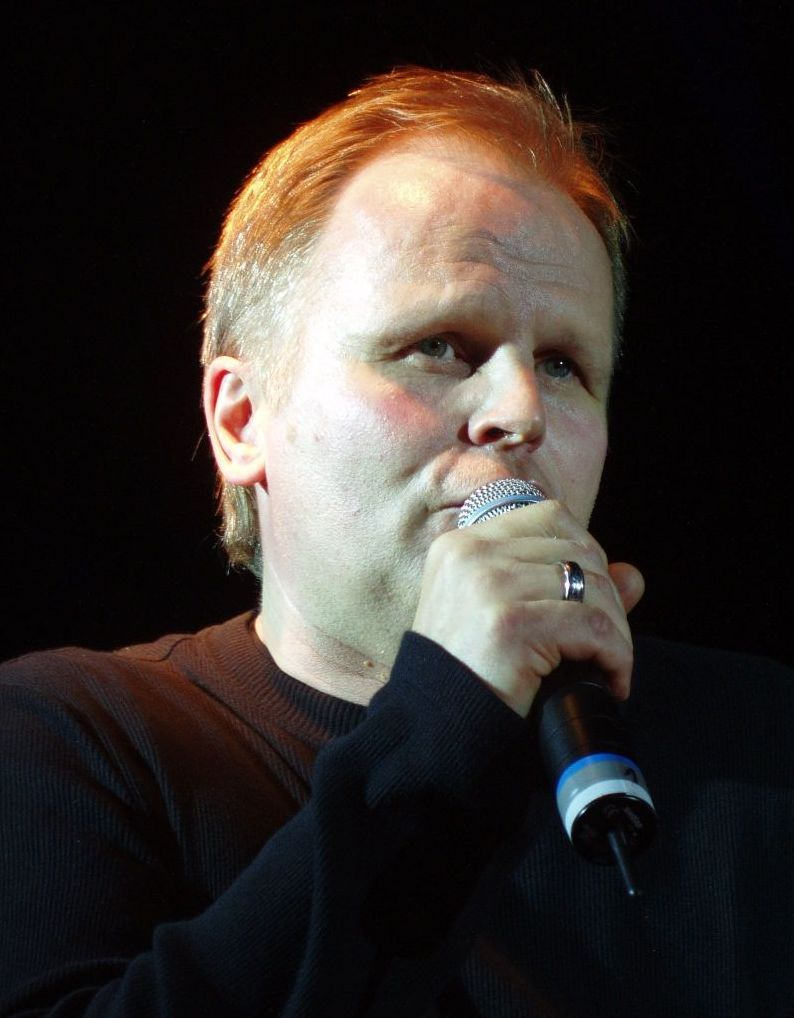
Herbert Grönemeyer, 2004

- 12. April: Herbert Grönemeyer, deutscher Musiker und Schauspieler
- 12. April: Andreas Hejj, deutscher Professor
- 12. April: Yasuo Tanaka, japanischer Schriftsteller und Politiker
- 12. April: Andy García, US-amerikanischer Schauspieler
- 14. April: Barbara Bonney, US-amerikanische Sopranistin
- 15. April: Wolfgang Branoner, deutscher Politiker
- 15. April: Gert Jan Timmerman, niederländischer Schachspieler
- 15. April: Michael Cooper, US-amerikanischer Basketballspieler und -trainer
- 16. April: Lise-Marie Morerod, Schweizer Skirennläuferin
- 16. April: Gabriel Senanes, argentinischer Komponist
- 16. April: Andres Uibo, estnischer Komponist, Organist und Hochschullehrer
- 17. April: Patrick Gallois, französischer klassischer Flötist und Dirigent
- 18. April: Roberto Calderoli, italienischer Politiker
- 18. April: Bob Latta, US-amerikanischer Politiker
- 19. April: Paul Day, britischer Sänger († 2025)
- 19. April: Gundi Feyrer, deutsche bildende Künstlerin und Schriftstellerin
- 19. April: Ulrich Sude, deutscher Fußballtrainer
- 20. April: Beatrice Ask, schwedische Politikerin
- 20. April: Kacha Bendukidse, georgischer Unternehmer und Staatsminister († 2014)
- 21. April: Jürgen Blum, deutscher Vielseitigkeitsreiter
- 22. April: Joseph Kofi Adda, ghanaischer Minister († 2021)
- 22. April: Jukka-Pekka Saraste, finnischer Dirigent
- 23. April: Annette Schröter, deutsche Malerin
- 23. April: Klaus Wöller, deutscher Handballspieler († 2024)
- 23. April: Barbara Zehnpfennig, deutsche Politikwissenschaftlerin
- 25. April: Helge Antoni, schwedischer Pianist
- 25. April: Dominique Blanc, französische Schauspielerin
- 25. April: Jaroslava Schallerová, tschechische Schauspielerin
- 25. April: Koo Stark, US-amerikanische Schauspielerin, Model und Fotografin
- 25. April: Mirko Votava, deutsch-tschechischer Fußballspieler und -trainer
- 26. April: Wojciech Konikiewicz, polnischer Komponist, Jazz- und Improvisationsmusiker
- 26. April: Tinks Pottinger, neuseeländische Vielseitigkeitsreiterin
- 26. April: Diethard Prengel, deutscher Kameramann
- 27. April: Dagmar Patrasová, tschechische Film- und Fernsehschauspielerin, Sängerin und Moderatorin
- 28. April: Thorsten Beck, deutscher Jurist
- 28. April: Gen’yū Sōkyū, japanischer Schriftsteller und buddhistischer Priester
- 28. April: Martin Zeil, deutscher Politiker und Bundestagsabgeordneter
- 29. April: Roland Brunner, deutscher Brigadegeneral und Geologe
- 29. April: David C. Lane, US-amerikanischer Religionswissenschaftler
- 29. April: Johnny Reinhard, US-amerikanischer Fagottist und Komponist
- 29. April: Ernst Strasser, österreichischer Politiker
- 30. April: Lars von Trier, dänischer Filmregisseur

### Mai
- 01. Mai: Alexander Binsteiner, deutscher Geoarchäologe
- 01. Mai: Dirk Jung, deutscher Taekwondo-Sportler und Arzt († 2019)
- 01. Mai: Zahir Tanin, afghanischer Diplomat und UN-Sonderbeauftragter
- 01. Mai: Andreas Vitásek, österreichischer Kabarettist, Schauspieler und Regisseur
- 02. Mai: Jorge García, spanischer Skirennläufer
- 02. Mai: Werner Pees, deutscher Musikdirektor und Domkapellmeister
- 03. Mai: Natalja Andreitschenko, russische Schauspielerin
- 03. Mai: Bernd Förster, deutscher Fußballspieler
- 03. Mai: Gillian Rolton, australische Pferdezüchterin, Vielseitigkeitsreiterin und Olympiasiegerin († 2017)
- 04. Mai: David Guterson, US-amerikanischer Schriftsteller und Journalist
- 04. Mai: Ulrike Meyfarth, deutsche Hochspringerin und zweifache Olympiasiegerin Ulrike Meyfarth, 2012

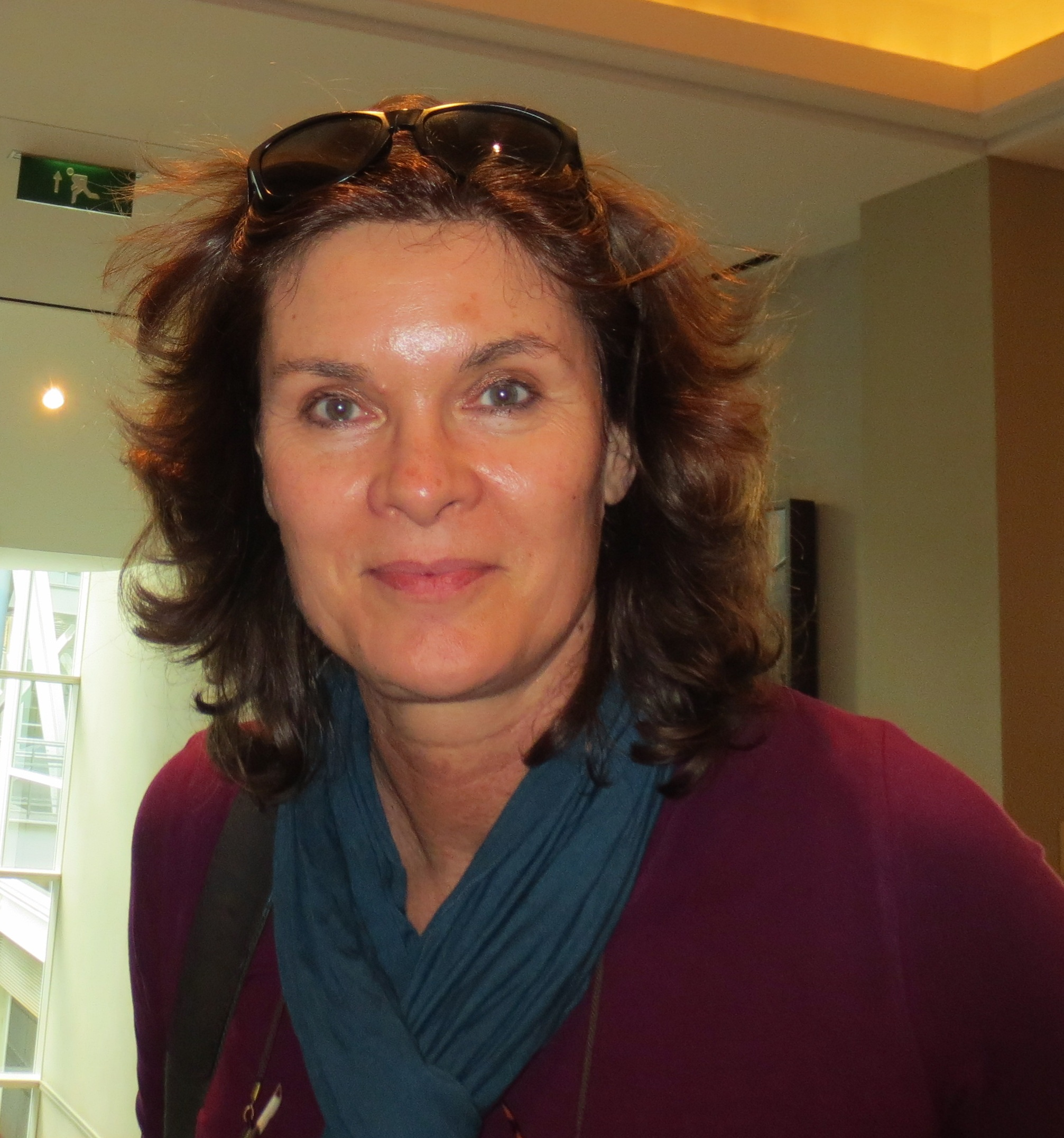
Ulrike Meyfarth, 2012

- 05. Mai: Kamagurka, belgischer Cartoonist
- 05. Mai: Joachim Lätsch, deutscher Schauspieler
- 06. Mai: Barbara Krug, deutsche Leichtathletin
- 06. Mai: Roland Wieser, deutscher Leichtathlet
- 07. Mai: Jan Peter Balkenende, niederländischer Politiker und Ministerpräsident Jan Peter Balkenende, 2007

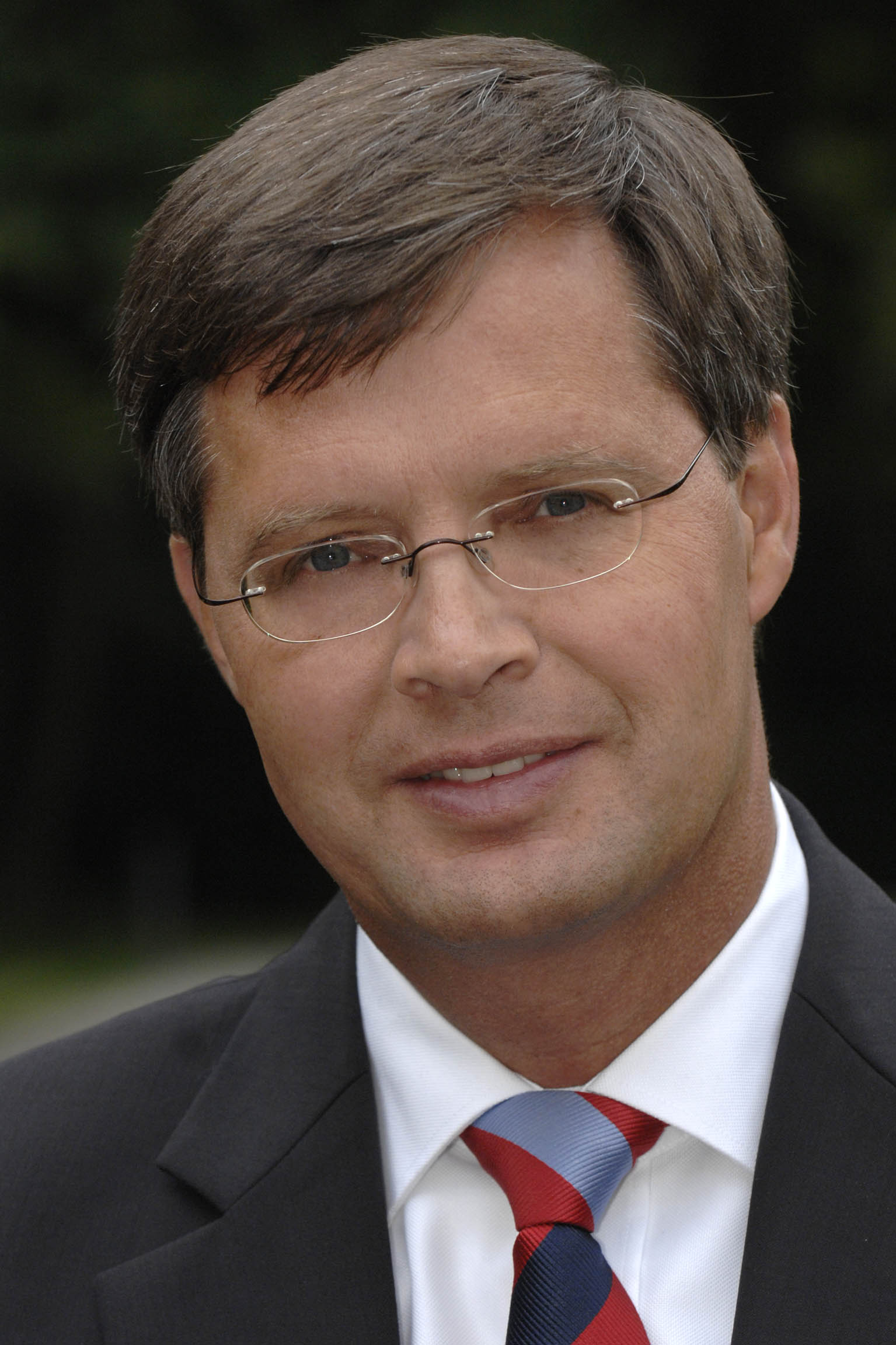
Jan Peter Balkenende, 2007

- 07. Mai: Anne Dudley, britische Komponistin und Popmusikerin
- 08. Mai: Sharon Burley, australische Eiskunstläuferin
- 08. Mai: Sonja Wölke, sorbische Slawistin
- 09. Mai: Frank Andersson, schwedischer Ringer († 2018)
- 09. Mai: Wendy Crewson, kanadische Schauspielerin
- 09. Mai: Chris MacAllister, US-amerikanischer Automobilrennfahrer
- 09. Mai: Günter Schliwka, deutscher Gewichtheber († 2023)
- 10. Mai: Kerstin Grimm, deutsche Künstlerin
- 11. Mai: Jella Teuchner, deutsche Politikerin und MdB
- 12. Mai: Greg Phillinganes, US-amerikanischer Session-Keyboarder
- 13. Mai: Vjekoslav Bevanda, bosnisch-herzegowinischer Politiker
- 13. Mai: Katalin Szili, ungarische Juristin und Politikerin
- 14. Mai: Gillian Bradshaw, US-amerikanische Schriftstellerin
- 15. Mai: Adílio, brasilianischer Fußballspieler († 2024)
- 15. Mai: Gabriele Quasebarth, deutsche Künstlerin († 1986)
- 16. Mai: Sergei Andrejew, sowjetischer Fußballspieler und -trainer
- 17. Mai: Ralphe Armstrong, US-amerikanischer Fusion- und Jazz-Bassist
- 17. Mai: Martin Löns, deutscher Jurist
- 17. Mai: Annise Parker, US-amerikanische Politikerin
- 17. Mai: Bob Saget, US-amerikanischer Schauspieler († 2022)
- 17. Mai: Dave Sim, kanadischer Comiczeichner
- 18. Mai: Tatjana Blacher, deutsche Schauspielerin
- 18. Mai: Jean Mbarga, kamerunischer Geistlicher und römisch-katholischer Erzbischof
- 18. Mai: Lothar Thoms, deutscher Radsportler († 2017)
- 19. Mai: Hellmut Krug, deutscher Schiedsrichter
- 20. Mai: Boris Akunin, russischer Kriminalschriftsteller, Japanologe
- 20. Mai: Ingvar Ambjørnsen, norwegischer Schriftsteller († 2025)
- 20. Mai: Karl Heinz Ramers, deutscher Sprachwissenschaftler
- 20. Mai: Tomáš Šmíd, tschechischer Tennisspieler
- 21. Mai: Wolfgang Puschnig, österreichischer Jazzmusiker
- 22. Mai: Dennie Christian, deutscher Schlagersänger
- 23. Mai: Christoph Antweiler, deutscher Ethnologe
- 23. Mai: Ursula Plassnik, österreichische Diplomatin, Politikerin, Außenministerin
- 24. Mai: Sean Kelly, irischer Radrennfahrer
- 25. Mai: Mina Ahadi, iranische Aktivistin
- 25. Mai: Stavros Arnaoutakis, griechischer Politiker
- 25. Mai: Peteco Carabajal, argentinischer Komponist, Songwriter und Allround-Musiker
- 25. Mai: Leslie Francis, südafrikanischer Dartspieler
- 25. Mai: Ulrich Junghanns, deutscher Politiker
- 25. Mai: Carlos Lavado, venezolanischer Motorradrennfahrer
- 26. Mai: Pierre Aussu, französischer Fußballspieler
- 26. Mai: Frédéric Dutoit, französischer Politiker
- 26. Mai: Bernhard Hurm, deutscher Schauspieler, Autor, Theatergründer, Regisseur und Intendant
- 27. Mai: Clemens Tönnies, deutscher Unternehmer und Sportfunktionär
- 27. Mai: Giuseppe Tornatore, italienischer Filmregisseur
- 27. Mai: Ulrich Wenner, deutscher Rechtswissenschaftler und Richter
- 28. Mai: Don Burgess, US-amerikanischer Kameramann
- 28. Mai: Jerry Douglas, US-amerikanischer Countrymusiker
- 29. Mai: La Toya Jackson, US-amerikanische Musikerin
- 29. Mai: Anant Singh, südafrikanischer Filmproduzent und Apartheidsgegner
- 30. Mai: David Sassoli, italienischer Politiker und Präsident des Europäischen Parlaments († 2022)
- 30. Mai: Javier Sicilia, mexikanischer Schriftsteller
- 30. Mai: Allen Timpany, britischer Automobilrennfahrer
- 31. Mai: Waleri Bragin, russischer Eishockeyspieler
- 31. Mai: Rolf Hübler, deutscher Endurosportler († 2013)
- 31. Mai: Margret Suckale, deutsche Managerin

### Juni
- 01. Juni: Stephan Barratt-Due, norwegischer Geiger und Musikpädagoge
- 01. Juni: Gregg Harper, US-amerikanischer Politiker
- 01. Juni: Petra Morsbach, deutsche Schriftstellerin
- 01. Juni: Peter Tomka, slowakischer Jurist, Richter am Internationalen Gerichtshofes in Den Haag
- 02. Juni: Adelheid Dahimène, österreichische Schriftstellerin († 2010)
- 03. Juni: Petra Blossey, deutsche Schauspielerin
- 03. Juni: Ekkehard Klug, deutscher Politiker
- 03. Juni: Suren Nalbandjan, sowjetischer Ringer
- 03. Juni: Zé do Rock, in Deutschland lebender brasilianischer Schriftsteller
- 04. Juni: Martin Adams, englischer Dartspieler
- 04. Juni: John R. MacArthur, US-amerikanischer Journalist
- 04. Juni: Bernd Posselt, deutscher Politiker
- 05. Juni: Kenny G, US-amerikanischer Sopransaxophonist
- 05. Juni: Nicolette Goulet, US-amerikanische Schauspielerin († 2008)
- 05. Juni: Keith Marshall, britischer Musiker und Mitglied der Band Hello
- 05. Juni: Kerstin Specht, deutsche Schriftstellerin

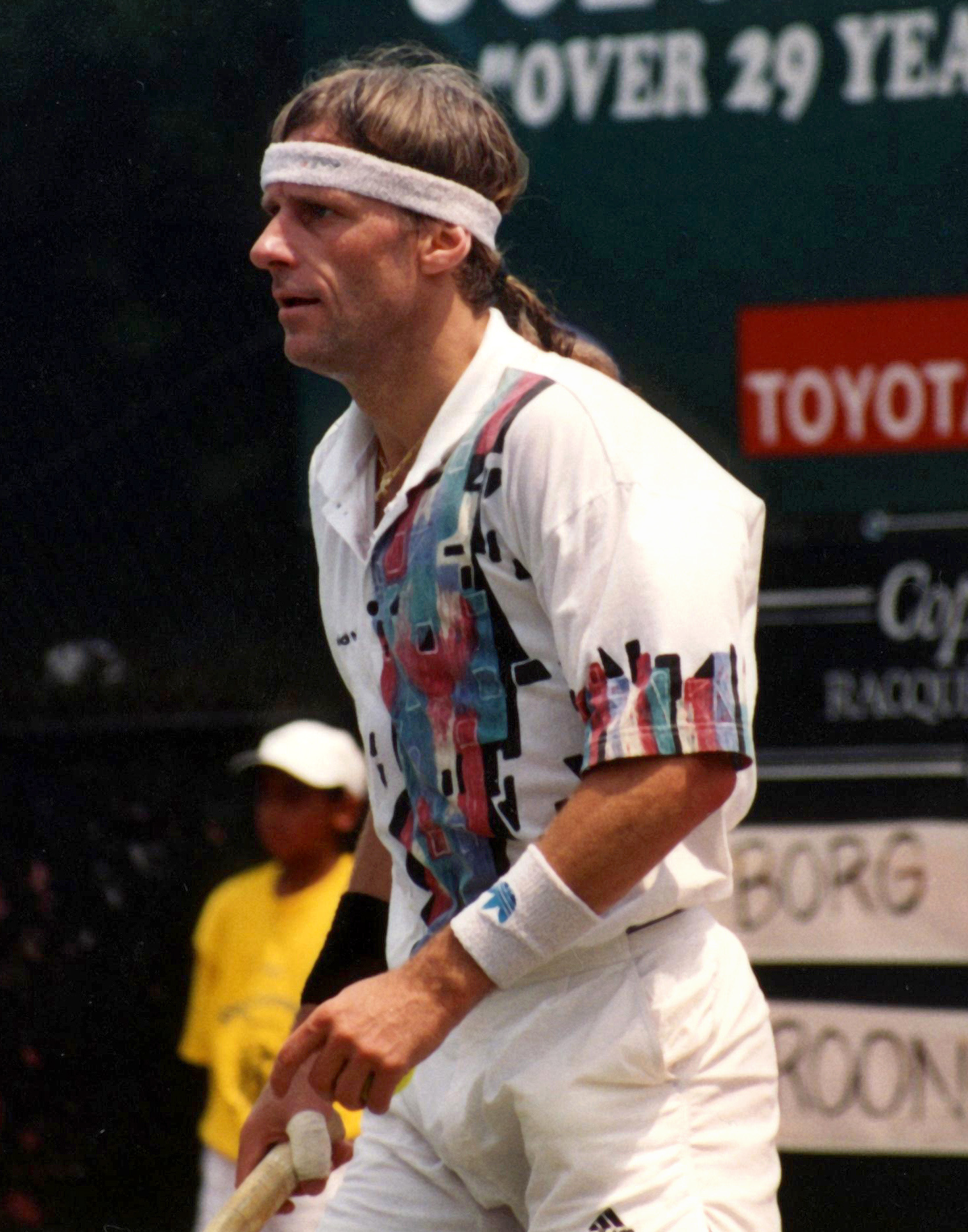
Björn Borg

- 06. Juni: Björn Borg, schwedischer Tennis-Spieler
- 06. Juni: Bubbi Morthens, isländischer Sänger und Liedermacher
- 07. Juni: Eugenia León, mexikanische Sängerin und Schauspielerin
- 08. Juni: Udo Bullmann, deutscher Politiker
- 09. Juni: Berit Aunli, norwegische Skilangläuferin
- 09. Juni: Patricia Cornwell, US-amerikanische Schriftstellerin
- 09. Juni: Jürgen Jost, deutscher Mathematiker, Leibniz-Preisträger
- 09. Juni: Wolfgang Pregler, deutscher Schauspieler
- 10. Juni: Laimutė Baikauskaitė, litauische Mittelstreckenläuferin und Olympiazweite
- 10. Juni: Peter van Merksteijn sr. niederländischer Automobilrennfahrer
- 10. Juni: Rolandas Paksas, litauischer Politiker, Präsident von Litauen
- 11. Juni: Gunnar Helm, deutscher Synchronsprecher und Schauspieler
- 11. Juni: Joe Montana, US-amerikanischer American-Football-Spieler
- 11. Juni: Ray Nagin, US-amerikanischer Politiker, Bürgermeister von New Orleans
- 11. Juni: Simon Plouffe, kanadischer Mathematiker
- 12. Juni: Michael Angelo Batio, US-amerikanischer Rockgitarrist
- 12. Juni: Onutė Narbutaitė, litauische Komponistin
- 13. Juni: Katharina Boele-Woelki, deutsche Rechtswissenschaftlerin
- 14. Juni: Juan Carlos Baglietto, argentinischer Singer-Songwriter
- 15. Juni: Robin Curtis, US-amerikanische Schauspielerin
- 15. Juni: Jewgeni Kisseljow, russischer Fernsehjournalist
- 15. Juni: Michaela Melián, deutsche Künstlerin und Musikerin
- 16. Juni: Mesrop II. Mutafyan, Erzbischof und Patriarch der Armenischen Apostolischen Kirche in Konstantinopel († 2019)
- 16. Juni: Siegfried Schuch, deutscher Naturschützer
- 17. Juni: Rolf Koschorrek, deutscher Politiker († 2020)
- 18. Juni: Walentyna Lutajewa, ukrainische Handballspielerin († 2023)
- 18. Juni: Karl Mittermaier, italienischer Autor, Journalist und Musiker
- 18. Juni: Stefano Scodanibbio, italienischer Komponist († 2012)
- 19. Juni: Doug Stone, US-amerikanischer Country-Musiker
- 20. Juni: Anton Amann, österreichischer Chemiker († 2015)
- 20. Juni: Simone Klages, deutsche Kinderbuchautorin und Illustratorin
- 20. Juni: Sven Quandt, deutscher Unternehmer und Motorsportler
- 21. Juni: Rob Bowman, US-amerikanischer Musikwissenschaftler und Musikautor
- 22. Juni: Alfons De Wolf, belgischer Radrennfahrer
- 22. Juni: Derek Forbes, schottischer Bassist
- 22. Juni: Tim Russ, US-amerikanischer Schauspieler
- 23. Juni: Esther Gemsch, Schweizer Schauspielerin
- 25. Juni: Michael Ammar, US-amerikanischer Zauberkünstler
- 25. Juni: Anthony Bourdain, US-amerikanischer Koch und Autor († 2018)
- 25. Juni: Kirsten Harms, deutsche Regisseurin und Opernintendantin
- 25. Juni: Joachim Kuhs, deutscher Politiker
- 25. Juni: Frank Paschek, deutscher Leichtathlet
- 25. Juni: Madeleine Petrovic, österreichische Politikerin
- 25. Juni: Boris Trajkovski, mazedonischer Politiker († 2004)
- 26. Juni: Chris Isaak, US-amerikanischer Sänger und Filmschauspieler
- 27. Juni: Philippe Adamov, französischer Comiczeichner († 2020)
- 27. Juni: Sultan bin Salman bin Abdulaziz Al Saud, saudi-arabischer Astronaut
- 27. Juni: Larry Christiansen, US-amerikanischer Schachspieler
- 27. Juni: Maria João, portugiesische Sängerin
- 28. Juni: Romy Kermer, deutsche Eiskunstläuferin, Olympiamedaillengewinnerin
- 28. Juni: Helmut Kickton, deutscher Kirchenmusiker
- 28. Juni: Niki List, österreichischer Filmregisseur, Drehbuchautor und Produzent († 2009)
- 28. Juni: Nadija Prischtschepa, sowjetische Ruderin
- 29. Juni: Christoph Hemrich, deutscher Schauspieler († 2012)
- 29. Juni: Britta Neander, deutsche Musikerin († 2004)
- 29. Juni: Nick Fry, britischer Ökonom und Unternehmer
- 29. Juni: Pedro Santana Lopes, portugiesischer Politiker und Premierminister
- 30. Juni: Volker Beck, deutscher Leichtathlet
- 30. Juni: Lothar Höbelt, österreichischer Historiker

### Juli
- 01. Juli: Alan Ruck, US-amerikanischer Schauspieler
- 01. Juli: Disco King Mario, US-amerikanischer Hip-Hop-Pionier († etwa 1994)
- 03. Juli: Jorge Luis Prats, kubanischer Pianist

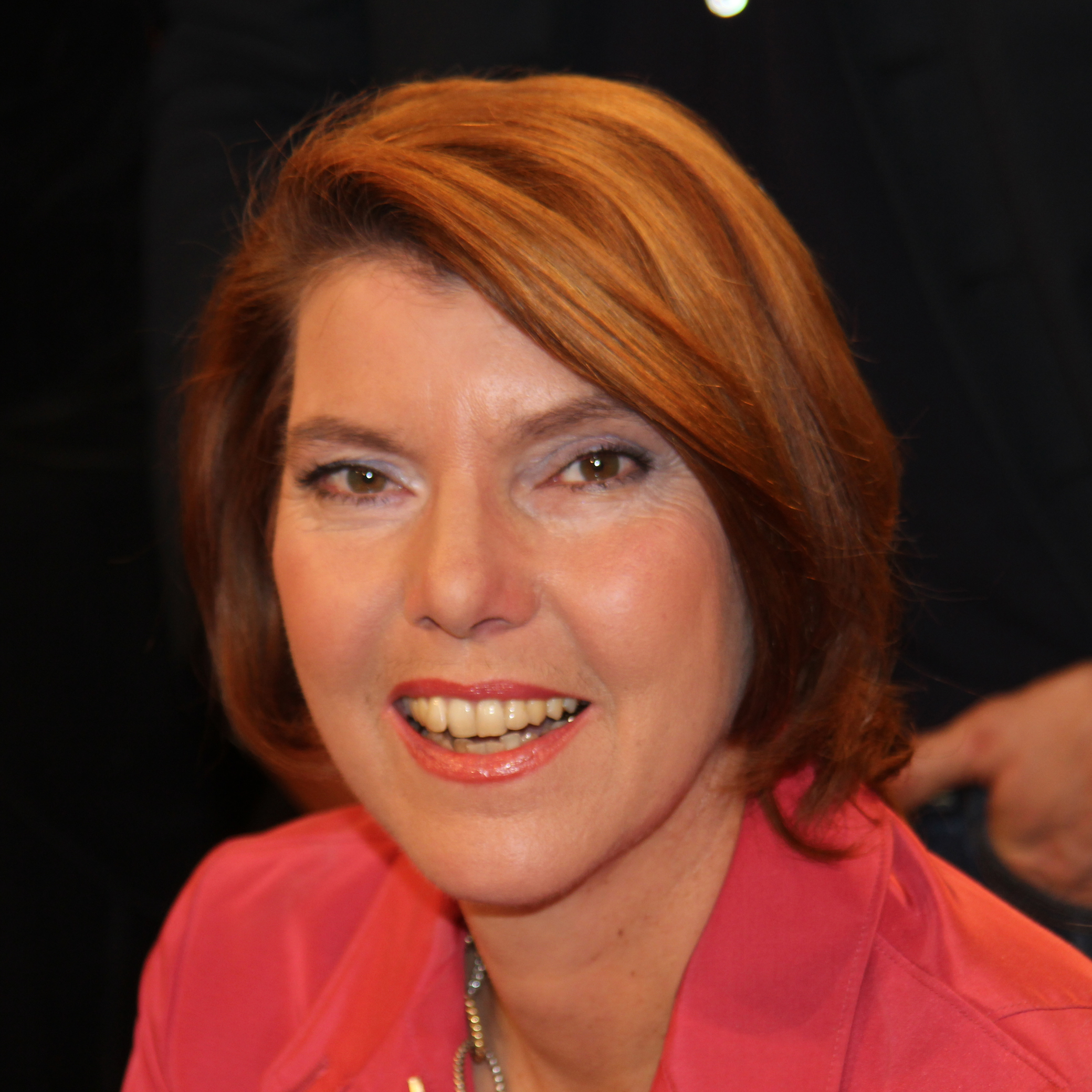
Bettina Böttinger

- 04. Juli: Bettina Böttinger, deutsche Fernsehmoderatorin
- 04. Juli: Werner Follmann, deutscher Jurist
- 05. Juli: Gabi Decker, deutsche Kabarettistin
- 05. Juli: Terry Chimes, britischer Schlagzeuger und Mitbegründer der Punk-Band The Clash
- 05. Juli: Peter Oberndorfer, deutscher Automobilrennfahrer
- 06. Juli: Michail Abramow, russischer Admiral
- 06. Juli: Joop Atsma, niederländischer Politiker
- 06. Juli: John Jorgenson, US-amerikanischer Gitarrist
- 07. Juli: Peter Hoffmann, deutscher Schriftsteller und Publizist
- 08. Juli: Mirosław Drzewiecki, polnischer ehemaliger Sport- und Tourismusminister
- 08. Juli: Raffaele Mertes, italienischer Filmemacher
- 08. Juli: Millard Hampton, US-amerikanischer Leichtathlet und Olympiasieger
- 08. Juli: Bernhard Mattes, deutscher Manager, Vorsitzender der Geschäftsführung der Ford-Werke GmbH

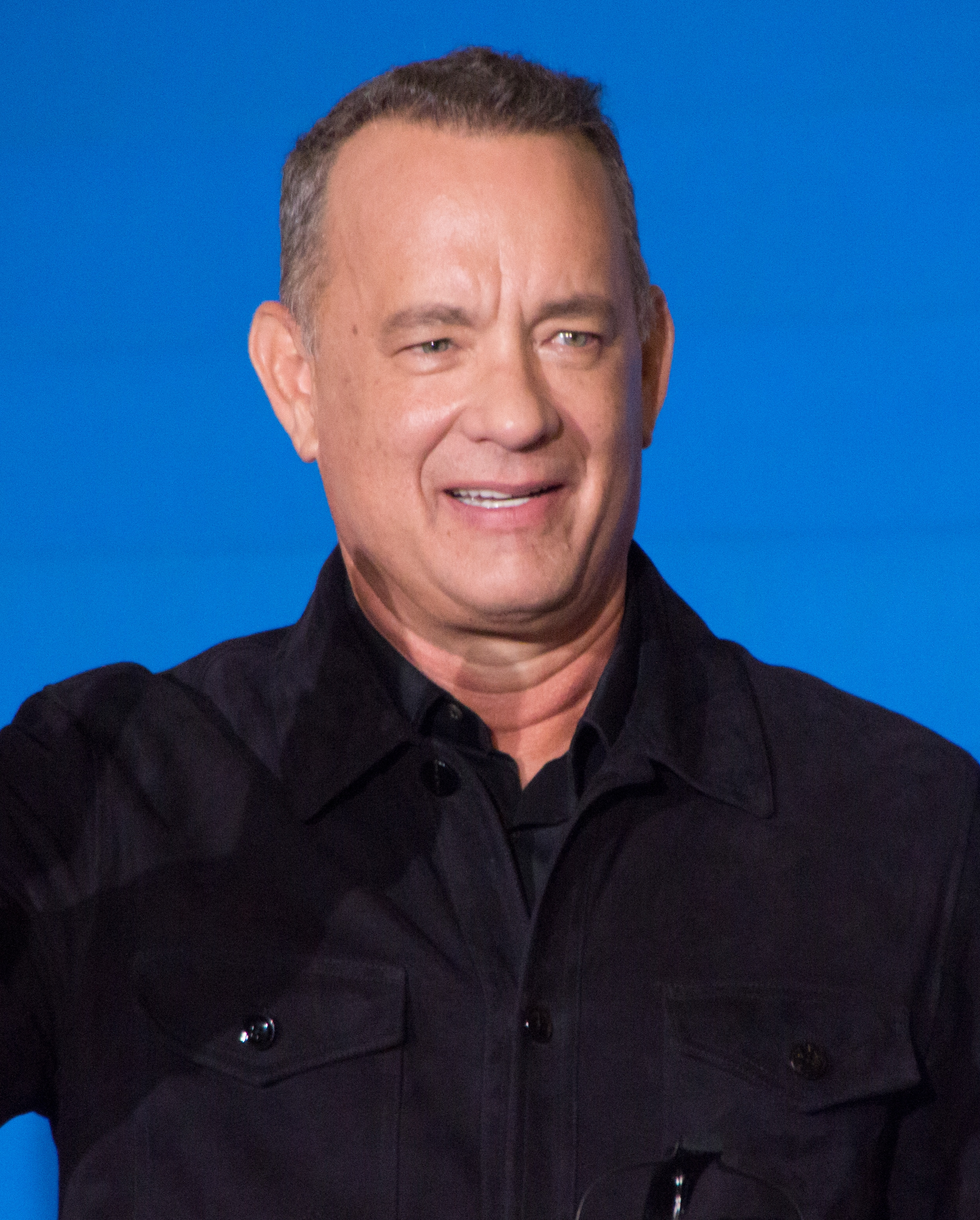
Tom Hanks

- 09. Juli: Tom Hanks, US-amerikanischer Schauspieler und Regisseur
- 09. Juli: Christian Spatzek, österreichischer Schauspieler
- 10. Juli: Inge Aures, deutsche Politikerin

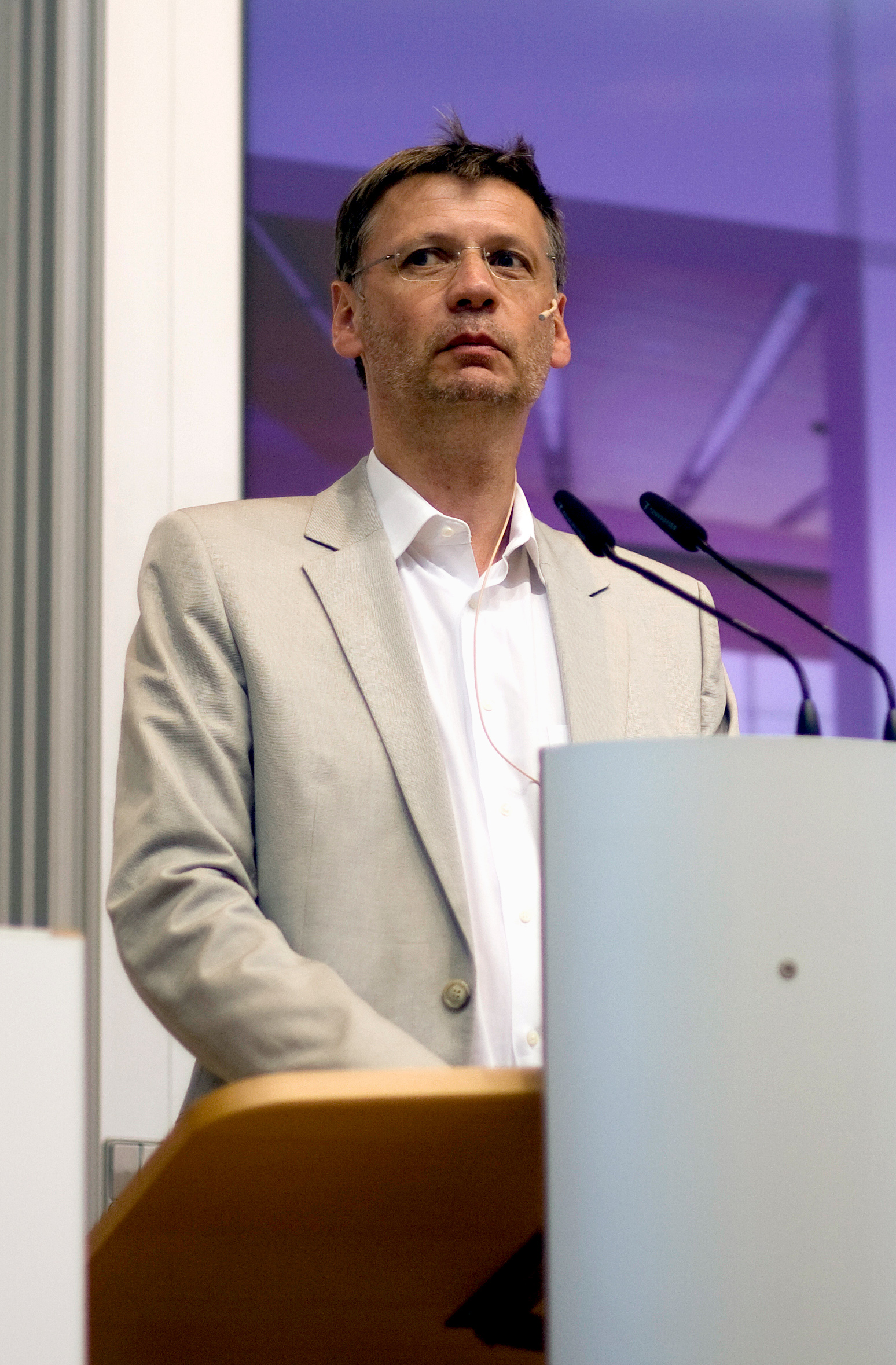
Günther Jauch, 2008

- 13. Juli: Günther Jauch, deutscher Fernsehjournalist
- 14. Juli: Vladimir Kulich, tschechischer Schauspieler
- 15. Juli: Ian Curtis, englischer Sänger der Rockband Joy Division († 1980)
- 15. Juli: Gérard Lesne, französischer Countertenor
- 15. Juli: Joe Satriani, US-amerikanischer Rockgitarrist
- 15. Juli: Wayne Taylor, südafrikanischer Automobilrennfahrer
- 16. Juli: Peter Becker, deutscher Ruderer
- 16. Juli: Patrick Camus, französischer Automobilrennfahrer
- 16. Juli: Lutz Eigendorf, deutscher Fußballspieler († 1983)
- 16. Juli: Jerry Doyle, US-amerikanischer Schauspieler († 2016)
- 16. Juli: Tony Kushner, US-amerikanischer Schriftsteller und Drehbuchautor
- 17. Juli: Olha Husenko, sowjetische Ruderin
- 18. Juli: Meral Akşener, türkische Politikerin
- 18. Juli: Edmund Becker, deutscher Fußballspieler und Trainer
- 18. Juli: Audrey Landers, US-amerikanische Schauspielerin
- 19. Juli: Juliane Werding, deutsche Schlagersängerin
- 20. Juli: Julio Falcioni, argentinischer Fußballtorwart und Torwarttrainer
- 20. Juli: Paul Cook, britischer Schlagzeuger
- 20. Juli: Ivo Medek, tschechischer Komponist und Musikpädagoge
- 21. Juli: Helmut Engel, deutscher Jazzmusiker, Komponist und Dozent
- 21. Juli: Michael Connelly, US-amerikanischer Schriftsteller
- 22. Juli: Basilio Athai, myanmarischer Erzbischof
- 22. Juli: Asmi Bischara, israelisch-arabischer Politiker
- 22. Juli: Mick Pointer, britischer Schlagzeuger
- 23. Juli: Arno Del Curto, Schweizer Hockeytrainer
- 24. Juli: Charlie Crist, US-amerikanischer Politiker
- 24. Juli: Antoine Fagot, belgischer Fußballspieler
- 24. Juli: Carmen Nebel, deutsche Fernsehmoderatorin
- 25. Juli: Frances H. Arnold, US-amerikanische Biochemikerin und Chemieingenieurin
- 25. Juli: Patrick de Radiguès, belgischer Automobilrennfahrer und Segler
- 25. Juli: Thomas Ulmer, deutscher Europaabgeordneter
- 26. Juli: Teddy Atlas, US-amerikanischer Boxtrainer und Fernsehkommentator
- 26. Juli: Dorothy Hamill, US-amerikanische Eiskunstläuferin
- 27. Juli: Barbara Ellmerer, Schweizer-österreichische Malerin
- 27. Juli: Hubert Gorbach, österreichischer Vizekanzler und Bundesminister
- 27. Juli: Helmut Seitz, deutscher Finanzwissenschaftler († 2009)
- 28. Juli: Nikolaus von Bomhard, deutscher Manager
- 28. Juli: Robert Swan, britischer Polarforscher und Umweltschützer
- 29. Juli: Viv Anderson, englischer Fußballspieler
- 29. Juli: Evelyne Dirren, Schweizer Skirennläuferin
- 29. Juli: Edita Tahiri, kosovarische Politikerin
- 30. Juli: Georg Gänswein, deutscher Priester, Privatsekretär Benedikts XVI.
- 31. Juli: Michael Biehn, US-amerikanischer Filmschauspieler
- 31. Juli: Włodzimierz Potasiński, polnischer Generalmajor († 2010)

### August
- 01. August: Axel Milberg, deutscher Schauspieler
- 02. August: Vijay Rupani, indischer Politiker († 2025)
- 03. August: Ian Crichton, kanadischer Gitarrist der Band Saga
- 04. August: Frederic Glesser, US-amerikanischer Komponist
- 05. August: Carmen Anhorn, Schweizer Sängerin (Sopran, Mezzosopran)
- 05. August: Jerry Ciccoritti, kanadischer Filmregisseur
- 05. August: Anja Kruse, deutsche Schauspielerin
- 06. August: Ulrike Mehl, deutsche Politikerin und MdB
- 08. August: Lena Stolze, deutsche Schauspielerin
- 08. August: Birgit Vanderbeke, deutsche Schriftstellerin († 2021)
- 08. August: Nathan Wang, US-amerikanischer Komponist
- 09. August: Virgil Moorefield, US-amerikanischer Komponist, Schlagzeuger, Multimediakünstler und Buchautor
- 09. August: Adam Nimoy, US-amerikanischer Regisseur
- 09. August: Gordon Singleton, kanadischer Bahnradsportler († 2024)
- 10. August: Max Hardcore, US-amerikanischer Pornodarsteller († 2023)
- 10. August: Sergei Suchorutschenkow, sowjetisch-russischer Radrennfahrer
- 12. August: Bruce Greenwood, kanadischer Schauspieler
- 12. August: Dorothee Stapelfeldt, deutsche Lokalpolitikerin
- 14. August: Rainer Römer, deutscher Schlagzeuger und Hörspielautor
- 15. August: Paulo Autuori de Mello, brasilianischer Fußballtrainer
- 15. August: Laurel Hester, US-amerikanische Homosexuellen-Aktivistin († 2006)
- 15. August: Holger Kickeritz, deutscher Radrennfahrer (DDR) († 2012)
- 15. August: Russ Tolman, US-amerikanischer Singer-Songwriter, Sänger, Gitarrist, Komponist, Texter und Musikproduzent
- 17. August: Philippe Aghion, französischer Wirtschaftswissenschaftler
- 17. August: Reinhard Hesse, deutscher Journalist und Redenschreiber († 2004)
- 17. August: John Kosmina, australischer Fußballspieler und -trainer
- 17. August: Nigel Lamb, britischer Kunstflugpilot
- 18. August: Andrew Bennie, neuseeländischer Vielseitigkeitsreiter
- 18. August: Kenneth Brown, kanadischer Eishockeyspieler
- 18. August: John Debney, US-amerikanischer Filmkomponist
- 18. August: Heike Jonca, deutsche Schauspielerin
- 18. August: Andy Pilgrim, britischer Automobilrennfahrer
- 18. August: Rainer Maria Woelki, deutscher Theologe, Erzbischof von Köln
- 19. August: Adam Arkin, US-amerikanischer Schauspieler
- 19. August: Maria Berger, österreichische Politikerin, MdEU
- 19. August: Sergio Brio, italienischer Fußballspieler
- 19. August: Konstantin Alexejewitsch Sweschnikow, russischer Physiker († 2023)
- 21. August: Kim Cattrall, kanadisch-US-amerikanische Schauspielerin
- 22. August: Waleri Abramow, russischer Langstreckenläufer († 2016)
- 22. August: Claude Barthélemy, französischer Gitarrist, Komponist, Arrangeur und Bigband-Leiter
- 22. August: Horst Seidenfaden, deutscher Journalist und Schriftsteller († 2024)
- 22. August: Charles Slater, US-amerikanischer Unternehmer und Automobilrennfahrer
- 23. August: Dave Grossman, US-amerikanischer Militärpsychologe
- 23. August: Valgerd Svarstad Haugland, norwegische christdemokratische Politikerin
- 24. August: Muhammad Sa'ad Abubakar, Sultan von Sokoto
- 24. August: Jürgen Krause, deutscher Handballspieler und -trainer
- 24. August: Nina Ruge, deutsche Fernsehjournalistin
- 24. August: Potti Wahl, deutscher Handballspieler und Trainer
- 25. August: Robert Brahm, deutscher Theologe, Weihbischof in Trier
- 25. August: Henri Toivonen, finnischer Rallyefahrer († 1986)
- 25. August: Harald Wolf, deutscher Politiker und Berliner Wirtschaftssenator
- 27. August: Kürşat Atılgan, türkischer Politiker
- 27. August: Lionel Benhamou, französischer Jazz-Gitarrist († 1995)
- 27. August: Glen Matlock, britischer Bassist und Gründungsmitglied der Sex Pistols
- 28. August: Eva Nitschke, deutsche Ruderin
- 29. August: GG Allin, US-amerikanischer Rock- und Punkmusiker († 1993)
- 29. August: Eddie Murray, kanadischer American-Football-Spieler
- 30. August: Ismaël Lô, senegalesischer Musiker
- 30. August: Julian Richings, britisch-kanadischer Schauspieler
- 30. August: Zsuzsanna Tresz, ungarische Bühnenbildnerin († 2025)
- 30. August: Bernadette Zurbriggen, Schweizer Skirennläuferin
- 31. August: Danny Dziuk, deutscher Musiker

### September
- 01. September: Emil Andreev, bulgarischer Schriftsteller
- 01. September: Vinnie Johnson, US-amerikanischer Basketballspieler
- 02. September: Zlatan Arnautović, jugoslawischer Handballspieler
- 02. September: Jamal Karsli, deutscher Politiker und Dolmetscher
- 03. September: Masahiro Akimoto, japanischer Skispringer
- 03. September: Hans-Georg Beyer, deutscher Handballspieler
- 03. September: Klaus Draeger, deutscher Ingenieur und Manager
- 04. September: Nikola Špirić, bosnischer Ministerpräsident
- 04. September: Werner Zirngibl, deutscher Tennisspieler
- 05. September: Uwe Anton, deutscher Science-Fiction-Schriftsteller und Übersetzer
- 05. September: Wolfgang Anzengruber, österreichischer Manager
- 06. September: Denis Morin, französischer Automobilrennfahrer
- 07. September: Michael Feinstein, US-amerikanischer Songwriter und Pianist
- 07. September: Diane Warren, US-amerikanische Komponistin
- 08. September: Helmut Böttiger, deutscher Schriftsteller
- 08. September: Maurice Cheeks, US-amerikanischer Basketballspieler
- 08. September: Eivin One Pedersen, norwegischer Jazzmusiker († 2012)
- 08. September: Gerd Rosendahl, deutscher Handballspieler
- 08. September: Gabrielle Scharnitzky, deutsche Schauspielerin
- 08. September: Frank Tovey, britischer Musiker († 2002)
- 09. September: Anatolij Arzebarskyj, sowjetischer Kosmonaut
- 10. September: Henrik Agerbeck, dänischer Fußballspieler
- 10. September: David Tanenbaum, US-amerikanischer klassischer Gitarrist
- 11. September: Christof Florus, deutscher Politiker
- 11. September: Thomas Griese, deutscher Jurist und Politiker
- 12. September: Jeffrey Kahane, US-amerikanischer Pianist, Cembalist, Dirigent und Musikpädagoge
- 12. September: Esther Kinsky, deutsche Schriftstellerin
- 14. September: Ray Wilkins, englischer Fußballtrainer und Fußballspieler († 2018)
- 14. September: Kostas Karamanlis, griechischer Politiker, Ministerpräsident der Republik Griechenland
- 15. September: Ross Anderson, britischer Forscher, Buchautor und Berater für Sicherheitstechnik († 2024)
- 15. September: Mie Miki, japanische Akkordeonistin und Professorin
- 15. September: Rick Sutherland, US-amerikanischer Automobilrennfahrer († 2022)

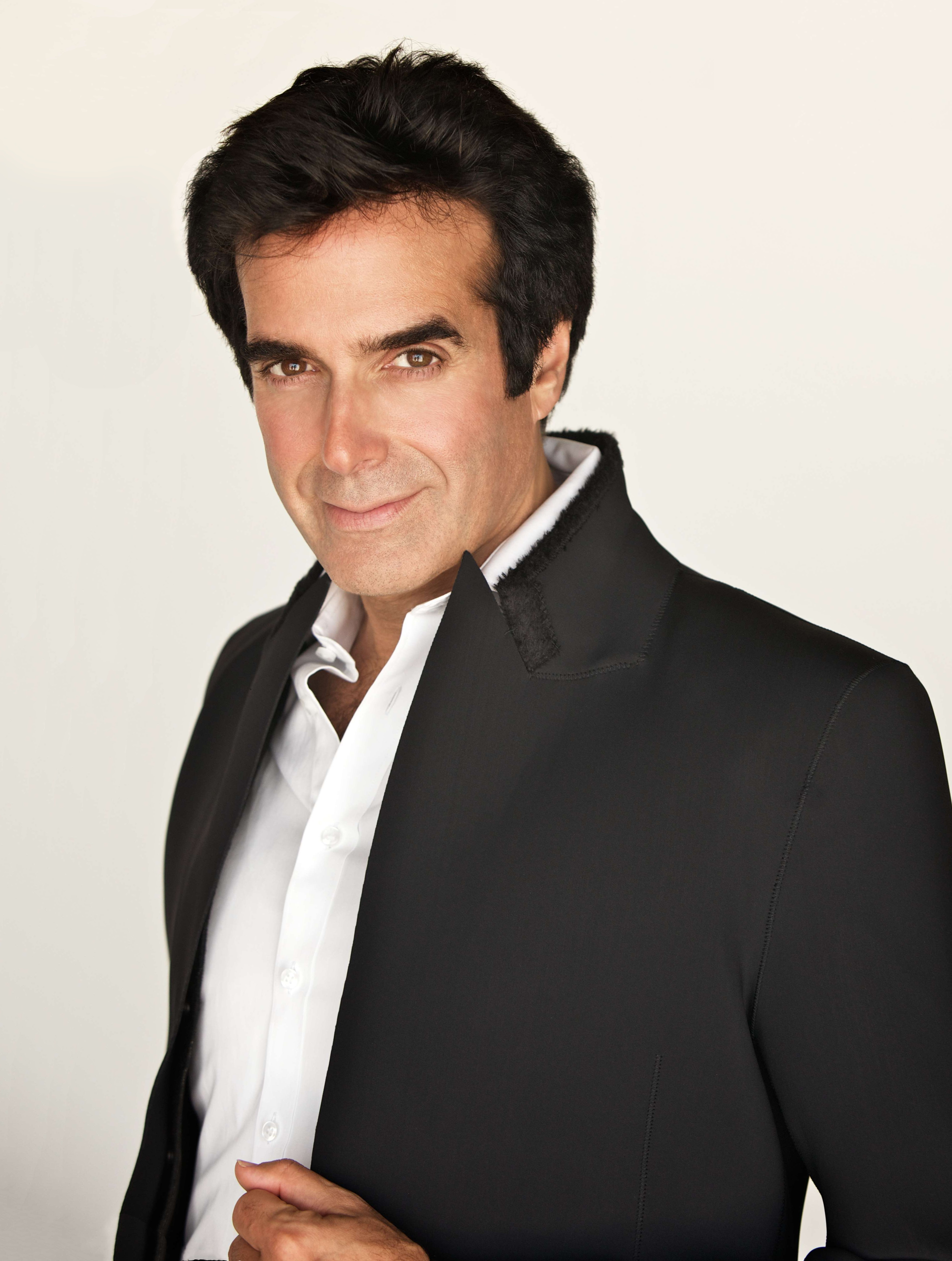
David Copperfield, 2011

- 16. September: David Copperfield, US-amerikanischer Zauberkünstler
- 16. September: Seppo Eichkorn, deutscher Fußballtrainer
- 16. September: Mirko Šarović, bosnischer Politiker und Präsident der Republika Srpska
- 16. September: Peter Stellwag, deutscher Tischtennisspieler
- 17. September: Almasbek Atambajew, kirgisischer Politiker
- 17. September: Christian Jung, deutscher Pflanzengenetiker und Molekularbiologe
- 17. September: Mieczysław Młynarski, polnischer Basketballspieler und -trainer († 2025)
- 18. September: Tim McInnerny, britischer Schauspieler
- 19. September: Lenny Castro, US-amerikanischer Perkussionist
- 19. September: Elisabeth Grochtmann, deutsche Politikerin
- 19. September: Cyrus Nowrasteh, US-amerikanischer Drehbuchautor und Regisseur
- 19. September: Wolfgang Lackerschmid, deutscher Jazzmusiker
- 20. September: Steve Coleman, US-amerikanischer Jazz-Musiker, Alt-Saxophonist, Leader
- 20. September: Elisabeth Max-Theurer, österreichische Dressurreiterin
- 20. September: Cyril Neveu, französischer Motorradrennfahrer
- 21. September: Pamela Behr, deutsche Skirennläuferin
- 21. September: Momir Bulatović, montenegrinischer Politiker und Präsident († 2019)
- 21. September: Wolfgang Galow, deutscher Fernschachspieler und Fotograf
- 21. September: Joachim Herrmann, deutscher Politiker
- 21. September: Dieter Lüst, deutscher theoretischer Physiker
- 21. September: Susan McNuff, britische Ruderin
- 22. September: Fritz Fischer, deutscher Biathlet und Olympiasieger
- 22. September: André Van den Steen, belgischer Radrennfahrer († 1980)
- 22. September: Thomas Wilkening, deutscher TV-Produzent († 2005)
- 22. September: Nathan Seiberg, israelisch-US-amerikanischer Physiker
- 23. September: Anton Klima, deutscher Kameramann
- 23. September: Paolo Rossi, italienischer Fußballspieler († 2020)
- 23. September: Peter David, US-amerikanischer Schriftsteller († 2025)
- 24. September: Ilona Slupianek, deutsche Leichtathletin
- 25. September: Peter Kwaku Atuahene, ghanaischer Bischof
- 25. September: Salvatore Bagni, italienischer Fußballspieler
- 25. September: Purple Schulz, deutscher Popsänger
- 26. September: Axel Pape, deutscher Schauspieler
- 26. September: Linda Hamilton, US-amerikanische Schauspielerin
- 27. September: Steve Archibald, schottischer Fußballspieler und -trainer
- 27. September: Bob Corritore, US-amerikanischer Bluesmusiker, Musikproduzent, Radiomoderator, Label- und Clubbetreiber
- 27. September: David Garfield, US-amerikanischer Keyboarder, Songwriter und Produzent
- 27. September: Martin Handford, britischer Kinderbuchautor und Illustrator (Wo ist Walter?)
- 27. September: Michael Luther, deutscher Politiker und MdB
- 28. September: Paul Achleitner, österreichischer Banker
- 29. September: Sebastian Coe, britischer Leichtathlet und Politiker
- 30. September: Frank Arnesen, dänischer Fußballfunktionär und Fußballspieler

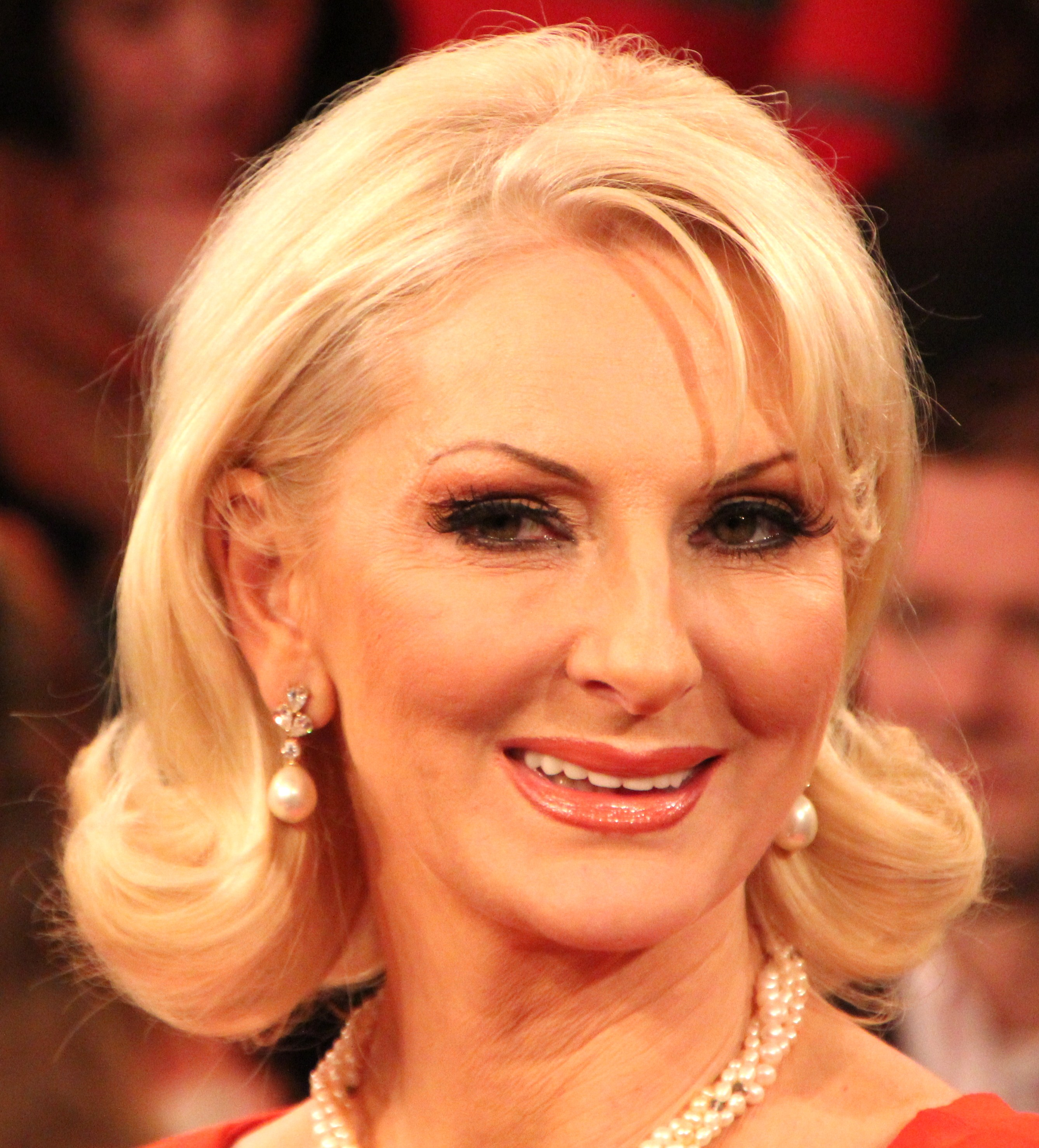
Désirée Nick, 2011

- 30. September: Désirée Nick, deutsche Entertainerin, Schauspielerin und Autorin

### Oktober
- 01. Oktober: Andrus Ansip, estnischer Premierminister
- 01. Oktober: Andrzej Bieleninik, polnischer Eishockeyspieler
- 01. Oktober: Theresa May, britische Politikerin
- 01. Oktober: Vance Law, US-amerikanischer Baseballspieler
- 03. Oktober: John Richard Attlee, britischer Politiker
- 03. Oktober: Peter Frechette, US-amerikanischer Schauspieler
- 03. Oktober: Ralph Morgenstern, deutscher Schauspieler
- 03. Oktober: Birgitta Weimer, deutsche Künstlerin
- 04. Oktober: Hans van Breukelen, niederländischer Fußballspieler
- 04. Oktober: Karl-Heinz Paqué, deutscher Volkswirt und Politiker
- 04. Oktober: Doug Padilla, US-amerikanischer Leichtathlet

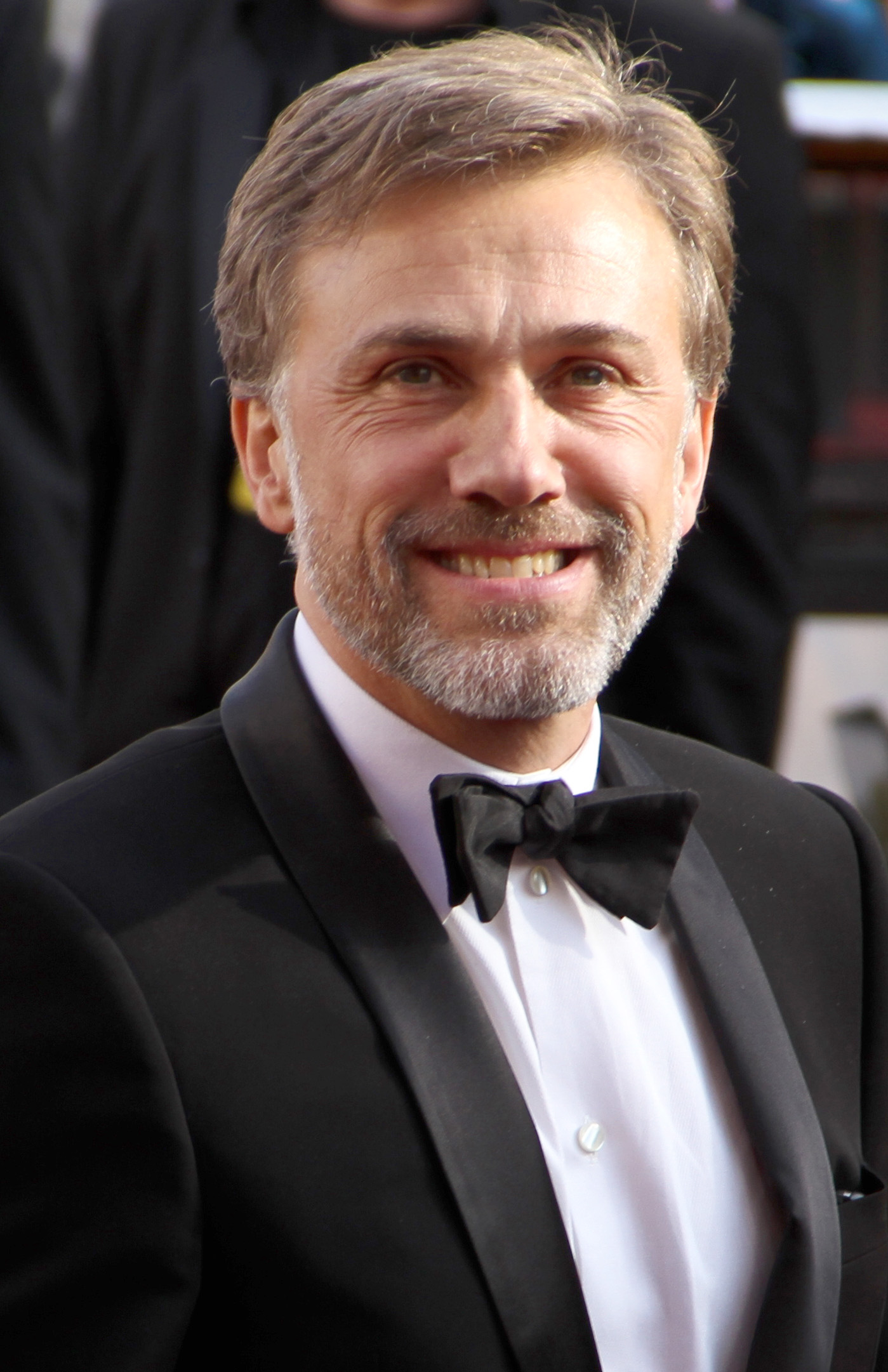
Christoph Waltz, 2010

- 04. Oktober: Christoph Waltz, deutsch-österreichischer Schauspieler
- 06. Oktober: Sadiq al-Ahmar, jemenitischer Politiker und Milizführer († 2023)
- 06. Oktober: Bruno Nöckler, italienischer Skirennläufer († 1982)
- 07. Oktober: Atanas Atanassow, bulgarischer Weitspringer
- 07. Oktober: Johannes Hübner, österreichischer Politiker († 2025)
- 08. Oktober: Timothy Collins, US-amerikanischer Unternehmer
- 08. Oktober: Ernst C. Sigrist, Schweizer Schauspieler
- 08. Oktober: Stephanie Zimbalist, US-amerikanische Schauspielerin
- 09. Oktober: Katherine Alice Applegate, US-amerikanische Science-Fiction-Autorin
- 09. Oktober: Ignaz Netzer, deutscher Blues-Gitarrist, Mundharmonikaspieler, Sänger und Songschreiber
- 10. Oktober: Amanda Burton, britische Schauspielerin
- 10. Oktober: David Hempleman-Adams, britischer Unternehmer und Abenteurer
- 10. Oktober: Taur Matan Ruak, osttimoresischer Freiheitskämpfer, General und Präsident
- 11. Oktober: Marisol Casado, spanische Triathletin, Präsidentin der International Triathlon Union
- 11. Oktober: Nicanor Duarte Frutos, paraguayischer Politiker, Präsident von Paraguay
- 12. Oktober: Mark Dismore, US-amerikanischer Automobilrennfahrer
- 12. Oktober: Gabriele Frechen, deutsche Politikerin und MdB
- 12. Oktober: Reinhard Kiefer, deutscher Schriftsteller und Literaturwissenschaftler
- 13. Oktober: Chris Carter, US-amerikanischer Filmproduzent und Drehbuchautor
- 14. Oktober: Chris Bangle, US-amerikanischer Automobildesigner
- 14. Oktober: Leila Ben Ali, einflussreiche First Lady von Tunesien (1992–2011)
- 14. Oktober: Constanze Krehl, deutsche Europaabgeordnete
- 14. Oktober: Francisca Nneka Okeke, nigerianische Physikerin
- 14. Oktober: Waleri Iwanowitsch Zyganow, russischer Skiläufer
- 14. Oktober: Peter Lüscher, Schweizer Skirennläufer
- 15. Oktober: Freddie Röckenhaus, deutscher Journalist und Dokumentarfilmer
- 15. Oktober: Claus Vinçon, deutscher Schauspieler
- 16. Oktober: Linard Bardill, Schweizer Theologe, Liedermacher und Schriftsteller
- 16. Oktober: Elisabeth Edl, österreichische Übersetzerin
- 17. Oktober: Norbert Henke, deutscher Handballtrainer und Handballspieler
- 18. Oktober: Isabelle Autissier, französische Seglerin und Autorin
- 18. Oktober: Michael Lesch, deutscher Schauspieler

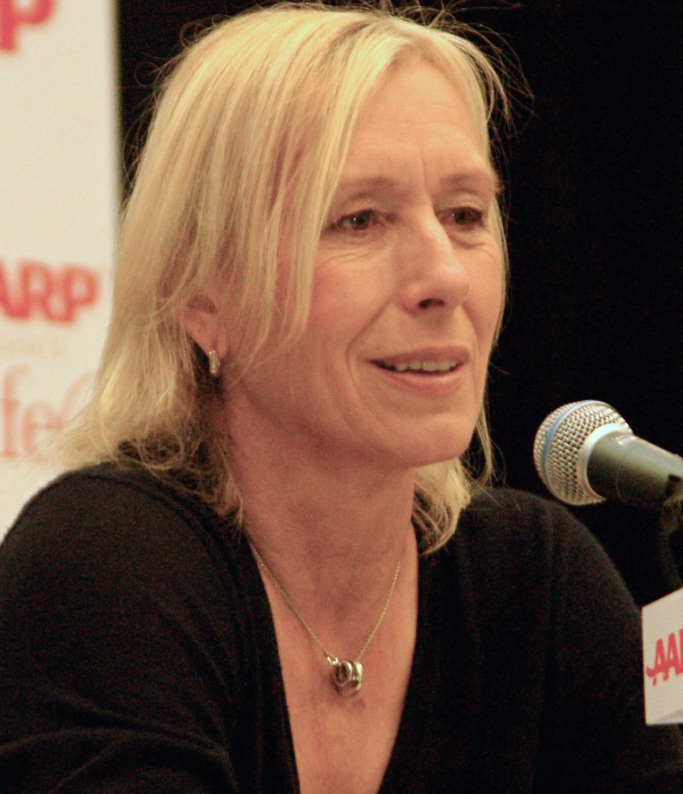
Martina Navratilova

- 18. Oktober: Martina Navratilova, tschechische Tennisspielerin
- 18. Oktober: Jim Talent, US-amerikanischer Politiker und Senator
- 19. Oktober: Angelo Longoni, italienischer Filmregisseur und Drehbuchautor († 2025)
- 19. Oktober: Didier Theys, belgischer Automobilrennfahrer
- 20. Oktober: Danny Boyle, britischer Regisseur
- 20. Oktober: Stephan Zacharias, deutscher Komponist
- 20. Oktober: Peter Zipfel, deutscher Skilangläufer

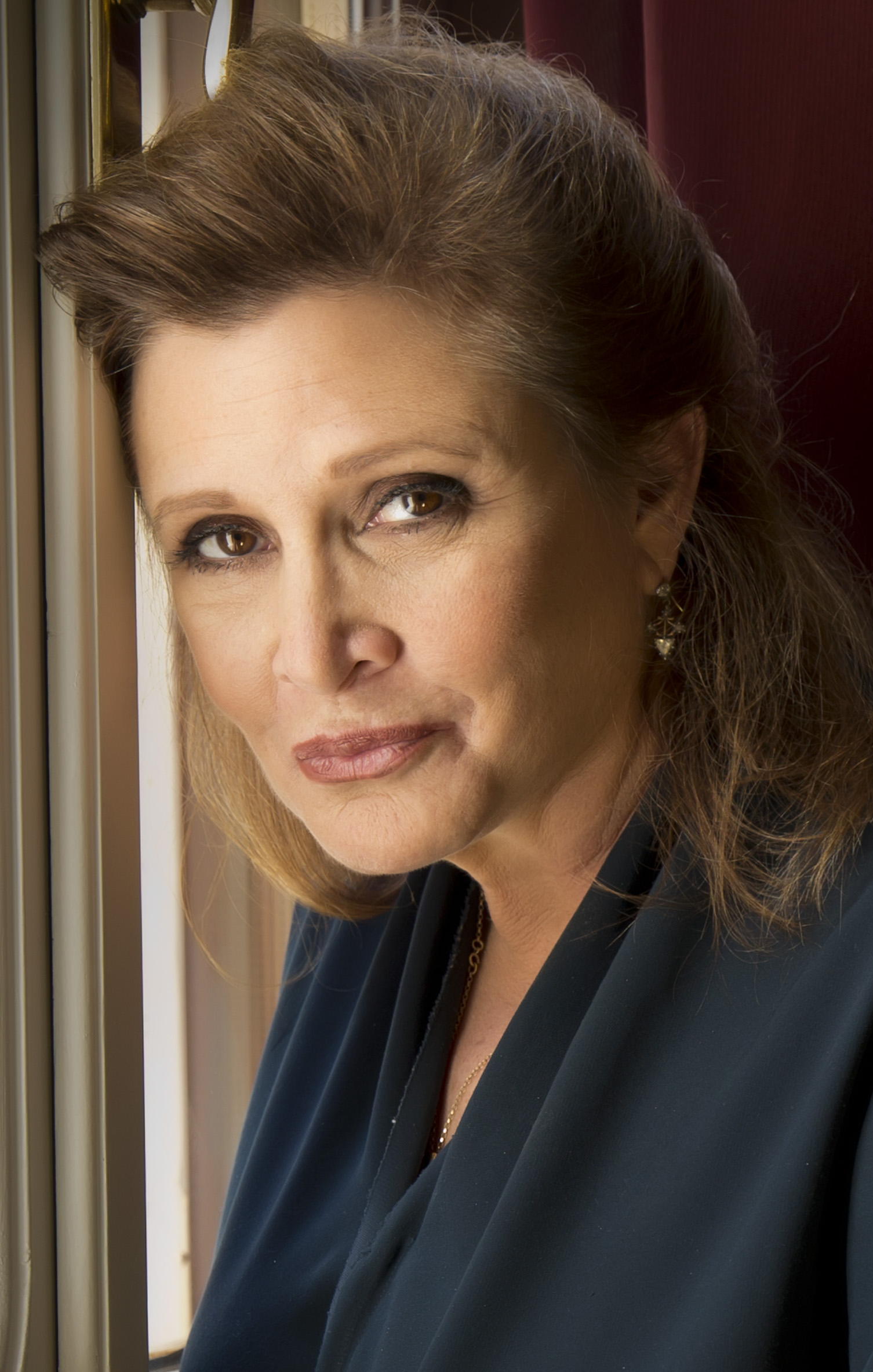
Carrie Fisher, 2013

- 21. Oktober: Carrie Fisher, US-amerikanische Schauspielerin und Autorin († 2016)
- 22. Oktober: Jun Aoki, japanischer Architekt
- 22. Oktober: Pierre Ehret, deutscher Unternehmer und Automobilrennfahrer
- 22. Oktober: Klaus Tscheuschner, deutscher Politiker, Oberbürgermeister von Flensburg
- 23. Oktober: Robert Evans, britischer Europaabgeordneter
- 23. Oktober: Dwight Yoakam, US-amerikanischer Country-Musiker und Filmschauspieler

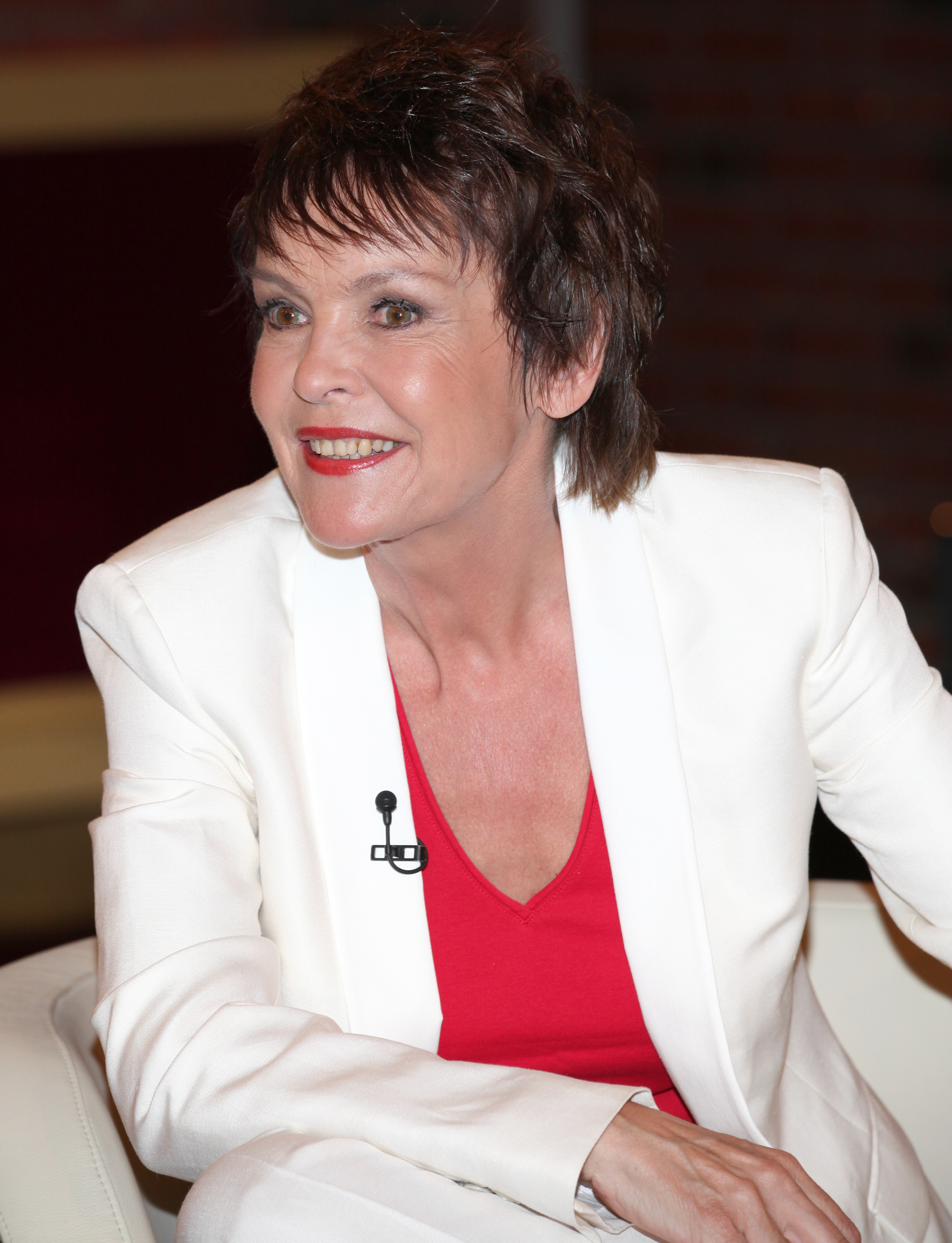
Katrin Sass, 2012

- 23. Oktober: Katrin Sass, deutsche Theater-, Film- und Fernsehschauspielerin
- 23. Oktober: Dianne Reeves, US-amerikanische Jazzsängerin und Songautorin
- 24. Oktober: Karl Karst, deutscher Hörfunkjournalist
- 25. Oktober: Bernard Harvey, jamaikanischer Pianist, Keyboardist und Organist
- 27. Oktober: Christiane Wartenberg, deutsche Leichtathletin
- 27. Oktober: Michèle Chardonnet, französische Leichtathletin und Olympionikin
- 27. Oktober: Veronica Hart, US-amerikanische Pornodarstellerin, Schauspielerin

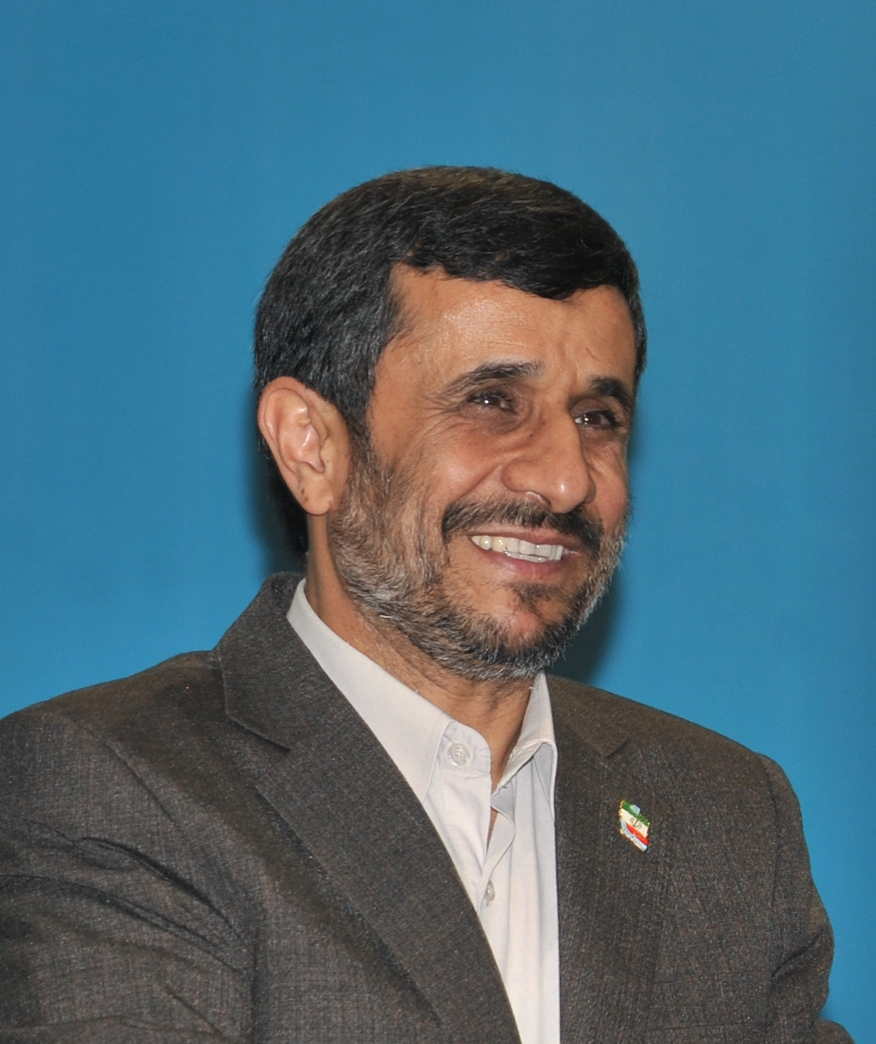
Mahmud Ahmadineschad, 2009

- 28. Oktober: Mahmud Ahmadineschad, iranischer Präsident
- 28. Oktober: Jessica Früh, Schweizer Schauspielerin
- 28. Oktober: Michael Guggemos, deutscher Politiker und Gewerkschafter
- 28. Oktober: Bill Niven, schottischer Historiker
- 28. Oktober: Franky Vercauteren, belgischer Fußballspieler und -trainer
- 28. Oktober: Volker Zotz, österreichischer Philosoph
- 30. Oktober: Juliet Stevenson, britische Filmschauspielerin
- 30. Oktober: Christina Rau, deutsche Politologin und Ehefrau von Johannes Rau
- 31. Oktober: Annie Finch, US-amerikanische Lyrikerin, Übersetzerin und Herausgeberin
- 31. Oktober: Reinhold Gall, deutscher Politiker und MdL
- 31. Oktober: Jörg Hengstler, deutscher Schauspieler und Synchronsprecher († 2024)
- 31. Oktober: Franco Merli, italienischer Schauspieler († 2025)

### November
- 01. November: Gaby Albrecht, deutsche Sängerin
- 01. November: Ralf Isau, deutscher Schriftsteller
- 02. November: Dale Brown, US-amerikanischer Schriftsteller
- 03. November: Karl-Heinz Aul, deutscher Fußballspieler und -trainer
- 03. November: Hubert Hüppe, deutscher Politiker und MdB
- 04. November: James Honeyman-Scott, britischer Gitarrist, Mitglied der Pretenders († 1982)
- 04. November: Jordan Rudess, US-amerikanischer Keyboarder
- 04. November: Andreas Schmidt, deutscher Politiker
- 05. November: Denise Jannah, niederländische Jazz-Sängerin
- 05. November: Heidrun Perdelwitz, deutsche Schauspielerin († 2020)
- 05. November: Gig Ryan, australische Dichterin, Literaturkritikerin, Singer-Songwriterin und Gitarristin
- 06. November: Lei Clijsters, belgischer Fußballspieler († 2009)
- 06. November: Marc Dutroux, belgischer Serienmörder
- 07. November: Horst-Peter Becker, deutscher Generalarzt
- 07. November: Anna Ogino, japanische Schriftstellerin
- 08. November: Mari Boine, samisch-norwegische Musikerin
- 08. November: Richard Curtis, neuseeländischer Drehbuchautor
- 08. November: Edmund Fröhlich, deutscher Sozial- und Klinikmanager, Verbandsfunktionär
- 08. November: Olga Wassiltschenko, sowjetische Ruderin
- 09. November: Petra Konermann, deutsche Turnerin
- 10. November: Hanspeter Horner, Schweizer Theaterregisseur († 2025)
- 11. November: José Luis Brown, argentinischer Fußballspieler († 2019)
- 11. November: Edgar Lungu, sambischer Politiker († 2025)
- 11. November: Rainer Schedlinski, Schriftsteller († 2019)
- 11. November: Rudi Seher, deutscher Unternehmer und Automobilrennfahrer
- 11. November: Vedran Smailović, bosnischer Cellist
- 12. November: Uwe Strübing, deutscher Komponist
- 13. November: Erhan Arslan, türkischer Fußballtorhüter und -trainer

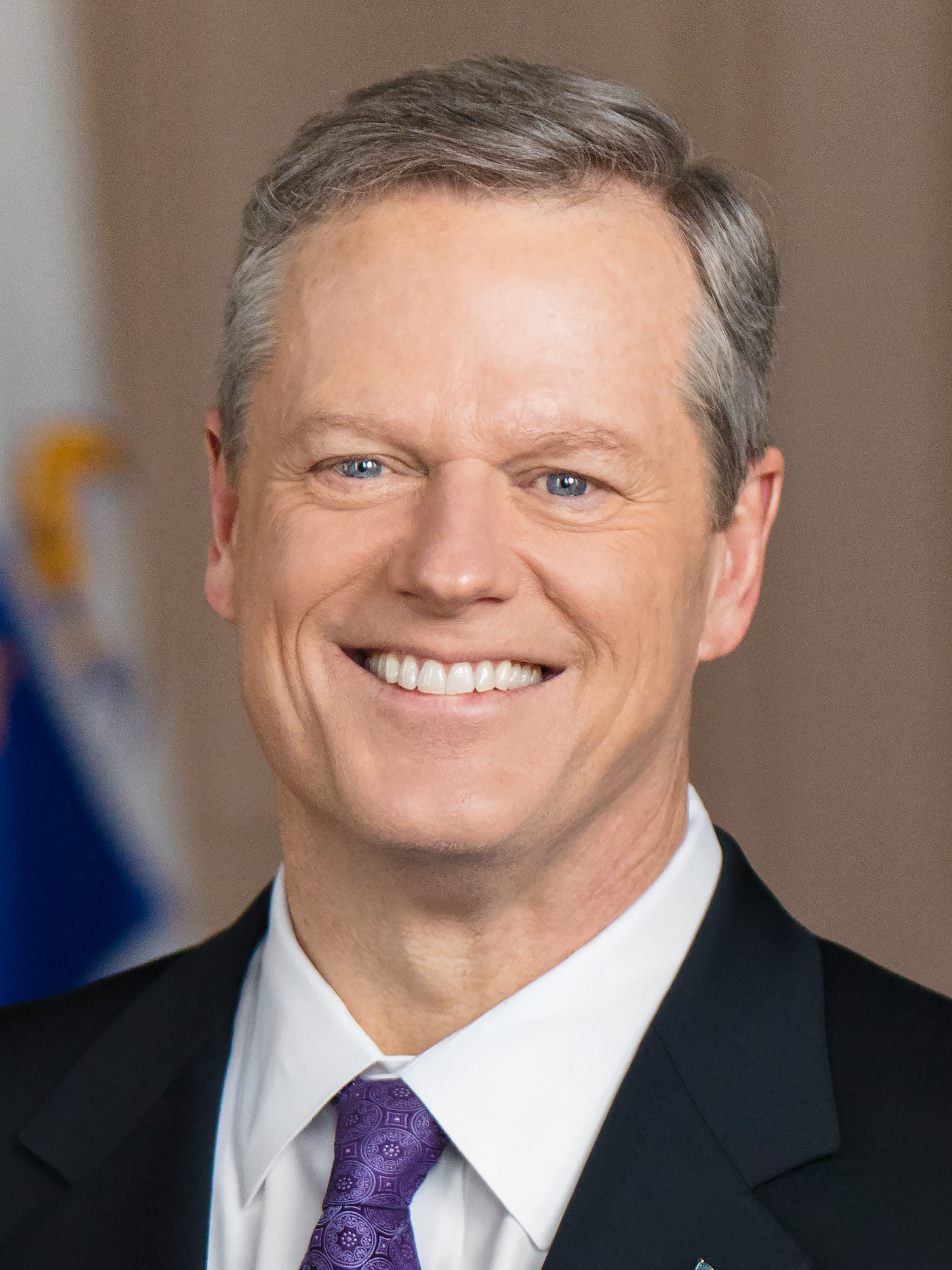
Charlie Baker

- 13. November: Charlie Baker, US-amerikanischer Politiker
- 13. November: Christof Koch, US-amerikanischer Neurowissenschaftler
- 13. November: Aldo Nova, kanadischer Gitarrist, Keyboarder, Sänger und Produzent
- 13. November: Bill Scanlon, US-amerikanischer Tennisprofi († 2021)
- 14. November: Keith Alexander, britischer Fußballspieler († 2010)
- 14. November: Ken Bowersox, US-amerikanischer Astronaut und Oberst der US-Luftwaffe
- 14. November: Hans-Jürgen Gede, deutscher Fußballtrainer und Fußballspieler
- 14. November: Peter R. de Vries, niederländischer investigativer Journalist († 2021)
- 15. November: Zlatko Kranjčar, kroatischer Fußballspieler und -trainer († 2021)
- 19. November: Suryadharma Ali, indonesischer Politiker († 2025)
- 19. November: Eileen Collins, US-amerikanische Astronautin
- 19. November: Jim Hodges, US-amerikanischer Politiker
- 20. November: Bo Derek, US-amerikanische Schauspielerin

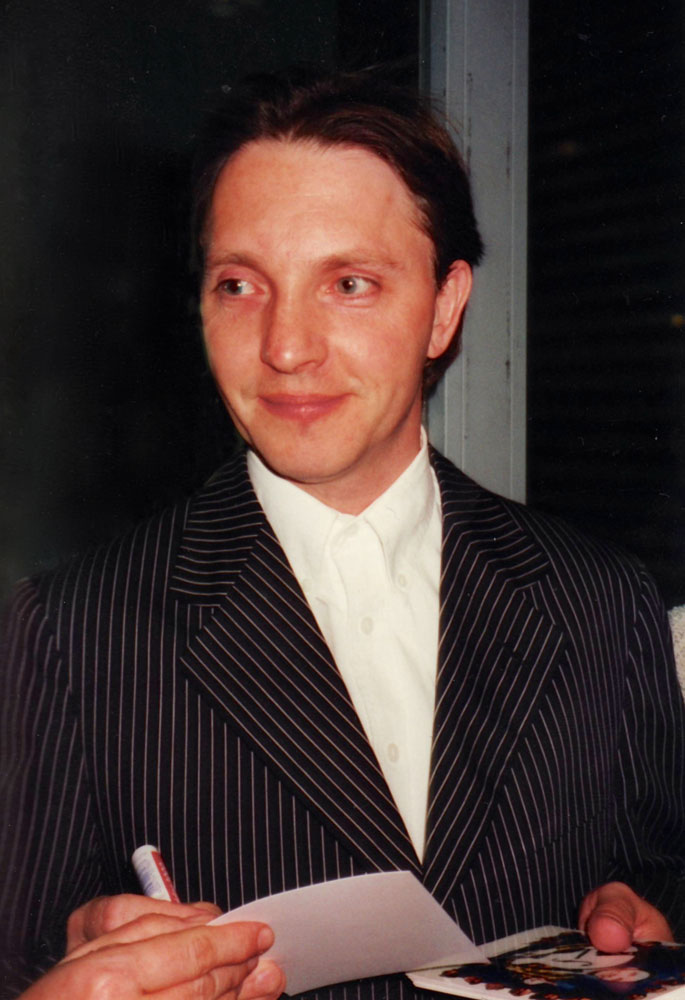
Olli Dittrich

- 20. November: Olli Dittrich, deutscher Schauspieler und Komiker
- 20. November: Helmfried von Lüttichau, deutscher Schauspieler
- 21. November: Cynthia Rhodes, US-amerikanische Tänzerin und Schauspielerin
- 22. November: Antje Vogel-Sperl, deutsche Politikerin
- 23. November: Shane Gould, australische Schwimmerin
- 24. November: Ruben Santiago-Hudson, US-amerikanischer Schauspieler
- 25. November: Gabriel Aeppli, schweizerisch-US-amerikanischer Festkörperphysiker
- 26. November: Ronald Schminke, deutscher Politiker
- 27. November: Thomas Hörster, deutscher Fußballspieler und -trainer
- 27. November: Günter Grünwald, deutscher Kabarettist
- 27. November: Lionello Manfredonia, italienischer Fußballspieler
- 28. November: Charlie Kohlhase, US-amerikanischer Jazzsaxophonist
- 28. November: Bernd Scholl, deutscher Komponist und Musiker
- 29. November: Bambus-Klaus, deutscher Gastwirt und Schlagersänger († 2012)
- 29. November: Andreas Bornschein, deutscher Fußballspieler (DDR)
- 30. November: Anders Åslund, schwedischer Fußballspieler

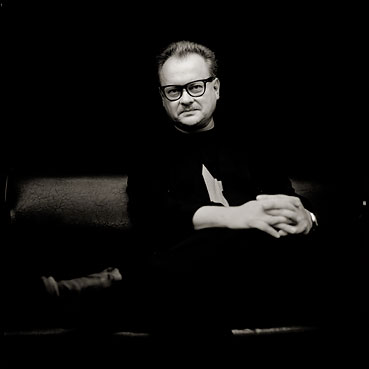
Heinz Rudolf Kunze, 2005

- 30. November: Heinz Rudolf Kunze, deutscher Rocksänger
- 30. November: Claude-Oliver Rudolph, deutscher Schauspieler

### Dezember
- 01. Dezember: Julee Cruise, US-amerikanische Sängerin († 2022)
- 01. Dezember: Jorge Pardo, spanischer Saxophonist und Flötist
- 03. Dezember: Charles M. Huber, deutscher Schauspieler und Politiker
- 03. Dezember: Mario Wirz, deutscher Schriftsteller († 2013)
- 04. Dezember: Lisa Politt, deutsche politische Kabarettistin
- 04. Dezember: Guy Morin, Schweizer Politiker

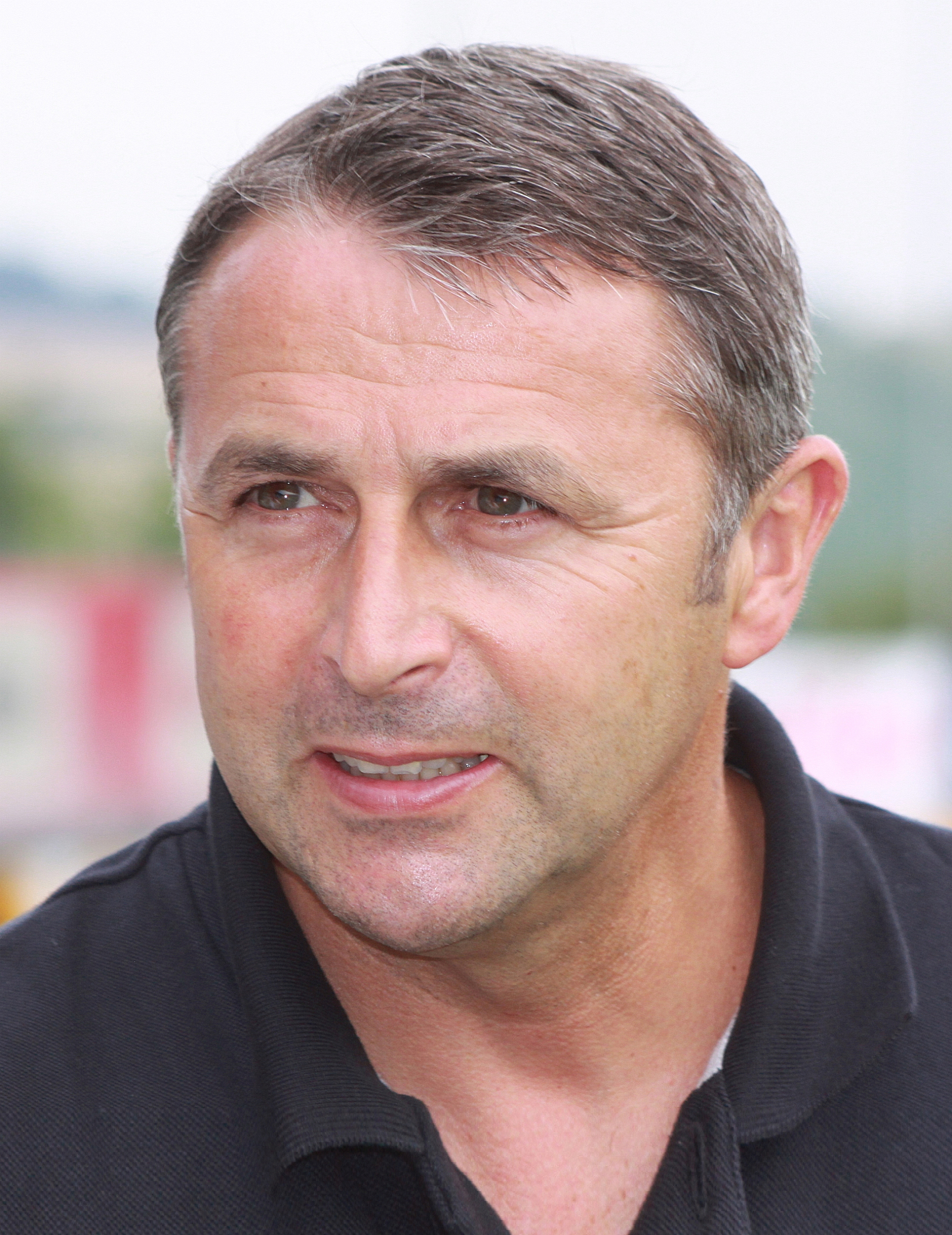
Klaus Allofs, 2009

- 05. Dezember: Klaus Allofs, deutscher Fußballspieler und -Manager
- 05. Dezember: Rosalía Arteaga, ecuadorianische Anwältin, Schriftstellerin und Politikerin
- 05. Dezember: Krystian Zimerman, polnischer Pianist und Orchesterleiter
- 06. Dezember: Randy Rhoads, US-amerikanischer Rockgitarrist († 1982)
- 06. Dezember: Hans Kammerlander, Südtiroler Bergsteiger
- 06. Dezember: Peter Buck, US-amerikanischer Musiker (R.E.M.)
- 07. Dezember: Larry Bird, US-amerikanischer Basketballspieler
- 07. Dezember: Rebecca Harms, deutsche Politikerin und Dokumentarfilmerin
- 07. Dezember: Michele Oliveri, italienischer Schauspieler und Regisseur
- 08. Dezember: Karl Fischer, österreichischer Schauspieler
- 08. Dezember: Marietta Meade, deutsche Schauspielerin und Synchronsprecherin
- 08. Dezember: Pierre Pincemaille, französischer Komponist, Organist und Musikpädagoge († 2018)
- 09. Dezember: Michael Groschek, deutscher Politiker
- 09. Dezember: Akio Miyazawa, japanischer Dramatiker und Schriftsteller († 2022)
- 09. Dezember: Ulrich Peltzer, deutscher Schriftsteller
- 09. Dezember: Sylvia, US-amerikanische Country-Musikerin
- 09. Dezember: Jean-Pierre Thiollet, französischer Schriftsteller
- 10. Dezember: Christine Goll, Schweizer Politikerin
- 11. Dezember: Thomas Andersson, schwedischer Fußballspieler
- 11. Dezember: Dankwart Brinksmeier, deutscher evangelischer Pfarrer, Mitbegründer der SDP in der DDR

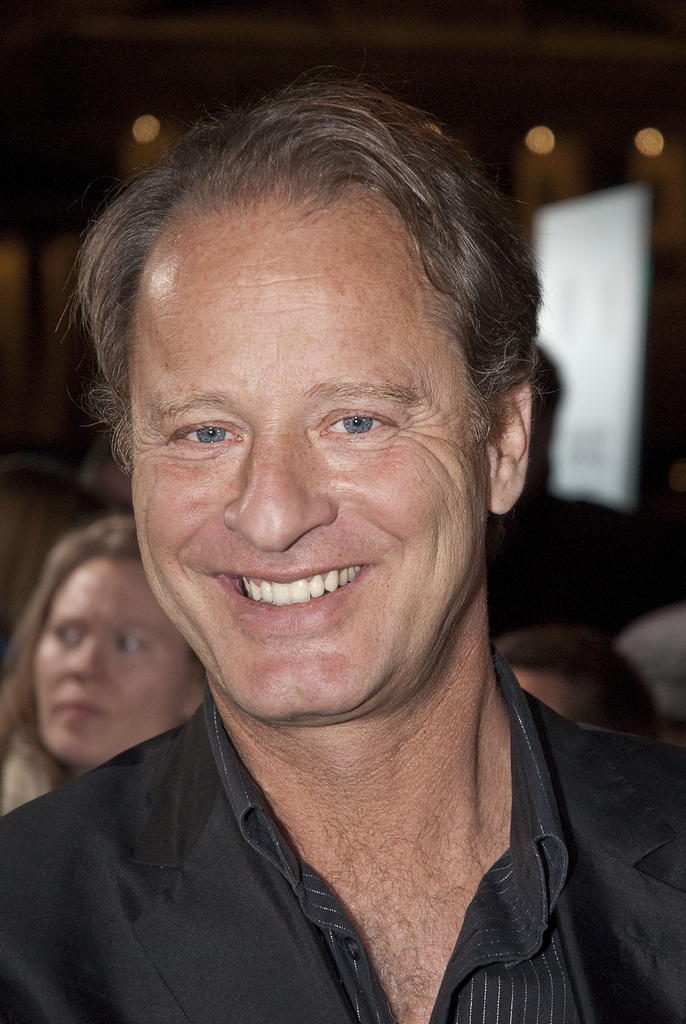
Tom Gerhardt, 2008

- 12. Dezember: Tom Gerhardt, deutscher Komiker
- 13. Dezember: Majida El Roumi, libanesische Sängerin und Schauspielerin
- 14. Dezember: Sandy Adams, US-amerikanische Politikerin
- 14. Dezember: Dieter Agatha, deutscher Fußballspieler
- 14. Dezember: Béla Réthy, deutscher Sportmoderator mit ungarischer Herkunft
- 14. Dezember: Hanni Wenzel, liechtensteinische Olympiasiegerin
- 14. Dezember: Erhard Wunderlich, deutscher Handballspieler († 2012)
- 15. Dezember: Mark Hummel, US-amerikanischer Mundharmonikaspieler
- 17. Dezember: Peter Farrelly, US-amerikanischer Regisseur, Produzent und Drehbuchautor
- 18. Dezember: Elke Best, deutsche Schlagersängerin
- 18. Dezember: Reinhold Ewald, deutscher Physiker und Astronaut
- 18. Dezember: Christian Y. Schmidt, deutscher Journalist und Autor
- 18. Dezember: Thomas Ziegler, deutscher Science-Fiction-Schriftsteller († 2004)
- 19. Dezember: Masami Akita, japanischer Japanoise-Musiker und Autor
- 20. Dezember: Mohamed Ould Abdel Aziz, mauretanischer General
- 21. Dezember: Roc LaFortune, kanadischer Schauspieler
- 21. Dezember: Peter Marx, deutscher Politiker († 2022)
- 21. Dezember: Lee Roy Parnell, US-amerikanischer Country-Sänger und Songwriter
- 23. Dezember: Michele Alboreto, italienischer Automobilrennfahrer († 2001)
- 23. Dezember: Dave „Moonface“ Murray, britischer Musiker
- 24. Dezember: Irene Khan, bangladeschische 7. internationale Generalsekretärin von Amnesty International (AI)
- 25. Dezember: Stefan Grüttner, deutscher Politiker
- 26. Dezember: Christian Bieniek, deutscher Schriftsteller († 2005)
- 26. Dezember: Hans Brinkmann, deutscher Schriftsteller
- 26. Dezember: David Sedaris, US-amerikanischer Schriftsteller und Journalist
- 27. Dezember: Rachel Bissex, US-amerikanische Folksängerin und Singer-Songwriterin († 2005)
- 27. Dezember: Horst Kummeth, deutscher Schauspieler, Regisseur und Autor
- 27. Dezember: Doina Melinte, rumänische Leichtathletin und Olympiasiegerin
- 27. Dezember: Rabe Perplexum, deutsche Malerin und Performance-Künstlerin († 1996)
- 27. Dezember: Arno Scherzberg, deutscher Rechtswissenschaftler
- 27. Dezember: Olga Tokarewa, sowjetische bzw. russische Schauspielerin, Schauspiellehrerin und Synchronsprecherin
- 28. Dezember: Nigel Kennedy, britischer Violinist
- 28. Dezember: Birgitt Bender, deutsche Politikerin, MdB
- 28. Dezember: Burkhard Spinnen, deutscher Schriftsteller
- 28. Dezember: Hans-Joachim Dose, deutscher Jurist, Richter am Bundesgerichtshof
- 29. Dezember: Christine Errath, deutsche Eiskunstläuferin
- 29. Dezember: Thomas Etzold, deutscher Kameramann
- 30. Dezember: Suzy Bogguss, US-amerikanische Country-Sängerin
- 31. Dezember: Andrea Gabriella Kapsaski, griechische Schauspielerin, Filmproduzentin, Lyrikerin und Übersetzerin
- 31. Dezember: Helma Knorscheidt, deutsche Leichtathletin
- 31. Dezember: Christine Scheel, deutsche Politikerin

### Tag unbekannt
- Roland Adloff, deutscher Schriftsteller
- Steven Aftergood, US-amerikanischer Physiker und Politikwissenschaftler
- Kōichirō Agata, japanischer Verwaltungswissenschaftler
- Oskar Aichinger, österreichischer Komponist und Pianist
- Ghassan Andoni, palästinensischer Physiker und Friedensaktivist
- Christophe André, französischer Psychiater und Psychotherapeut
- Volker Angres, deutscher Journalist
- Birgit Antoni, deutsche Künstlerin und Malerin
- Nizamettin Ariç, kurdischer Sänger und Filmregisseur
- Sabine Arlitt, schweizerische Kunstkritikerin
- Sigrid Arnade, deutsche Tierärztin und Aktivistin
- Eduard Arzt, österreichischer Physiker
- Stephan Aschböck, österreichischer Keyboarder und Komponist
- René Aubry, französischer Komponist
- Arnold Auer, österreichischer Politiker († 2020)
- Kurt Augustin, österreichischer Bildhauer, Grafiker und Restaurator
- Alice Auma, ugandische Rebellenführerin († 2007)
- Hanefi Avcı, türkischer Buchautor
- Olaf Baden, deutscher Off-Sprecher
- Martin Bärenz, deutscher Cellist, Kontrabassist, Komponist und Arrangeur
- Anna Maria Bauer, polnische Malerin
- Stephan Bissmeier, deutscher Schauspieler
- Pamela J. Bjorkman, US-amerikanische Biochemikerin und Molekularbiologin
- Patrick Cassidy, irischer Komponist
- Dominic Catalano, US-amerikanischer Kinderbuchillustrator und -autor
- Craig Clow, kanadischer Freestyle-Skier
- Deborah Drattell, US-amerikanische Komponistin
- Dror Elimelech, israelischer Komponist und Lyriker
- Rajmil Fischman, peruanischer Komponist und Musikpädagoge
- Christopher B. Frye, US-amerikanischer Komponist und Musikpädagoge
- Sheila F. Gagen, US-amerikanische Komponistin und Musikpädagogin
- François Gorin, französischer Journalist, Musikkritiker und Autor
- David Hahn, US-amerikanischer Komponist, Gitarrist, Lautenist und Mandolinist
- Jonathan Locke Hart, kanadischer Literaturwissenschaftler und Lyriker
- Dave Heath, englischer Flötist und Komponist
- Dieter Heinlein, deutscher Physiker und Astronom
- A. Eric Heukeshoven, US-amerikanischer Komponist und Musikpädagoge
- Jörg Hindemith, deutscher Sänger, Komponist und Musikproduzent
- Iman Humaidan, libanesische Schriftstellerin
- Matthias Keller, deutscher Pianist, Organist, Komponist und Musikjournalist
- Berno Kürten, deutscher Regisseur und Drehbuchautor
- Eberhard Lauer, deutscher Organist und Kirchenmusiker
- Li Hongzhong, chinesischer Politiker
- Hans Losert, deutscher Mittelalterarchäologe
- Lu Pei, chinesisch-amerikanischer Komponist und Musikpädagoge
- Charlotte Mayenberger, deutsche Heimatforscherin
- Ernst-Christoph Meier, deutscher Politikwissenschaftler und Ministerialbeamter
- Tony Millionaire, US-amerikanischer Comiczeichner
- Han Nolan, US-amerikanische Autorin
- Katalin Ottományi, ungarische Archäologin
- Geneviève Picot, australische Schauspielerin
- Irene Rindje, deutsche Schauspielerin
- Dagmar Röhrlich, deutsche Wissenschaftsjournalistin
- Kjell Roos, schwedischer Sänger und Gitarrist
- Karin Sarholz, deutsche Hörfunkredakteurin
- Andreas Scheinhütte, deutscher Gitarrist und Autor
- Mathilde Schwabeneder, Autorin und TV-Journalistin  († 2025)
- Wolfgang Seifen, deutscher Organist
- Ekkehard Skoruppa, deutscher Journalist
- Andrei Smirnow, russischer Multimediakünstler und Performer, Komponist, Instrumentenbauer und Musikpädagoge
- Oliver Törner, deutscher Schauspieler
- Thies Völker, deutscher Sachbuchautor
- Wolfram Wessels, deutscher Journalist, Rundfunkhistoriker, Feature- und Hörspielautor und -regisseur
- Martha Zechmeister, österreichische Theologin
- Samuel Zygmuntowicz, US-amerikanischer Geigenbauer

## Gestorben

### Januar
- 01. Januar: Ludwig Dürr, deutscher Luftschiff-Konstrukteur (* 1878)
- 03. Januar: Alexander Gretschaninow, russischer Komponist (* 1864)

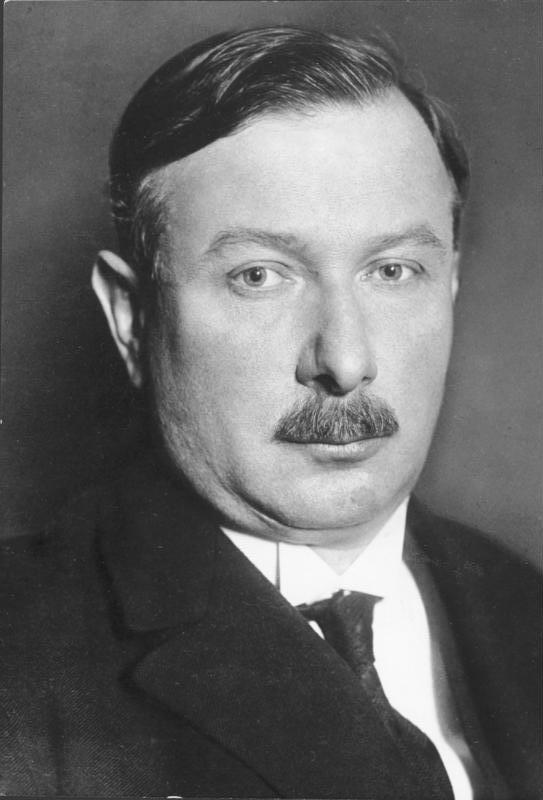
Joseph Wirth

- 03. Januar: Joseph Wirth, deutscher Politiker (* 1879)
- 07. Januar: Friedrich Hermann Ernst Schneidler, deutscher Schriftdesigner (* 1882)
- 09. Januar: Julius Herman Boeke, niederländischer Ökonom (* 1884)
- 10. Januar: Alfred Klotz, deutscher Altphilologe (* 1874)
- 10. Januar: César Moro, peruanischer Lyriker und surrealistischer Maler (* 1903)
- 12. Januar: Franz Dinghofer, österreichischer Richter und Politiker (* 1873)
- 13. Januar: Lyonel Feininger, deutsch-amerikanisch-französischer Karikaturist und Maler (* 1871)
- 15. Januar: Bartolomé Pérez Casas, spanischer Komponist, Dirigent und Musikpädagoge (* 1873)
- 17. Januar: Blind Alfred Reed, US-amerikanischer Country-Musiker (* 1880)
- 18. Januar: Makbule Atadan, Schwester des Staatsgründers der Türkei, Mustafa Kemal Atatürk (* 1885)
- 23. Januar: Alexander Korda, ungarischer Regisseur (* 1893)
- 24. Januar: Oskar Karlweis, österreichischer Schauspieler (* 1894)
- 27. Januar: Erich Kleiber, österreichischer Dirigent (* 1890)
- 28. Januar: Marie Juchacz, deutsche Sozialreformerin und Frauenrechtlerin (* 1879)
- 30. Januar: Hans Beschorner, deutscher Archivar und Historiker (* 1872)
- 31. Januar: A. A. Milne, englischer Schriftsteller (* 1882)

### Februar
- 03. Februar: Émile Borel, französischer Mathematiker und Politiker (* 1871)
- 03. Februar: Johnny Claes, belgischer Automobilrennfahrer (* 1916)
- 03. Februar: Eilhard Alfred Mitscherlich, deutscher Bodenkundler und Agrarwissenschaftler (* 1874)
- 04. Februar: Janko Binenbaum, türkischer Komponist (* 1880)
- 04. Februar: Peder Gram, dänischer Komponist (* 1881)
- 05. Februar: Savielly Tartakower, polnisch-französischer Schachspieler (* 1887)
- 06. Februar: Henri Chrétien, französischer Astronom und Erfinder (* 1879)
- 10. Februar: Otto Müller, deutscher Verleger (* 1901)
- 13. Februar: Jan Łukasiewicz, polnischer Philosoph, Mathematiker und Logiker (* 1878)
- 14. Februar: Henri Arnaud, französischer Mittelstreckenläufer (* 1891)
- 14. Februar: Enrique Sáenz-Valiente, argentinischer Sportschütze und Automobilrennfahrer (* 1917)

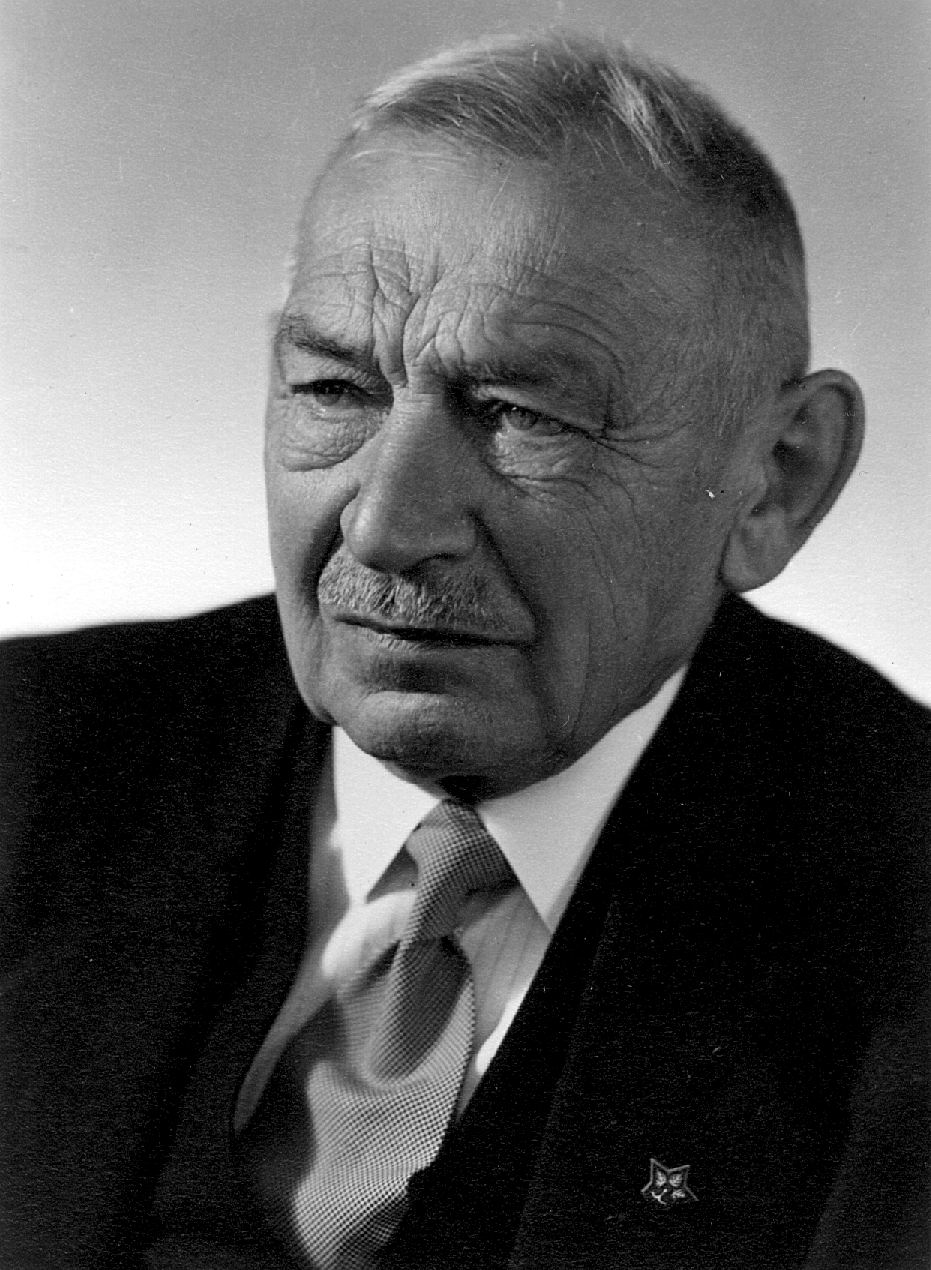
Arnošt Bart
(† 15. Februar)

- 15. Februar: Arnošt Bart-Brězynčanski, sorbischer Politiker, erster Domowina-Vorsitzender (* 1870)
- 18. Februar: Gustave Charpentier, französischer Komponist (* 1860)
- 18. Februar: Peter Rohr, rumäniendeutscher Komponist und Dirigent (* 1881)
- 19. Februar: Karl Bösch, österreichischer Politiker (* 1879)
- 20. Februar: Heinrich Barkhausen, deutscher Physiker (* 1881)
- 21. Februar: Karl Anton, deutscher Theologe (* 1887)
- 21. Februar: Edwin Franko Goldman, US-amerikanischer Komponist und Dirigent (* 1878)
- 24. Februar: Heinrich Imig, deutscher Politiker (* 1893)
- 24. Februar: Gerrit Smith Miller, US-amerikanischer Zoologe (* 1869)
- 25. Februar: Elmer Drew Merrill, US-amerikanischer Botaniker (* 1876)
- 26. Februar: Rudolf Kanzler, deutscher Vermessungsingenieur und Politiker (* 1873)
- 27. Februar: Günther Ramin, deutscher Organist, Chorleiter und Komponist (* 1898)
- 28. Februar: Harley M. Kilgore, US-amerikanischer Politiker (* 1893)
- 28. Februar: Frigyes Riesz, ungarischer Mathematiker (* 1880)
- 29. Februar: Elpidio Quirino, philippinischer Politiker und Staatspräsident (* 1890)

### März
- 03. März: Marguerite Dilhan, französische Juristin (* 1876)
- 03. März: Ernst Loof, deutscher Ingenieur, Rennfahrer, Rennleiter und Unternehmer (* 1907)
- 04. März: Otto Harder, deutscher Fußballspieler (* 1892)
- 05. März: Erich Itor Kahn, deutscher Musiker (* 1905)
- 11. März: Sergei Wassilenko, russischer Komponist und Dirigent (* 1872)
- 12. März: Bolesław Bierut, polnischer Politiker (* 1892)
- 12. März: Peter Goessler, deutscher Archäologe (* 1872)
- 16. März: Sergei Jewsejew, russischer Komponist (* 1894)
- 17. März: Irène Joliot-Curie, französische Chemikerin und Nobelpreisträgerin (* 1897)
- 17. März: Willy Planck, deutscher Maler und Grafiker (* 1870)
- 18. März: Louis Bromfield, US-amerikanischer Schriftsteller (* 1896)
- 18. März: Nikolaj Velimirović, serbisch-orthodoxer Bischof (* 1881)
- 21. März: Raymond E. Willis, US-amerikanischer Politiker (* 1875)
- 22. März: George Sarton, US-amerikanischer Wissenschaftshistoriker (* 1884)
- 23. März: Mort Dixon, US-amerikanischer Musiker, Liedermacher und Textdichter (* 1892)
- 24. März: Edmund Taylor Whittaker, britischer Mathematiker (* 1873)
- 28. März: Burghard Breitner, österreichischer Chirurg (* 1884)
- 29. März: Hans Hermann Adler, deutscher Zeitungswissenschaftler und Professor (* 1891)
- 30. März: E. C. Bentley, britischer Schriftsteller (* 1875)
- 30. März: Henry F. Long, US-amerikanischer Politiker (* 1883)
- 30. März: Thomas Dufferin Pattullo, kanadischer Politiker (* 1873)
- 31. März: Ralph DePalma, US-amerikanischer Motorrad- und Automobilrennfahrer (* 1882)

### April
- 01. April: Viola Gillette, US-amerikanische Sängerin (* 1871)
- 02. April: Takamura Kōtarō, japanischer Lyriker, Essayist und Bildhauer (* 1883)
- 05. April: Wilhelm Schussen, deutscher Schriftsteller (* 1874)
- 06. April: Walter Rohrbeck, deutscher Hochschullehrer (* 1885)
- 06. April: Gertrud Wurmb, deutsche Malerin (* 1877)
- 09. April: Luigi Gibezzi, italienischer Ingenieur, Fußballspieler und -funktionär (* 1883)
- 10. April: Božidar Širola, kroatischer Komponist (* 1889)
- 13. April: Alfred Birlem, deutscher Fußballschiedsrichter (* 1888)

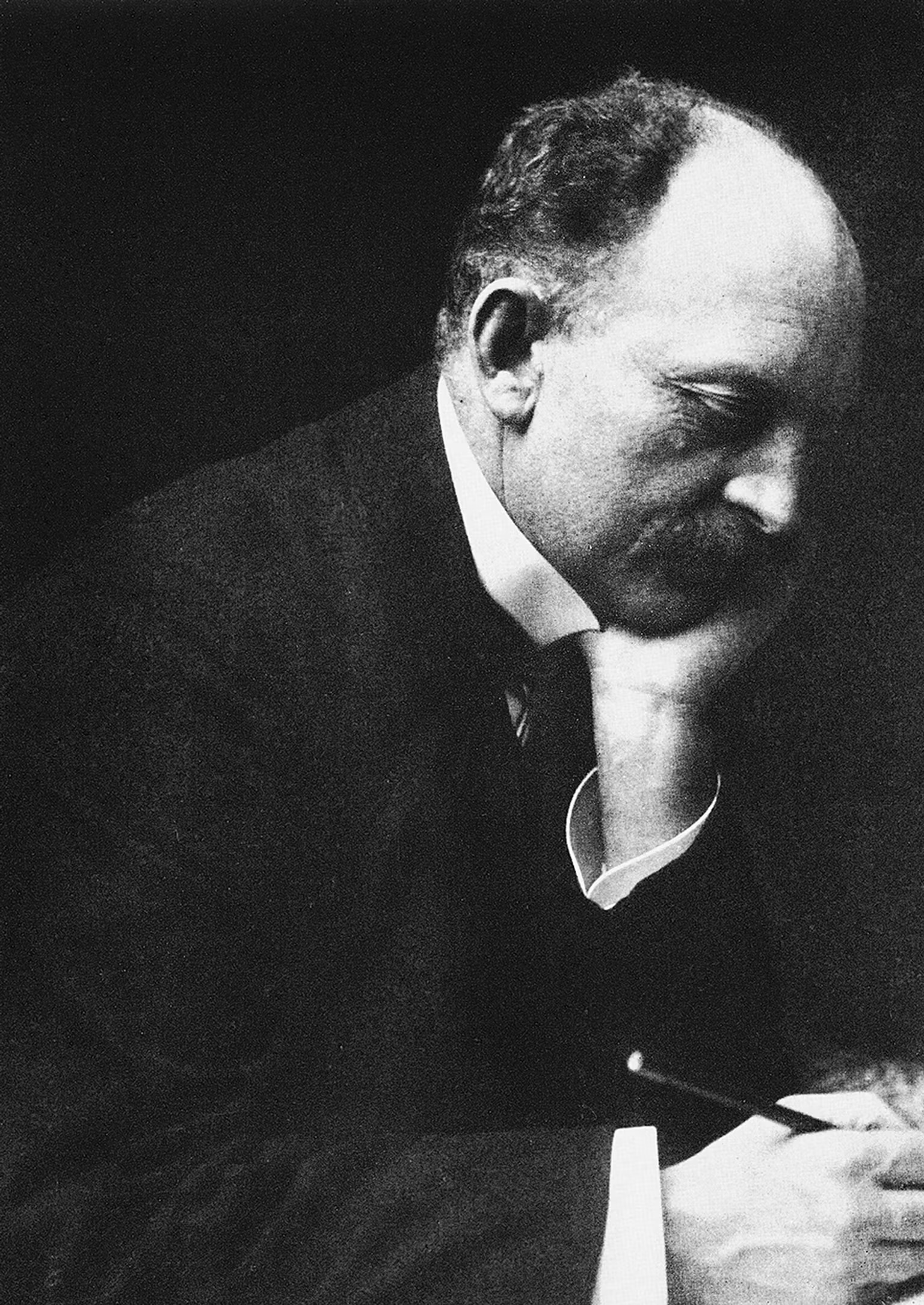
Emil Nolde

- 13. April: Emil Nolde, deutscher Maler des Expressionismus (* 1867)
- 14. April: Johannes Busch, deutscher evangelischer Theologe und Evangelist (* 1905)
- 15. April: Michael Gamper, italienischer Priester und Publizist (* 1885)
- 16. April: Jean de Marguenat, französischer Regisseur, Drehbuchautor und Automobilrennfahrer (* 1893)
- 19. April: Ernst Robert Curtius, deutscher Gelehrter und Romanist (* 1886)
- 21. April: Angelo Dibona, Südtiroler Kletterer und Bergführer (* 1879)
- 21. April: Stan Golestan, rumänischer Komponist und Musikkritiker (* 1875)
- 22. April: Walt Faulkner, US-amerikanischer Automobilrennfahrer (* 1920)
- 24. April: Albrecht Alt, deutscher Theologe (* 1883)
- 24. April: Kurt Moosdorf, deutscher Politiker, SPD (* 1884)
- 24. April: Henry Stephenson, britischer Film- und Theaterschauspieler (* 1871)
- 25. April: Paul Renner, deutscher Typograf (* 1878)
- 26. April: Edward Arnold, US-amerikanischer Schauspieler (* 1890)
- 26. April: Gustav Oelsner, deutscher Architekt und Städteplaner (* 1879)
- 28. April: Friedrich Schmidt-Ott, deutscher Wissenschaftsorganisator (* 1860)
- 29. April: Wilhelm Ritter von Leeb, deutscher Generalfeldmarschall im Dritten Reich (* 1876)
- 30. April: Alben W. Barkley, Vizepräsident der Vereinigten Staaten, Politiker (* 1877)

### Mai
- 01. Mai: LeRoy Samse, US-amerikanischer Leichtathlet (* 1883)
- 03. Mai: Albert Kallee, deutscher Jurist (* 1884)
- 04. Mai: Mina Benson Hubbard, kanadische Forschungsreisende (* 1870)
- 05. Mai: Louis Noguères, französischer Politiker und Widerstandskämpfer (* 1881)
- 06. Mai: Fergus Anderson, britischer Motorradrennfahrer (* 1909)
- 06. Mai: Karl Schworm, deutscher Autor und Heimatdichter (* 1889)
- 06. Mai: Paul Simon, französischer Politiker und Résistant (* 1886)
- 07. Mai: Josef Hoffmann, österreichischer Architekt und Designer (* 1870)
- 10. Mai: Adele Gerhard, deutsche Schriftstellerin (* 1868)
- 11. Mai: Walter Sydney Adams, US-amerikanischer Astronom (* 1876)
- 11. Mai: Matsumoto Takashi, japanischer Schriftsteller (* 1906)
- 12. Mai: Vladimír Ambros, tschechischer Komponist (* 1890)
- 12. Mai: Leon Duray, US-amerikanischer Automobilrennfahrer (* 1956)
- 12. Mai: Arthur Letondal, kanadischer Organist, Musikpädagoge und Komponist (* 1869)
- 15. Mai: Hermann Ludwig Blankenburg, deutscher Komponist (* 1876)
- 15. Mai: Jovan Bandur, kroatischer Komponist (* 1899)
- 15. Mai: Paul Köttgen, deutscher Bodenkundler (* 1881)
- 15. Mai: Julius Oetiker, Schweizer Jurist und Staatsbeamter (* 1877)
- 15. Mai: Austin Osman Spare, britischer Grafiker, Maler und Magier (* 1886)
- 19. Mai: Ferdinand Andri, österreichischer Maler und Grafiker (* 1871)
- 20. Mai: Albert Duquesne, kanadischer Schauspieler (* 1890)
- 20. Mai: William John Gies, US-amerikanischer Biochemiker und Zahnarzt (* 1872)
- 19. Mai: Otto Pannenbecker, deutscher Politiker (* 1879)
- 20. Mai: Zoltán von Halmay, ungarischer Schwimmer und Schwimmtrainer (* 1881)
- 21. Mai: Kurt Heinig, deutscher Politiker, Journalist und Schriftsteller (* 1886)
- 24. Mai: Wilhelm Naegel, deutscher Politiker (* 1904)
- 25. Mai: Johann Radon, österreichischer Mathematiker (* 1887)
- 29. Mai: Hermann Abendroth, deutscher Dirigent (* 1883)
- 30. Mai: Valaida Snow, US-amerikanische Jazztrompeterin und Sängerin (* 1904)
- 30. Mai: Tadeusz Wilczak, polnischer Dirigent (* 1908)
- 31. Mai: Diedrich Westermann, deutscher Afrikanist und Ethnologe (* 1875)

### Juni
- 02. Juni: Arthur Adolph, deutscher Politiker (* 1896)
- 03. Juni: Victor Gonzalez, französischer Orgelbauer (* 1877)
- 05. Juni: Rudolph Sauerwein, deutscher Automobilrennfahrer (* 1900)
- 06. Juni: Hiram Bingham, US-amerikanischer Archäologe und Politiker (* 1875)
- 06. Juni: Otto Lukas, deutscher Lehrer, Dichter und Schriftsteller (* 1881)
- 07. Juni: Julien Benda, französischer Philosoph und Schriftsteller (* 1867)
- 08. Juni: Hans Meiser, evangelischer Landesbischof von Bayern (* 1881)
- 10. Juni: Fritz Dirtl, österreichischer Motorrad-Rennfahrer (* 1928)
- 13. Juni: Reginald Goss-Custard, englischer Organist und Komponist (* 1877)
- 16. Juni: Fritz Koch-Gotha, deutscher Illustrator und Schriftsteller (* 1877)
- 17. Juni: Paul Rostock, deutscher Arzt, Angeklagter im Nürnberger Ärzteprozess (* 1892)
- 17. Juni: Bob Sweikert, US-amerikanischer Automobilrennfahrer (* 1926)
- 19. Juni: Wladimir Obrutschew, sowjetischer Geologe, Geograph und Schriftsteller (* 1863)
- 19. Juni: Lulu von Strauß und Torney, deutsche Dichterin und Schriftstellerin (* 1873)
- 20. Juni: August Hinrichs, deutscher Schriftsteller (* 1879)
- 22. Juni: Walter de la Mare, englischer Dichter und Autor (* 1873)
- 22. Juni: José Perotti, chilenischer Maler und Bildhauer (* 1898)
- 23. Juni: Reinhold Glière, russischer Komponist (* 1875)
- 25. Juni: Ernest J. King, US-amerikanischen Admiral (* 1878)
- 25. Juni: Miyagi Michio, japanischer Komponist und Kotospieler (* 1894)
- 26. Juni: Clifford Brown, US-amerikanischer Jazztrompeter (* 1930)
- 29. Juni: Thomas R. Underwood, US-amerikanischer Politiker (* 1898)
- 30. Juni: Annie Bousquet, französisch-österreichische Automobilrennfahrerin (* 1925)
- 30. Juni: Alfredo Ferrari, italienischer Ingenieur (* 1932)

### Juli
- 01. Juli: Tawfiq Abu l-Huda, jordanischer Premierminister von Transjordanien (* 1894)
- 05. Juli: Francis J. Myers, US-amerikanischer Politiker (* 1901)
- 07. Juli: Gottfried Benn, deutscher Arzt, Dichter und Essayist (* 1886)
- 10. Juli: Georg Dittmann, deutscher Altphilologe (* 1871)
- 11. Juli: Werner Riegel, deutscher Lyriker und Essayist (* 1925)
- 14. Juli: Jos van Son, niederländischer Fußballspieler (* 1893)
- 15. Juli: William H. Murray, US-amerikanischer Politiker (* 1869)
- 16. Juli: Teresa Feodorowna Ries, österreichische Bildhauerin und Malerin (* 1866)
- 17. Juli: Bodo von Borries, deutscher Elektrotechniker und Miterfinder des Elektronenmikroskops (* 1905)
- 19. Juli: Freddie Spruell, US-amerikanischer Bluesmusiker (* 1893)
- 24. Juli: Alessandro Anzani, italienischer Ingenieur und Rennfahrer (* 1877)
- 27. Juli: Leopold Petznek, österreichischer Rechnungshofpräsident (* 1881)
- 27. Juli: Otto Ziegler, deutscher Politiker (* 1895)
- 28. Juli: Walter Andrae, deutscher Bauforscher und Archäologe (* 1875)
- 29. Juli: Ludwig Klages, deutscher Lebensphilosoph, Psychologe (* 1872)

### August
- 03. August: Albert Finck, deutscher Politiker (* 1895)
- 05. August: John Miller Andrews, nordirischer Politiker, Premierminister Nordirlands (* 1871)
- 05. August: Wilhelm Stockums, deutscher Weihbischof in Köln (* 1877)
- 06. August: Johan Frans van Bemmelen, niederländischer Paläontologe und Zoologe (* 1859)
- 07. August: John Latouche, US-amerikanischer Schriftsteller und Librettist (* 1914)
- 08. August: Just Scheu, deutscher Komponist, Librettist, Schauspieler, Drehbuchautor u. a. m. (* 1903)
- 11. August: Jackson Pollock, US-amerikanischer Maler (* 1912)
- 11. August: Frieda von Richthofen, deutsche Schriftstellerin und Übersetzerin (* 1879)
- 12. August: Gianpiero Combi, italienischer Fußballspieler (* 1902)
- 12. August: Albert Freude, deutscher römisch-katholischer Pfarrer (* 1877)
- 12. August: Ernst Kreidolf, Schweizer Bilderbuchillustrator (* 1863)
- 13. August: Hans-Hasso von Veltheim, deutscher Indologe, Anthroposoph und Weltreisender (* 1885)

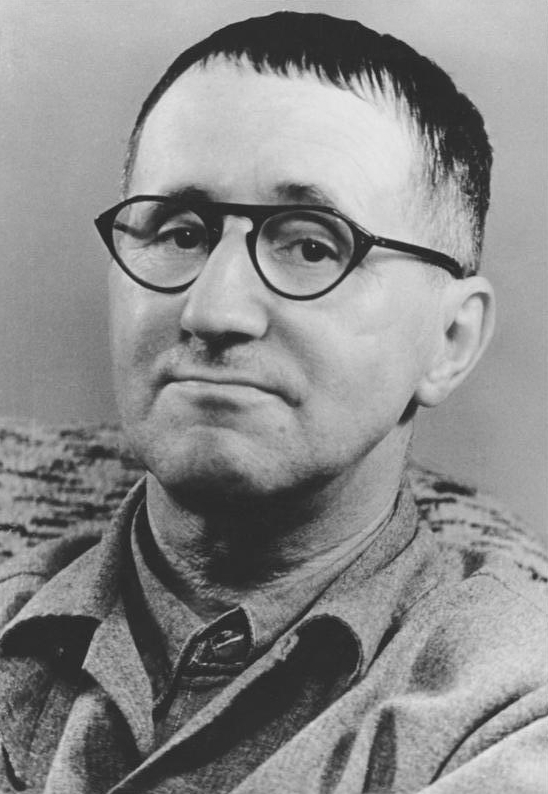
Bertolt Brecht, 1954

- 14. August: Bertolt Brecht, deutscher Schriftsteller (* 1898)
- 14. August: Konstantin von Neurath, deutscher Außenminister und Reichsprotektor in Böhmen und Mähren (* 1873)
- 14. August: Joseph Godehard Machens, deutscher Bischof (* 1886)
- 15. August: Antoine Schumann, französischer Automobilrennfahrer und Flieger (* 1905)
- 16. August: Bela Lugosi, ungarischer Schauspieler (* 1882)
- 16. August: Theodor Pallady, rumänischer Maler (* 1871)
- 16. August: Wilhelm Wenker, deutscher Pfarrer von St. Hippolytus in Gelsenkirchen-Horst (* 1874)
- 17. August: Abram Jampolski, russischer Geiger und Musikpädagoge (* 1890)
- 20. August: Bernard William Griffin, britischer Erzbischof von Westminster und Kardinal (* 1899)
- 21. August: Juan José de Amézaga, uruguayischer Jurist (* 1881)
- 23. August: Ernst Frick, schweizerischer Maler (* 1881)
- 25. August: Alfred Charles Kinsey, US-amerikanischer Sexualforscher (* 1894)
- 25. August: Robert Oppenheim, deutscher Privatbankier (* 1882)
- 26. August: Hans Baltisberger, deutscher Motorradrennfahrer (* 1922)
- 28. August: Adolphe Landry, französischer Politiker und Ökonom (* 1874)
- 31. August: Percy MacKaye, US-amerikanischer Dramatiker und Dichter (* 1875)
- 31. August: Yves Nat, französischer Pianist und Komponist (* 1890)

### September
- 05. September: Walther Hensel, deutscher Volksliedforscher und Volksliedsammler (* 1887)
- 06. September: Witold Hurewicz, polnischer Mathematiker (* 1904)
- 06. September: Alex Raymond, US-amerikanischer Zeichner (* 1909)
- 06. September: Michael Ventris, englischer Sprachwissenschaftler (* 1922)
- 07. September: Karl Blodig, österreichischer Bergsteiger, Augenarzt, Autor (* 1859)
- 07. September: Otto Juljewitsch Schmidt, sowjetischer Geophysiker und Arktisforscher (* 1891)
- 10. September: Homer S. Cummings, US-amerikanischer Politiker (* 1870)
- 11. September: Herminio Masantonio, argentinischer Fußballspieler (* 1910)
- 12. September: Hermann Ammann, deutscher Sprachwissenschaftler (* 1885)
- 12. September: Hans Carossa, deutscher Lyriker und Autor (* 1878)
- 15. September: Jacques Companéez, französischer Drehbuchautor (* 1906)
- 19. September: Ferdinand Holthausen, deutscher Anglist (* 1860)
- 21. September: Karl Caspar, deutscher Maler (* 1879)
- 23. September: Lo Simons, niederländischer Motorradrennfahrer (* 1910)
- 25. September: Khadr Sayed El Touni, ägyptischer Gewichtheber (* 1915)
- 26. September: Lucien Febvre, französischer Historiker (* 1878)
- 27. September: Gerald Finzi, englischer Komponist (* 1901)
- 27. September: Mildred Didrikson Zaharias, US-amerikanische Leichtathletin und Golferin (* 1911)
- 28. September: William Edward Boeing, US-amerikanischer Flugzeugkonstrukteur (* 1881)
- 29. September: Simon Sabiani, französischer Politiker und Kollaborateur (* 1888)

### Oktober
- 01. Oktober: Stan Ockers, belgischer Radrennfahrer (* 1920)
- 02. Oktober: George Bancroft, US-amerikanischer Schauspieler (* 1882)
- 04. Oktober: Rudolf Hägni, Schweizer Lehrer, Liedtexter und Schriftsteller (* 1888)
- 04. Oktober: Tommy Thistlethwayte, britischer Automobilrennfahrer (* 1903)
- 05. Oktober: Juan Armet, spanischer Fußballspieler und -trainer (* 1895)
- 07. Oktober: Maud Allan, kanadisch-amerikanische Tänzerin (* 1873)
- 07. Oktober: Max von Prittwitz und Gaffron, deutscher Generalmajor (* 1876)
- 08. Oktober: Walter Walker, US-amerikanischer Politiker (* 1883)
- 09. Oktober: Lucie Höflich, deutsche Schauspielerin (* 1883)
- 12. Oktober: Otto Bruchwitz, deutscher Pädagoge und Heimatforscher (* 1877)
- 13. Oktober: Robert Lehr, deutscher Politiker (* 1883)
- 14. Oktober: Benno von Arent, deutscher Architekt und im Dritten Reich „Reichsbühnenbildner“ (* 1898)
- 16. Oktober: Jules Rimet, französischer Präsident der FIFA (* 1873)
- 18. Oktober: Grosvenor Atterbury, US-amerikanischer Architekt, Stadtplaner und Schriftsteller (* 1869)
- 18. Oktober: Josef Blum, österreichischer Fußballspieler und Trainer (* 1898)
- 21. Oktober: Ángel Castro Argiz, spanisch-kubanischer Vater von Fidel und Raúl Castro (* 1875)
- 21. Oktober: Ludwig Arzt, deutscher Unternehmer (* 1873)
- 25. Oktober: Walter Karbe, deutscher Heimatforscher (* 1877)
- 26. Oktober: Lucien Gagnier, kanadischer Flötist (* 1900)
- 26. Oktober: Walter Gieseking, deutscher Pianist und Komponist (* 1895)
- 26. Oktober: Otto Scheff, österreichischer Freistil-Schwimmer (* 1889)
- 27. Oktober: Domingos Leite Pereira, portugiesischer Politiker (* 1882)
- 29. Oktober: Walter Evans Edge, US-amerikanischer Politiker (* 1873)

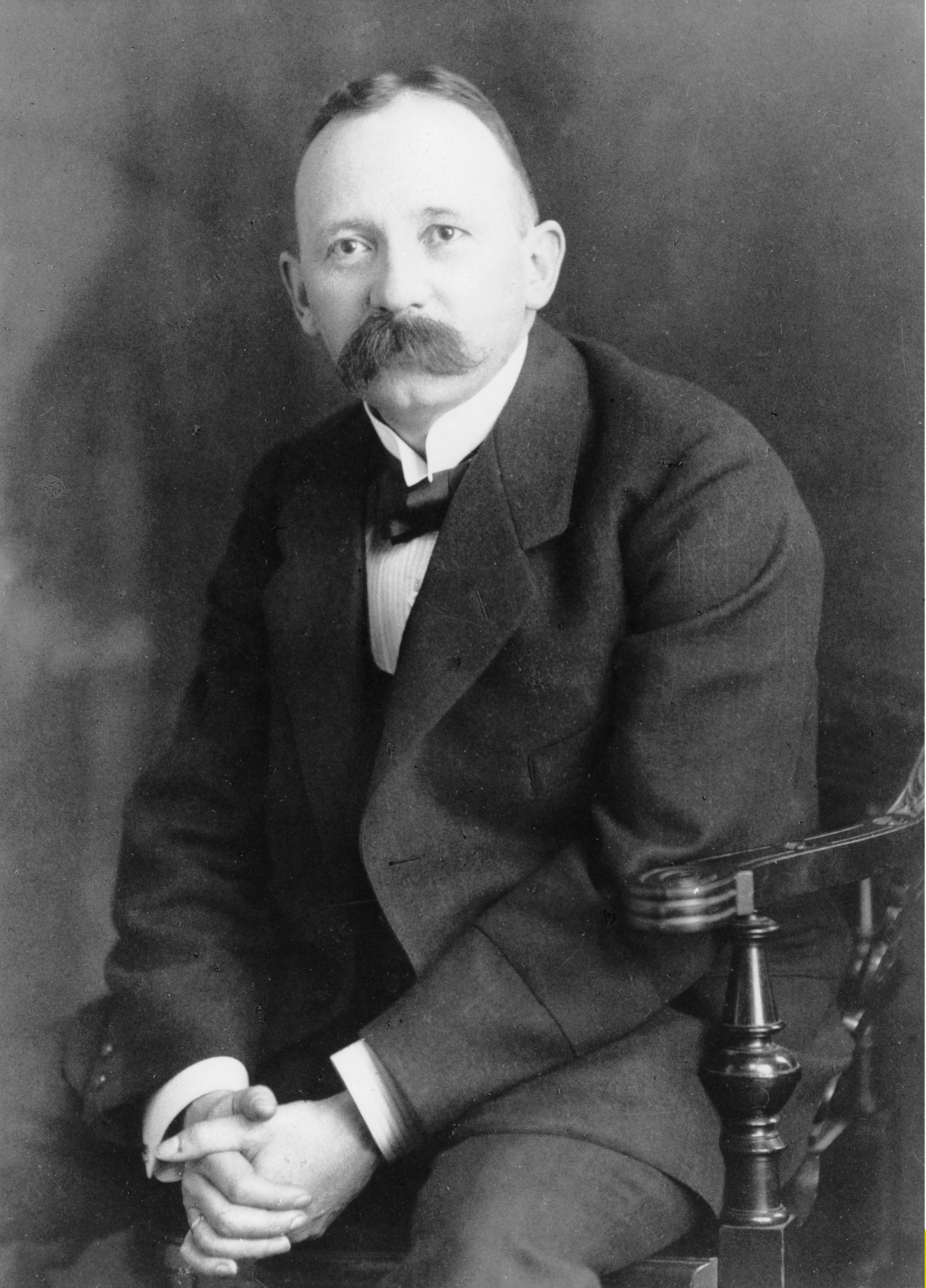
Fritz Hofmann

- 29. Oktober: Fritz Hofmann, deutscher Chemiker (* 1866)
- 29. Oktober: Louis Rosier, französischer Motorrad- und Automobilrennfahrer (* 1905)

### November
- 01. November: Lajos Asztalos, ungarischer Schachmeister (* 1889)
- 01. November: Pietro Badoglio, italienischer Politiker und General (* 1871)
- 01. November: Tommy Johnson, US-amerikanischer Blues-Gitarrist (* 1896)
- 02. November: Leo Baeck, deutscher Rabbiner und Vertreter des liberalen Judentums (* 1873)
- 03. November: Johanna Geisler, deutsche Sängerin und Schauspielerin (* 1888)
- 03. November: August Winnig, deutscher Gewerkschafter und völkischer Schriftsteller (* 1878)
- 04. November: Luis Arroyo, spanischer Schauspieler und Regisseur (* 1915)
- 04. November: Freddie Dixon, britischer Motorrad- und Automobilrennfahrer (* 1892)
- 05. November: Hans Stilp, österreichischer Komponist (* 1882)
- 05. November: Jules Saliège, französischer Erzbischof von Toulouse und Kardinal (* 1870)
- 05. November: Art Tatum, US-amerikanischer Klaviervirtuose des Jazz (* 1909)
- 05. November: Freda Wuesthoff, deutsche Physikerin, Anwältin und Pazifistin (* 1896)
- 09. November: Hubert Houben, deutscher Leichtathlet (* 1898)
- 10. November: David Seymour, polnischer Fotograf (* 1911)
- 10. November: Victor Young, US-amerikanischer Komponist, Violinist und Dirigent (* 1900)
- 12. November: Juan Negrín, spanischer Politiker und letzter Ministerpräsident der spanischen Republik (* 1891)
- 13. November: Werner Haas, deutscher Motorradrennfahrer (* 1927)
- 15. November: Elisabeth von Rumänien, rumänische Königin von Griechenland (* 1894)
- 20. November: Emmerich Hanus, österreichischer Filmschauspieler, -regisseur und -produzent (* 1879)
- 21. November: Aizu Yaichi, japanischer Literaturwissenschaftler und Lyriker (* 1881)
- 23. November: Jean-Fernand Audeguil, französischer Politiker (* 1887)
- 23. November: Armin Berg, österreichischer Kabarettist (* 1883)
- 23. November: Viktor Kienböck, österreichischer Politiker und Jurist (* 1873)
- 23. November: Jean Alexandru Steriadi, rumänischer Maler und Grafiker (* 1880)
- 24. November: Stina Aronson, schwedische Schriftstellerin (* 1892)
- 24. November: Guido Cantelli, italienischer Dirigent (* 1920)
- 26. November: Tommy Dorsey, US-amerikanischer Jazz-Musiker (* 1905)
- 26. November: Adolf Küry, Schweizer Bischof (* 1870)
- 27. November: Peet Stol, niederländischer Fußballspieler (* 1880)
- 28. November: Walerian Bierdiajew, polnischer Komponist, Dirigent und Musikpädagoge (* 1885)
- 29. November: Willi Auerswald, deutscher SS-Oberscharführer (* 1894)

### Dezember
- 01. Dezember: Arrigo Menicocci, italienischer Ruderer (* 1933)
- 01. Dezember: Jakob Rauch, deutscher Geistlicher (* 1881)
- 02. Dezember: Franz Osten, deutscher Filmregisseur (* 1876)
- 03. Dezember: Alexander Rodtschenko, russischer Maler, Grafiker und Fotograf (* 1891)
- 04. Dezember: Johann Surbeck, Schweizer Buchdrucker und Politiker (* 1892)
- 06. Dezember: Albert Aftalion, französischer Ökonom und Konjunkturtheoretiker (* 1874)
- 07. Dezember: Henry Fillmore, US-amerikanischer Komponist, Posaunist und Kapellmeister (* 1881)
- 08. Dezember: Jimmie Angel, US-amerikanischer Buschpilot (* 1899)
- 11. Dezember: Elise Daimler, deutsche Malerin und Grafikerin (* 1875)
- 12. Dezember: Karl Hentschel, deutscher General (* 1899)
- 13. Dezember: Justin Godart, französischer Politiker (* 1871)
- 14. Dezember: Juho Kusti Paasikivi, finnischer Staatspräsident (* 1870)
- 17. Dezember: Ernst Brandt, deutscher KPD-Funktionär und Minister in Sachsen-Anhalt (* 1896)
- 18. Dezember: Pedro Luna, chilenischer Maler (* 1896)
- 20. Dezember: Paul Bonatz, deutscher Architekt und Brückenbauer (* 1877)
- 23. Dezember: Josep Puig i Cadafalch, katalanischer Architekt (* 1867)
- 24. Dezember: Paul Stricker, deutscher Pädagoge und Mykologe (* 1878)
- 25. Dezember: Robert Walser, deutschsprachiger Schweizer Schriftsteller (* 1878)
- 26. Dezember: Preston Tucker, US-amerikanischer Autodesigner und Hersteller (* 1903)
- 28. Dezember: Iwan Puni, russischer Maler (* 1890)
- 30. Dezember: Paul Mendelssohn Bartholdy der Jüngere, deutscher Chemiker und Industrieller (* 1879)
- 30. Dezember: Heinrich Scholz, evangelischer Theologe und Philosoph (* 1884)
- 31. Dezember: Edwin Plimpton Adams, US-amerikanischer Physiker (* 1878)

### Datum unbekannt
- Felipe Bojalil Gil, mexikanischer Sänger und Komponist (* 1912)

## Nobelpreise
- Physik: William B. Shockley, John Bardeen und Walter Houser Brattain
- Chemie: Cyril Norman Hinshelwood und Nikolai Semjonow
- Medizin: André Frédéric Cournand, Werner Forßmann und Dickinson W. Richards
- Literatur: Juan Ramón Jiménez

Ein Friedensnobelpreis wurde nicht verliehen.

## Musik
- Lys Assia gewinnt am 24. Mai in Lugano mit dem Lied Refrain für die Schweiz die 1. Auflage des Eurovision Song Contest
- Liste der Nummer-eins-Hits in Deutschland (1956)
- Liste der meistverkauften Singles in den USA (1956)